# Rinascimento fiorentino

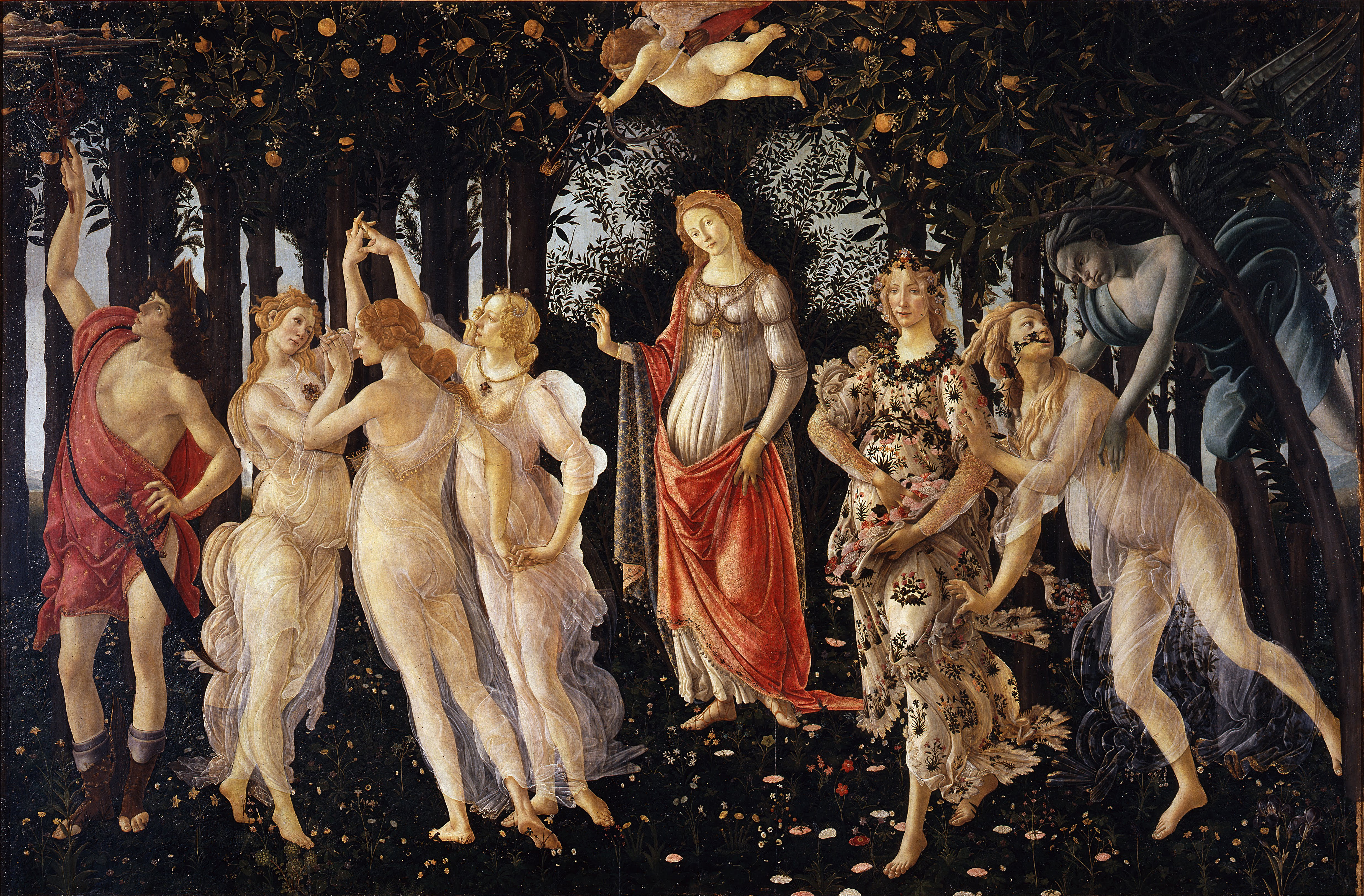
Sandro Botticelli, Primavera (1478 circa).

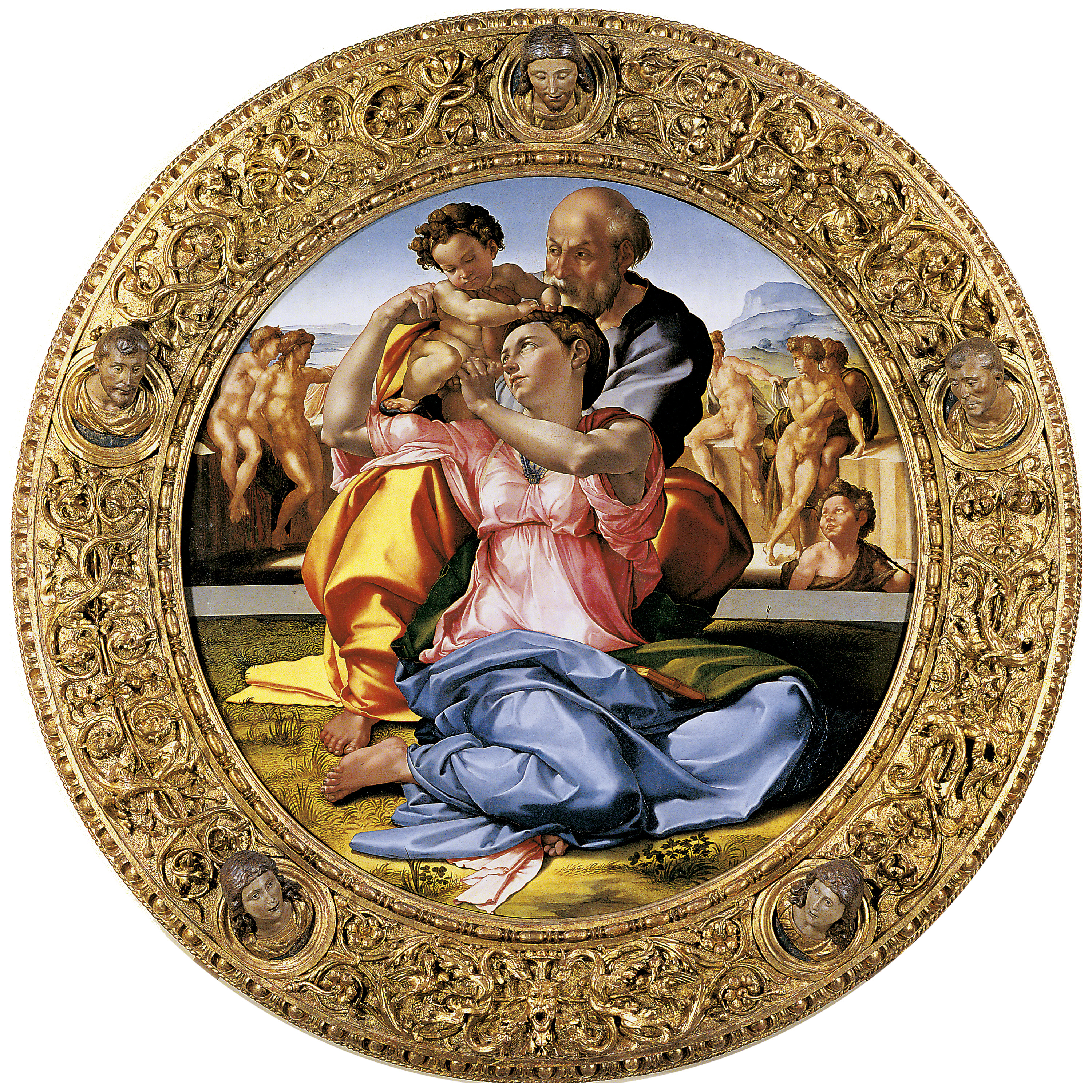
Tondo Doni (1503-1504).

Il Rinascimento nacque ufficialmente a Firenze, città che viene spesso indicata come la sua culla. Questo nuovo linguaggio figurativo, legato anche a un diverso modo di pensare l'uomo e il mondo, prese le mosse dalla cultura locale e dall'umanesimo, che già nel secolo precedente era stato portato alla ribalta da personalità come Francesco Petrarca o Coluccio Salutati. Le novità, proposte nei primissimi anni del XV secolo da maestri quali Filippo Brunelleschi, Donatello e Masaccio, rispettivamente nei campi dell'architettura, della scultura e della pittura, non furono immediatamente accolte dalla committenza, anzi rimasero almeno per un ventennio un fatto artistico minoritario e in larga parte incompreso, a fronte dell'allora dominante gotico internazionale.
In seguito il Rinascimento divenne il linguaggio figurativo più apprezzato e iniziò a trasmettersi anche alle altre corti italiane (prime fra tutte quella papale di Roma) e poi europee, grazie agli spostamenti degli artisti.
Lo stile del Rinascimento fiorentino, dopo i primordi del primo ventennio del Quattrocento, si diffuse con entusiasmo fino alla metà del secolo, con esperimenti basati su un approccio tecnico-pratico; la seconda fase ebbe luogo all'epoca di Lorenzo il Magnifico, dal 1450 circa fino alla sua morte nel 1492, e fu caratterizzata da una sistemazione più intellettualistica delle conquiste. Segue un momento di rottura, dominato dalla personalità di Girolamo Savonarola, che segna profondamente molti artisti convincendoli a un ripensamento delle loro scelte. L'ultima fase, databile tra il 1490 e il 1520, è detto Rinascimento "maturo", e vede la presenza a Firenze di tre geni assoluti dell'arte, che tanto influenzarono le generazioni a venire: Leonardo da Vinci, Michelangelo Buonarroti e Raffaello Sanzio.
Per il periodo successivo si parla di Manierismo.

## Contesto storico

### Prima metà del XV secolo
Dopo il dissesto economico e sociale della metà del XIV secolo (causato dai fallimenti bancari, dalla peste nera, dalla carestia e dalle feroci lotte civili), culminato con il Tumulto dei Ciompi del 1378, Firenze si avviava a una ripresa. La popolazione riprendeva a crescere e, sotto il dominio dell'oligarchia di estrazione alto borghese, venivano riaperti i cantieri pubblici interrotti in città. Al Duomo nel 1391 si avviava la decorazione della porta della Mandorla e più o meno nello stesso periodo iniziava la decorazione delle nicchie esterne di Orsanmichele da parte delle Arti. Nel 1401 veniva indetto il concorso per la porta nord del Battistero.
Sulla ripresa incombeva però la minaccia di Gian Galeazzo Visconti, che aveva accerchiato Firenze nel progetto di creare uno Stato nazionale in Italia sotto il dominio di Milano. Dall'altra parte i fiorentini erano tesi più che mai a mantenere la propria indipendenza, alimentandosi di un forte orgoglio civico che si appellava allo storico motto di Libertas. Con l'improvvisa morte del Visconti nel 1402 si allentò la morsa militare sulla città, che permise una ripresa economica, per quanto effimera. Nel 1406 veniva conquistata Pisa e nel 1421 il porto di Livorno.
Nel 1424 la città subì una dura sconfitta contro i Visconti e Lucca, e il peso della guerra, sommato alla febbrile attività edilizia per completare la cupola del Duomo, rese necessaria l'imposizione di nuove tasse. Nel 1427 la Signoria impose il "catasto", il primo tentativo di equità fiscale della storia moderna, che tassava le famiglie in base alle stime della loro ricchezza, attingendo per la prima volta dove il denaro era veramente concentrato, e cioè nelle mani di quelle famiglie di mercanti e banchieri che padroneggiavano anche l'attività politica.

### La signoria medicea

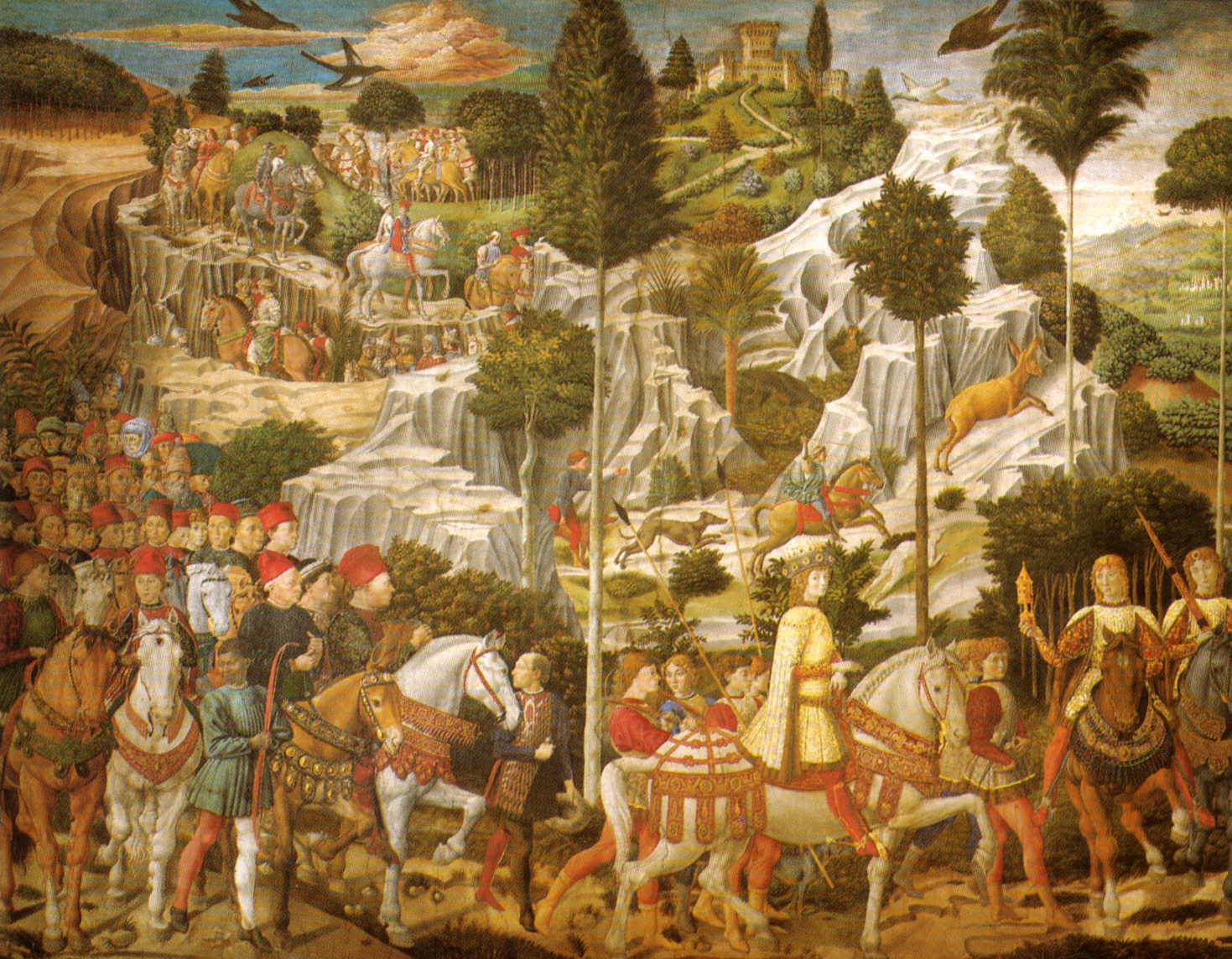
Benozzo Gozzoli, affreschi della Cappella dei Magi (1459), celebrazione della potenza medicea.

Fu forse in quel momento che un banchiere come Cosimo de' Medici (il Vecchio) si rese conto che per tutelare i propri interessi era necessario un maggiore diretto controllo sulla politica. Nonostante la sua nota prudenza iniziò una graduale scalata al potere, che non lo vedeva mai diretto protagonista, ma sempre in seconda linea dietro a uomini di sua stretta fiducia. Arrivato però allo scontro con le altre famiglie potenti della città, prime fra tutte gli Albizi e gli Strozzi, dovette cedere in un primo momento all'esilio per poi tornare trionfante in città, acclamato dal popolo che gli tributò in nome di Pater Patriae e scacciò i suoi nemici. Fu il primo trionfo dei Medici, che da allora dominarono la città per circa tre secoli. Nel 1439 Cosimo coronò il suo sogno di una "nuova Roma" a Firenze facendovi tenere il Concilio dove venne effimeramente saldato lo scisma d'Oriente.
L'epoca di Lorenzo il Magnifico (al potere dal 1469 al 1492), dopo un inizio critico con la congiura dei Pazzi, fu in seguito un'era di pace, prosperità e grandi traguardi culturali per la città, che divenne uno dei centri più raffinati d'Italia e d'Europa, esportatrice dei propri ideali negli altri centri della penisola grazie all'invio di artisti e letterati in "ambascerie culturali": emblematica è la prima decorazione della Cappella Sistina effettuata da un 'pool' di artisti provenienti da Firenze (Botticelli, Ghirlandaio, Perugino, ecc.).
Con la morte di Lorenzo si aprì un'epoca di crisi e ripensamento, dominata dalla figura di Girolamo Savonarola, che dopo la cacciata di Piero il Fatuo fece reinstaurare la Repubblica e creò uno Stato di ispirazione teocratica. I suoi proclami dal pulpito di San Marco influenzarono profondamente la società fiorentina, che, spaventata anche dalla crisi politica che attraversava la penisola italiana, tornò a una religiosità più austera e superstiziosa, in contrasto con gli ideali ispirati al mondo classico che avevano caratterizzato il periodo precedente. Molti artisti rimasero influenzati dal frate ferrarese e da allora si astennero dal creare opere di ispirazione profana (come Botticelli e il giovane Michelangelo), arrivando talvolta anche a distruggere la propria produzione anteriore compromettente (come fra Bartolomeo).
Lo scontro di Savonarola contro il papa Alessandro VI Borgia decretò la fine del prestigio del frate, che venne condannato come eretico e arso in piazza della Signoria nel 1498. Da allora la situazione politica e sociale divenne ancora più confusa, con la partenza dalla città di numerosi artisti. Nel frattempo un figlio di Lorenzo il Magnifico, Giovanni, era diventato cardinale e con la forza dell'intimidazione (col tremendo sacco di Prato del 1512, a scopo dimostrativo) si fece riconsegnare la città. Salito al soglio pontificio col nome di papa Leone X (1513), governò da Roma tramite alcuni familiari l'inquieta città.
Nel 1527 il Sacco di Roma fu l'occasione per una nuova ribellione ai Medici, ma con l'assedio di Firenze del 1529-1530 venne definitivamente messa fine alla repubblica fiorentina, che da allora divenne un ducato nelle salde mani di Cosimo I de' Medici, poi granduca dopo la sanguinosa conquista di Siena. Ormai Firenze era a capo di uno Stato regionale di Toscana.

## Contesto sociale e culturale
Il rinnovamento culturale e scientifico iniziò negli ultimi decenni del XIV secolo e nei primi del XV secolo a Firenze e affondava le radici nella riscoperta dei classici, iniziata già nel Trecento da Francesco Petrarca e altri eruditi. Nelle loro opere l'uomo iniziò ad essere l'argomento centrale piuttosto che Dio (il Canzoniere di Petrarca e il Decameron di Boccaccio ne sono un chiaro esempio).
Agli inizi del secolo gli artisti cittadini erano in bilico su due scelte principali: l'adesione ai modi del gotico internazionale o un più rigoroso recupero dei modi classici, per altro sempre riecheggiati nell'arte fiorentina fin dal XII secolo. Ciascun artista si dedicò, più o meno consapevolmente, a una delle due strade, anche se poi quella che prevalse fu la seconda. È sbagliato però immaginare un'avanzata trionfante del linguaggio rinascimentale che procede contro una cultura sclerotica e morente, come impostato da una storiografia ormai sorpassata: il tardo gotico fu un linguaggio vivo come non mai, che in alcuni paesi venne apprezzato ben oltre il XV secolo, e la nuova proposta fiorentina fu all'inizio solo un'alternativa di netta minoranza, inascoltata e incompresa per almeno un ventennio nella stessa Firenze, come dimostrano ad esempio il successo in quegli anni di artisti come Gentile da Fabriano o Lorenzo Ghiberti.
La "rinascita" riuscì ad avere una diffusione ed una continuità straordinariamente ampia, dalla quale scaturì una nuova percezione dell'uomo e del mondo, dove il singolo individuo è in grado di autodeterminarsi e di coltivare le proprie doti, con le quali potrà vincere la Fortuna (nel senso latino, "sorte") e dominare la natura modificandola. Importante è anche la vita associata, che acquista un valore particolarmente positivo legato alla dialettica, allo scambio di opinioni e informazioni, al confronto.
Questa nuova concezione si diffuse con entusiasmo, ma, basandosi sulle forze dei singoli individui, non era priva di lati duri e angoscianti, sconosciuti nel rassicurante sistema medievale. Alle certezze del mondo tolemaico, si sostituirono le incertezze dell'ignoto, alla fede nella Provvidenza si avvicendò la più volubile Fortuna e la responsabilità dell'autodeterminazione comportava l'angoscia del dubbio, dell'errore, del fallimento. Questo rovescio della medaglia, più sofferto e spaventoso, si ripresentò ogni volta che il fragile equilibrio economico, sociale e politico veniva meno, togliendo il sostegno agli ideali.
I nuovi temi erano comunque patrimonio di una élite ristretta, che godeva di un'educazione pensata per un futuro nelle cariche pubbliche. Gli ideali degli umanisti però erano condivisi dalla maggiore fetta della società borghese mercantile e artigiana, soprattutto perché si riflettevano efficacemente nella vita di tutti i giorni, all'insegna del pragmatismo, dell'individualismo, della competitività, della legittimazione della ricchezza e dell'esaltazione della vita attiva. Gli artisti erano pure partecipi di questi valori, anche se non avevano un'istruzione che poteva competere con quella dei letterati; nonostante ciò, grazie anche alle opportune collaborazioni e alle grandi capacità tecniche apprese sul campo, le loro opere suscitavano un vasto interesse a tutti livelli, annullando le differenze elitarie poiché più facilmente fruibili rispetto alla letteratura, rigorosamente ancora redatta in latino.

## Caratteristiche

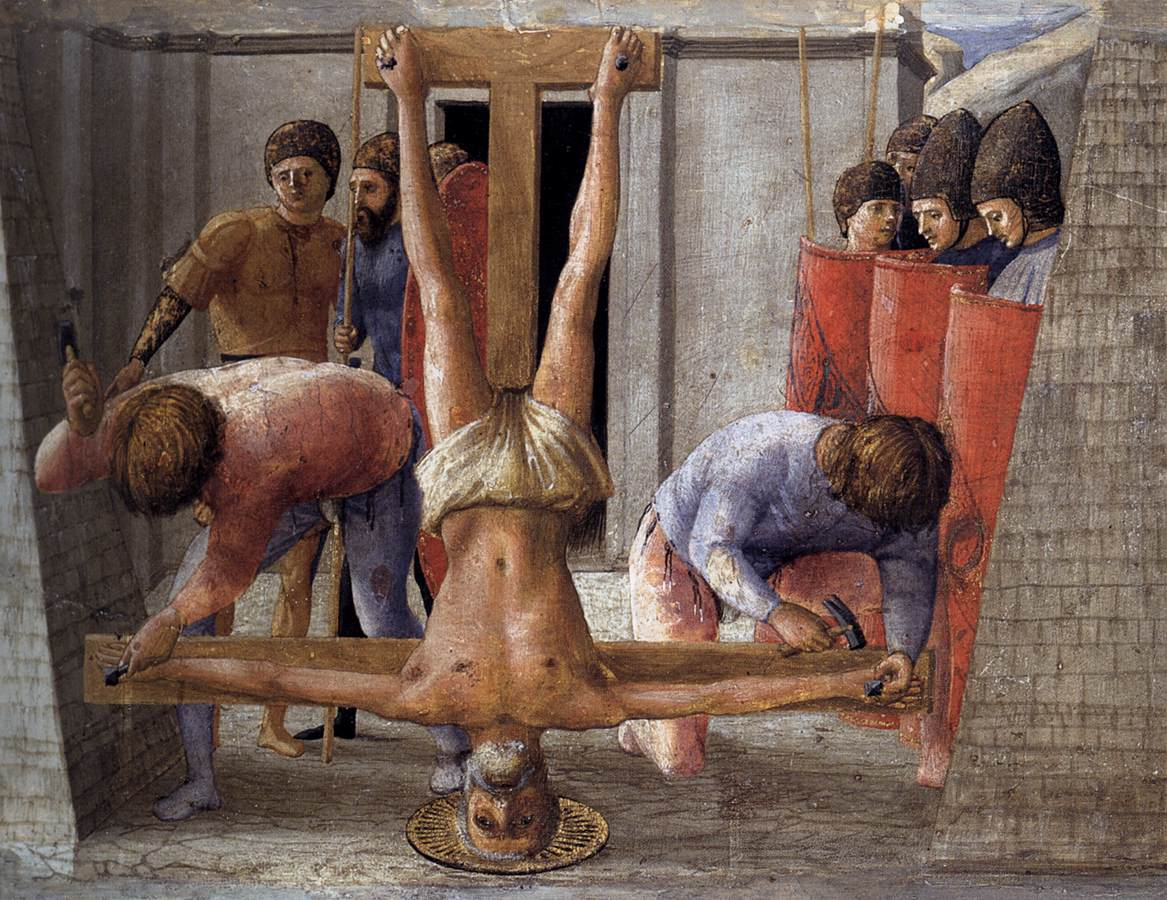
Masaccio, Crocifissione di san Pietro dal polittico di Pisa.

Furono almeno tre gli elementi essenziali del nuovo stile:
1. Formulazione delle regole della prospettiva lineare centrica, che organizzava lo spazio unitariamente;
2. Attenzione all'uomo come individuo, sia nella fisionomia e nell'anatomia che nella rappresentazione delle emozioni
3. Ripudio degli elementi decorativi e ritorno all'essenzialità.

Tra questi quello più caratterizzante fu sicuramente quello della prospettiva lineare centrica, costruita secondo un metodo matematico-geometrico e misurabile, messo a punto ai primi del secolo da Filippo Brunelleschi. La facilità di applicazione, che non richiedeva conoscenze geometriche di particolare raffinatezza, fu uno dei fattori chiave del successo del metodo, che venne adottato dalle botteghe con una certa elasticità e con modi non sempre ortodossi.
La prospettiva lineare centrica è solo uno dei modi con cui rappresentare la realtà, ma il suo carattere era particolarmente consono con la mentalità dell'uomo del Rinascimento, poiché dava origine a un ordine razionale dello spazio, secondo criteri stabiliti dagli artisti stessi. Se da un lato la presenza di regole matematiche rendeva la prospettiva una materia oggettiva, dall'altro le scelte che determinavano queste regole erano di carattere perfettamente soggettivo, come la posizione del punto di fuga, la distanza dallo spettatore, l'altezza dell'orizzonte. In definitiva la prospettiva rinascimentale non è nient'altro che una convenzione rappresentativa, che oggi è ormai così radicata da apparire naturale, anche se alcuni movimenti del XIX secolo, come il cubismo, hanno dimostrato come essa sia soltanto un'illusione.

## I pionieri (1401)

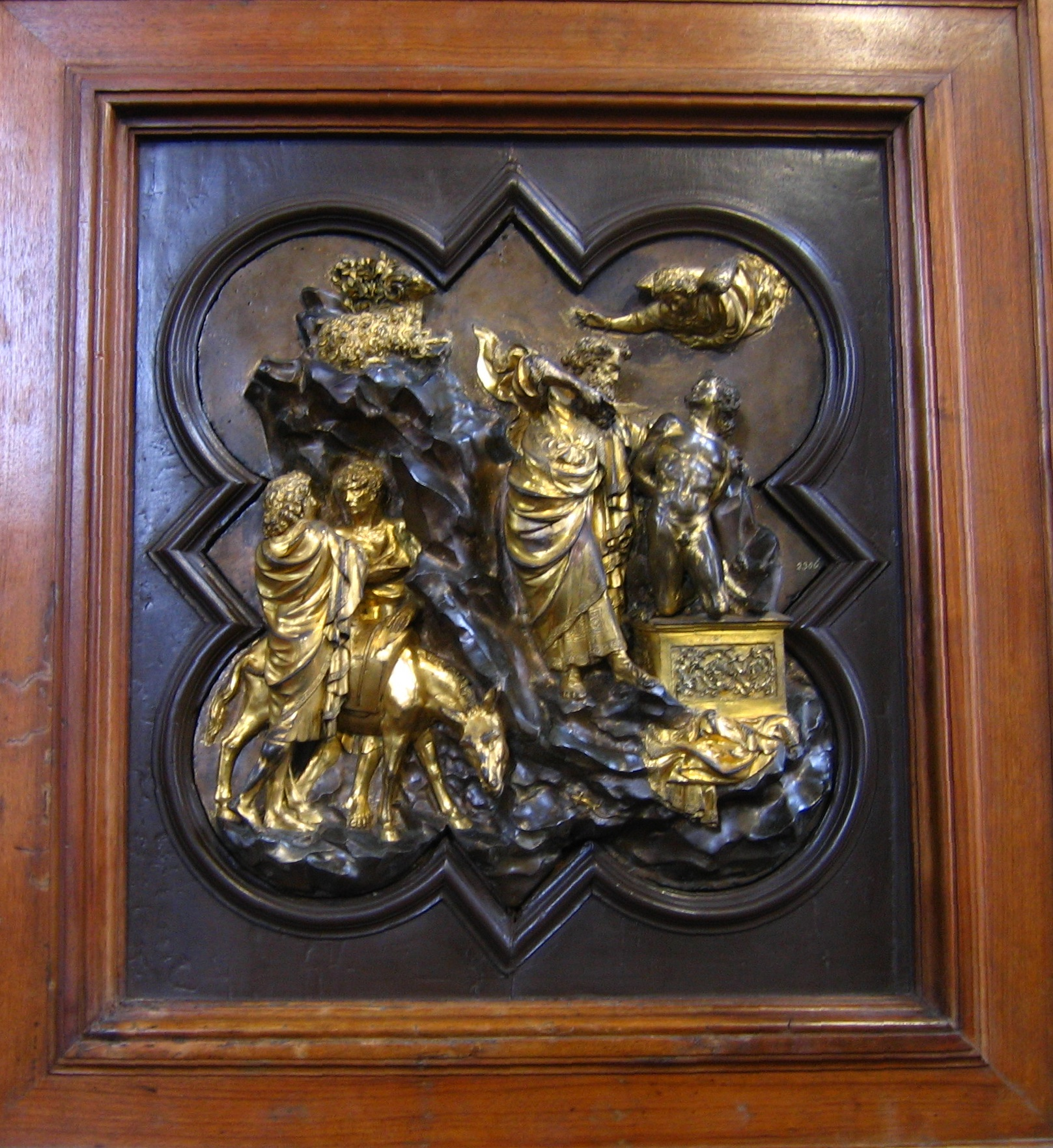
La formella di Ghiberti per il concorso del Battistero (1401).

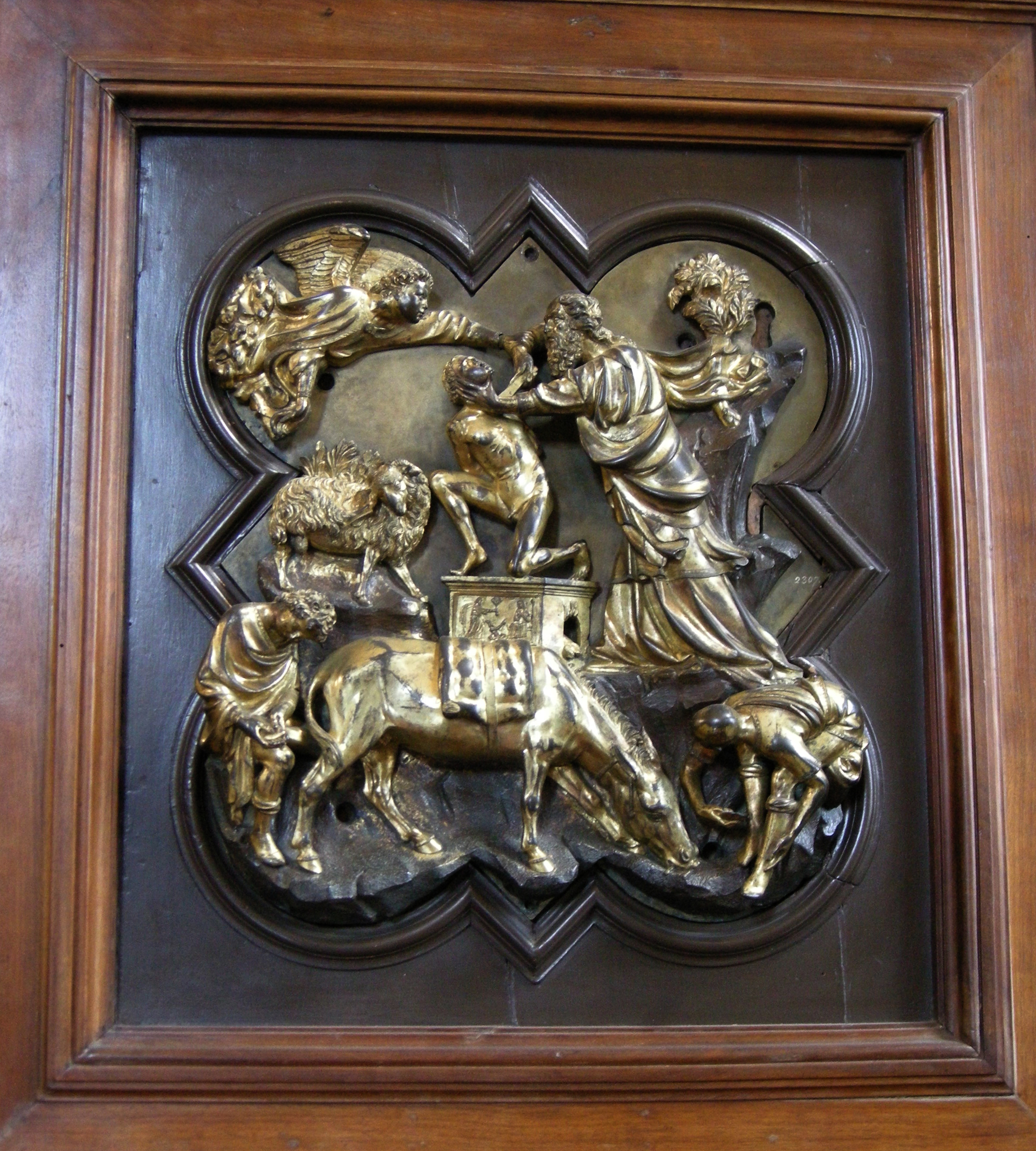
La formella di Brunelleschi per il concorso del Battistero (1401).

Già il romanico a Firenze fu caratterizzato da una serena armonia geometrica che ricordava le opere antiche, come nel battistero di San Giovanni (forse X secolo-XIII secolo) o in San Miniato al Monte (dal 1013 al XIII secolo). Alla fine del Trecento, in piena epoca gotica, si costruivano edifici con arco a tutto sesto, come la Loggia della Signoria o la Loggia del Bigallo. Anche in pittura la città era rimasta sostanzialmente indenne dalle suggestioni gotiche, ben sviluppate invece nella vicina Siena, ad esempio. Giotto aveva impostato all'inizio del XIV secolo uno stile sintetico e monumentale, che venne mantenuto con poche evoluzioni dai suoi numerosi seguaci fino alla fine del secolo.
All'alba del XV secolo, mentre l'Europa e parte dell'Italia erano dominate dallo stile Gotico internazionale, a Firenze si viveva un dibattito artistico che verteva su due possibili correnti opposte: una legata all'accettazione, mai fino ad allora piena, delle eleganze sinuose e lineari del gotico, seppure filtrata dalla tradizione locale, e un'altra volta a un recupero più rigoroso della maniera degli antichi, rinsaldando nuovamente il mai dimenticato legame con le origini romane di Florentia.
Queste due tendenze possono già vedersi nel cantiere della Porta della Mandorla (dal 1391), dove, accanto alle spirali e agli ornamenti gotici, sugli stipiti si notano innesti di figure modellate solidamente secondo l'antico; ma fu soprattutto con il concorso indetto nel 1401 dall'Arte di Calimala, per scegliere l'artista a cui affidare la realizzazione della Porta Nord del Battistero, che le due tendenze si fecero più chiare. Il saggio prevedeva la realizzazione di una formella con il Sacrificio di Isacco: al concorso presero parte fra gli altri Lorenzo Ghiberti e Filippo Brunelleschi, dei quali ci sono pervenute le due formelle finaliste. Nella formella del Ghiberti la figure sono modellate secondo un elegante e composto stile di eco ellenistica, ma sono vacue nell'espressione, prive di coinvolgimento; invece Brunelleschi, rifacendosi non solo l'antico ma anche alla lezione di Giovanni Pisano, costruì la sua scena in forma piramidale centrando l'attenzione nel punto focale del dramma, rappresentato dall'intreccio di linee perpendicolari delle mani di Abramo, dell'Angelo e del corpo di Isacco, secondo un'espressività meno elegante ma molto più dirompente. Il concorso finì con una vittoria di stretta misura di Ghiberti, a testimonianza di come l'ambiente cittadino non fosse ancora pronto al rivoluzionario linguaggio brunelleschiano.

## Nascita e sviluppo (1410-1440)
La prima fase del Rinascimento, che arrivò all'incirca fino agli anni trenta/quaranta del XV secolo, fu un'epoca di grande sperimentazione spesso entusiastica, caratterizzata da un approccio tecnico e pratico dove le innovazioni e i nuovi traguardi non rimanevano isolati, ma venivano sempre ripresi e sviluppati dai giovani artisti, in uno straordinario crescendo che non aveva pari in nessun altro paese europeo.
La prima disciplina che sviluppò un nuovo linguaggio fu la scultura, facilitata in parte dalla maggiore presenza di opere antiche a cui ispirarsi: entro i primi due decenni del Quattrocento Donatello aveva già sviluppato un linguaggio originale rispetto al passato. Seguì l'architettura dominata dalla figura di Filippo Brunelleschi (al 1419 risalgono i primi lavori allo Spedale degli Innocenti e alla Sagrestia Vecchia di San Lorenzo) e infine la pittura, dominata dalla folgorante carriera di Masaccio, attivo dal 1422 al 1428.
Alcuni tra i migliori traguardi artistici nacquero dal diretto confronto tra artisti chiamati a lavorare faccia a faccia (o quasi) su un tema analogo: i Crocifissi di Brunelleschi e Donatello, le cantorie del Duomo di Donatello e Luca della Robbia, le storie della Cappella Brancacci di Masaccio e Masolino.

### Scultura

#### DueCrocifissi
|  |  |

Brunelleschi e Donatello furono i due artisti che per primi si posero il problema del rapporto tra gli ideali dell'umanesimo e una nuova forma espressiva, confrontandosi serratamente e sviluppando uno stile diverso, talvolta opposto. Brunelleschi era più anziano di circa dieci anni e fece da guida e stimolo per il collega più giovane, con il quale si recò a Roma nel 1409, dove videro e studiarono le opere antiche superstiti, cercando di ricostruire soprattutto le tecniche per ottenere tali creazioni.
La loro comunanza di intenti non soffocò comunque le differenze di temperamento e degli esiti artistici. Esemplare in questo senso è il confronto tra i due crocifissi lignei al centro di un animato aneddoto raccontato dal Vasari, che vede la critica di Brunelleschi contro il Cristo "contadino" di Donatello e la sua risposta nel Crocifisso di Santa Maria Novella, che lasciò il collega sbigottito. In realtà pare che le due opere siano state scolpite in un intervallo temporale più ampio, di circa una decina d'anni, ma l'aneddoto resta comunque eloquente.
La Croce di Donatello è incentrata sul dramma umano della sofferenza, che polemizza con l'eleganza ellenistica di Ghiberti, evitando qualsiasi concessione all'estetica: i lineamenti contratti sottolineano il momento dell'agonia ed il corpo è pesante e sgraziato, ma di vibrante energia.
Il Cristo di Brunelleschi invece è più idealizzato e misurato, dove la perfezione matematica delle forme è eco della perfezione divina del soggetto.
Le proporzioni sono studiate con cura (le braccia aperte misurano quanto l'altezza della figura, il filo del naso punta al baricentro dell'ombelico, ecc.), rielaborando la tipologia del Crocifisso di Giotto ma aggiungendovi una leggera torsione verso sinistra che crea più punti di vista privilegiati e "genera spazio" attorno a sé, cioè induce l'osservatore a un percorso semicircolare attorno alla figura.

#### Orsanmichele
Nel 1406 venne stabilito che le Arti di Firenze decorassero ciascuna delle nicchie esterne della chiesa di Orsanmichele con statue dei loro protettori. Il nuovo cantiere scultoreo si andava ad aggiungere all'altra grande officina, quella di Santa Maria del Fiore, che all'epoca era dominata dallo stile vicino a Lorenzo Ghiberti che mediava alcuni elementi gotici con citazioni dall'antico e una sciolta naturalezza nei gesti, con una moderata apertura alle sperimentazioni. In questo ambiente si formò Donatello e con lui anche Nanni di Banco, leggermente più giovane di lui, con il quale instaurò una collaborazione e amicizia.
Tra il 1411 e il 1417 lavorarono entrambi a Orsanmichele e anche in questo caso un confronto tra le loro opere più riuscite può aiutare a mettere in luce le reciproche differenze e affinità. Entrambi rifiutavano gli stilemi del tardogotico, ispirandosi piuttosto all'arte antica. Entrambi inoltre collocavano le figure nello spazio con libertà, evitando i modi tradizionali, e amplificando la forza plastica delle figure e la resa delle fisionomie.
Ma se Nanni di Banco nei Quattro Santi Coronati (1411-1414) cita la staticità solenne dei ritratti romani imperiali, Donatello nel San Giorgio (1415-1417) imposta una figura trattenuta, ma visibilmente energica e vitale, come se stesse per scattare da un momento all'altro. Questo effetto è ottenuto tramite la composizione della figura tramite forme geometriche e compatte (il triangolo delle gambe aperte a compasso, gli ovali dello scudo e della corazza), dove il lieve scatto laterale della testa nella direzione apposta a quella del corpo acquista per contrasto la massima evidenza, grazie anche alle sottolineature dei tendini del collo, le sopracciglia aggrottate e il chiaroscuro degli occhi profondi.
Nel rilievo del San Giorgio libera la principessa, alla base del tabernacolo, Donatello scolpì uno dei primi esempi di stiacciato e creò una delle più antiche rappresentazioni di prospettiva lineare centrale. A differenza della teoria di Brunelleschi però, che voleva la prospettiva come un modo per fissare a posteriori e oggettivamente la spazialità, Donatello collocò il punto di fuga dietro al protagonista, in modo da evidenziare il nodo dell'azione, creando un effetto opposto, come se lo spazio si dipanasse dai protagonisti stessi.

#### Le cantorie del Duomo

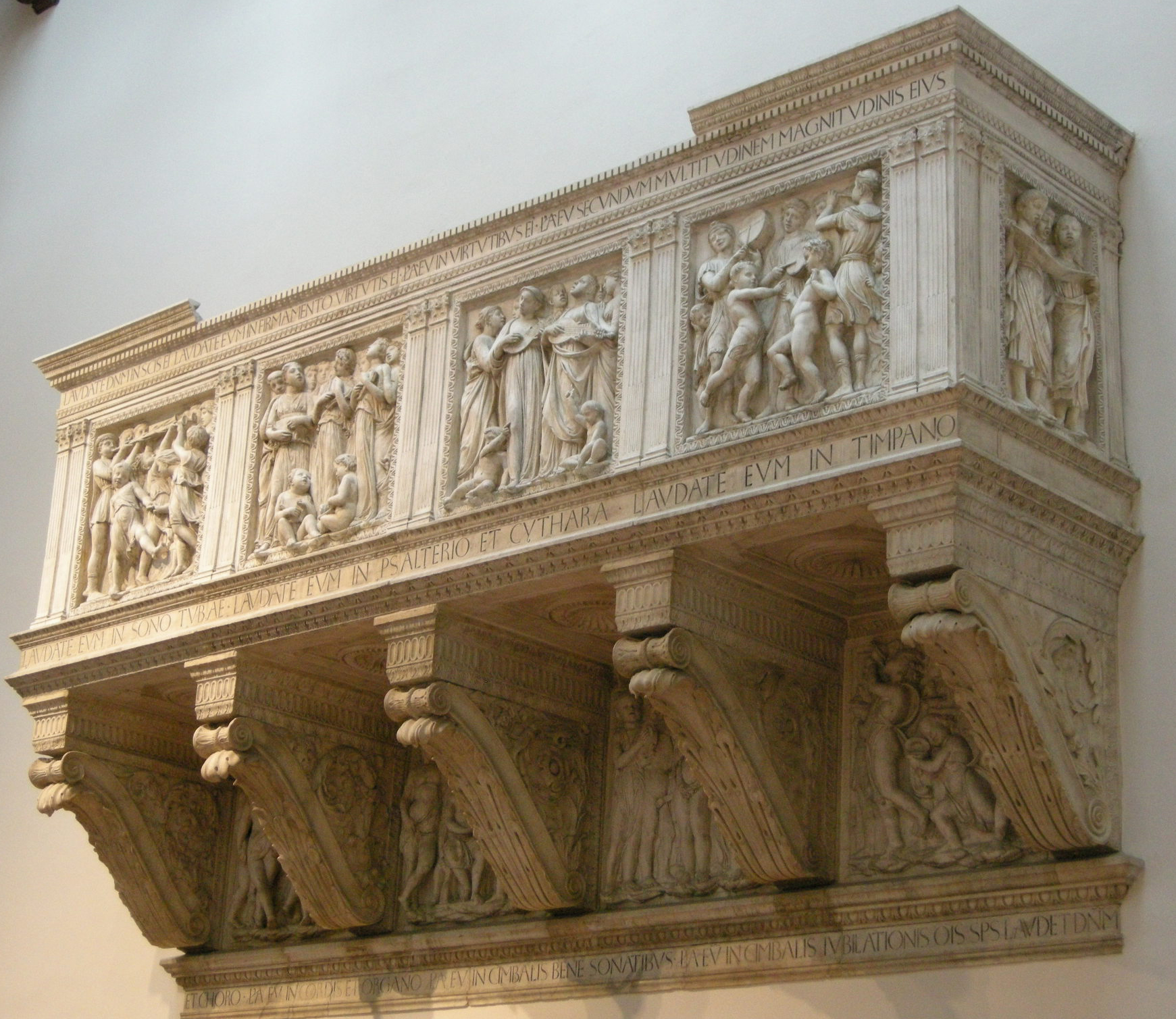
Cantoria di Luca della Robbia (1431-1438), Museo dell'Opera del Duomo di Firenze.

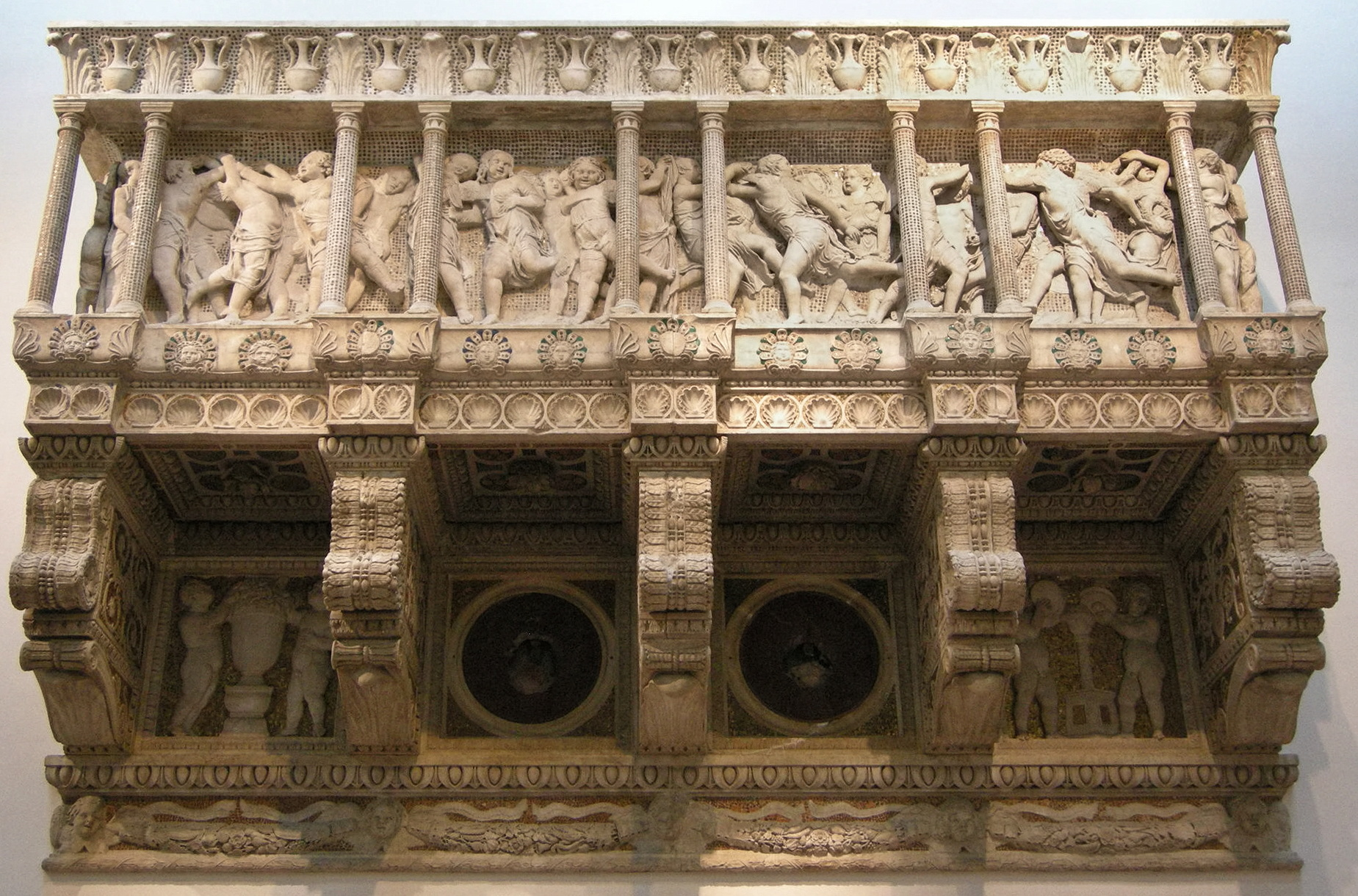
Cantoria di Donatello (1433-1438), Museo dell'Opera del Duomo di Firenze.

Negli anni trenta del Quattrocento un punto di arrivo e di svolta nella scultura è rappresentato dalla realizzazione delle due cantorie per il Duomo di Firenze. Nel 1431 ne venne commissionata una a Luca della Robbia e nel 1433 una seconda di uguali dimensioni a Donatello.
Luca, che all'epoca aveva circa trent'anni, scolpì una balconata dall'impianto classico dove si inserivano sei formelle e altre quattro erano collocate tra le mensole. I rilievi raffiguravano passo per passo il salmo 150, il cui testo corre a lettere maiuscole sulle fasce in basso, in alto e sotto le mensole, con gruppi di giovani che cantano, danzano e suonano, dalla composta bellezza classica, animata da un'efficace naturalezza, che esprime i sentimenti in maniera pacata e serena..
Donatello, reduce da un secondo viaggio a Roma (1430-1432) fuse numerose suggestioni (dalle rovine imperiali alle opere paleocristiane e romaniche) creando un fregio continuo intervallato da colonnine dove una serie di putti danza freneticamente sullo sfondo mosaicato (una citazione della facciata di Arnolfo di Cambio del Duomo stesso). La costruzione con le colonnine a tutto tondo crea una sorta di palcoscenico arretrato per il fregio, che corre senza soluzione di continuità basandosi su linee diagonali, che contrastano con quelle dritte e perpendicolari dell'architettura della cantoria. Il senso di movimento è accentuato dal vibrante sfavillio delle tessere vitree, colorate e a fondo oro, che incrostano lo sfondo e tutti gli elementi architettonici. Questa esaltazione del movimento fu il linguaggio nel percorso di Donatello che l'artista portò poi a Padova, dove soggiornò dal 1443.

### Architettura
La stagione architettonica del primo Rinascimento è dominata dalla figura di Filippo Brunelleschi il quale, dopo gli esordi come scultore, si dedicò già nel primo decennio del secolo a meditazioni sui problemi architettonici, mettendo a frutto le osservazioni fatte nei viaggi a Roma. In un primo momento venne consultato dalla Repubblica fiorentina per opere di ingegneria militare, come le fortificazioni di Staggia e di Vicopisano, per poi concentrarsi sul problema della cupola di Santa Maria del Fiore, opera esemplare di tutta la sua vita, che contiene anche i germi per opere future.
Il tratto distintivo della sua opera architettonica è la chiarezza cristallina, dove le questioni tecnico-strutturali sono indissolubilmente legate alle caratteristiche formali dello stile. Tipico in questo senso è l'uso della grigia pietra serena per le membrature architettoniche, che risalta sull'intonaco chiaro delle pareti. Usò gli elementi classici desunti dagli ordini architettonici, concentrandosi su pochi moduli associati però in modo vario, per evitare la ripetitività, e contrapponendosi alle mille sfaccettature del gotico. La chiarezza delle sue architetture dipende anche dal preciso proporzionamento armonico delle varie parti dell'edificio, legato però non a rapporti di tipo geometrico, ma a una ripetizione più semplice ed intuitiva di alcune misure di base (di solito le dieci braccia fiorentine), i cui multipli e sottomultipli generano tutte le dimensioni. Ad esempio lo Spedale degli Innocenti (1419-1428) ha un famoso portico con archi a tutto sesto retti da colonne che formano nove campate a pianta quadrata; il modulo di base è la lunghezza della colonna, che determina la distanza tra l'una e l'altra ("luce" dell'arco) e la profondità. Lo spazio appare così nitido e misurabile ad occhio nudo, secondo un ritmo armonioso che è evidenziato da pochi e raffinati elementi decorativi.

Veduta della cupola di Santa Maria del Fiore dal campanile di Giotto.

Ma l'opera che coinvolse tutto il suo ingegno, contenente in nuce i germi per molti dei progetti successivi, fu la costruzione della grandiosa cupola di Santa Maria del Fiore, descritta dai biografi di Brunelleschi come una sorta di mito moderno che ha il grande architetto come unico protagonista, con il suo genio, la sua tenacia, la sua fiducia nel raziocinio. Brunelleschi dovette vincere le perplessità, le critiche e le incertezze degli Operai del Duomo e si prodigò in spiegazioni, modelli e relazioni sul suo progetto, che prevedeva la costruzione di una cupola a doppia calotta con camminamenti nell'intercapedine e edificabile senza armatura ma con impalcature autoportanti. Brunelleschi utilizzò per la cupola una forma a sesto acuto, "più magnifica e gonfiante", obbligato da esigenze pratiche ed estetiche: infatti le dimensioni non permettevano d'impiegare una forma semisferica, e a doppia calotta, cioè due cupole una interna e una esterna, ciascuna divisa in verticale da otto vele. Inoltre il maggiore sviluppo in altezza del sesto acuto compensava in altezza l'eccezionale sviluppo orizzontale della navata, unificando nella cupola tutti gli spazi. Un effetto analogo si percepisce dall'interno, dove il vano gigantesco della cupola accentra gli spazi delle cappelle radiali conducendo lo sguardo verso il punto di fuga ideale nell'occhio della lanterna.
Brunelleschi fece poggiare quella esterna, che è parallela alla prima, su ventiquattro supporti posti sopra gli spicchi di quella interna e incrociati con un sistema di sproni orizzontali che ricordavano nel complesso una griglia di meridiani e paralleli. La cupola esterna, mattonata con cotto rosso inframmezzato da otto costoloni bianchi, proteggeva anche dall'umido la costruzione e faceva sembrare la cupola più ampia di quanto non sia. La cupola interna, più piccola e robusta, regge il peso di quella esterna e, tramite gli appoggi intermedi, le permette di svilupparsi maggiormente in altezza. Nell'intercapedine infine si trova il sistema di scale che permette di salire sulla sommità. La cupola, soprattutto dopo la conclusione con la lanterna che col suo peso consolidava ulteriormente costoloni e vele, era quindi una struttura organica, dove i singoli elementi si danno reciprocamente forza, riconvertendo anche i pesi potenzialmente negativi in forze che aumentano la coesione, quindi positive. Le membrature sono prive di orpelli decorativi e, a differenza dell'architettura gotica, il complesso gioco statico che tiene su l'edificio è nascosto nell'intercapedine, anziché mostrato apertamente.
Con Brunelleschi, sempre presente sul cantiere, nacque la figura dell'architetto moderno, che è sempre coinvolto nei processi tecnico-operativi, come i capomastri medievali, ma che ha anche un ruolo sostanziale e consapevole nella fase progettuale: non esercita più un'arte meramente "meccanica", ma è un intellettuale che pratica un'"arte liberale", fondata sulla matematica, la geometria, la conoscenza storica.

### Pittura

#### Masaccio
Il terzo padre della rivoluzione rinascimentale fu Masaccio per la pittura. la sua attività è concentrata in pochissimi anni: dalla prima opera pervenutaci nel 1422 fino alla morte a Roma nel 1428. Nel 1417 risultava presente a Firenze, dove aveva stretto amicizia con Brunelleschi e Donatello e sulla base delle loro conquiste (impostazione spaziale nitida e forza plastica) avviò una rilettura dell'opera di Giotto, come si evince già dalla sua prima opera conosciuta, il Trittico di San Giovenale (1422). Egli mise su bottega con Masolino da Panicale, ma sicuramente non fu suo allievo, come testimoniano i punti di partenza completamente diversi della loro pittura. In seguito i due si influenzarono reciprocamente, come si vede già nella prima opera conosciuta del sodalizio, la Sant'Anna Metterza degli Uffizi. Qui Masolino appare già privo di quelle suggestioni lineari tardogotiche di opere anteriori come la Madonna dell'Umiltà, mentre Masaccio ha già sviluppato un modo di dipingere che crea figure solide, con un'ombreggiatura che le fa assomigliare a sculture collocate coerentemente nello spazio pittorico.
Questa forza nella costruzione dei personaggi e nella loro spazialità, che potenzia la loro individualità umana e l'intensità emotiva, venne ulteriormente sviluppata nelle opere successive, come il Polittico di Pisa, iniziato nel 1426 ed oggi smembrato tra più musei, e gli affreschi della Cappella Brancacci. Quest'ultima impresa, avviata nel 1424 con la collaborazione di Masolino e continuata da solo da Masaccio dal 1426 al 1427, fu l'opera capitale del rinnovamento in pittura e venne apprezzata studiata dalle generazioni successive di pittori, tra i quali ci fu lo stesso Michelangelo Buonarroti.
Già la composizione spaziale è rivoluzionaria: tutta la decorazione è inquadrata in un'ingabbiatura architettonica unitaria, con paraste dipinte e una cornicetta dentellata che separano le scene, spesso con il paesaggio che continua tra l'una e l'altra; il punto di vista è unico e pensato per uno spettatore ipotetico fermo al centro della cappella, particolarmente evidente nelle scene che si affrontano o nelle scene ai lati della bifora sulla parete di fondo; luce in genere unificata, come se provenisse naturalmente dalla finestra della cappella, e uso di un'unica gamma cromatica, limpida e brillante. Naturalmente tra le due mani (per non parlare del completamento fatto da Filippino Lippi entro il 1481), si registrano differenze, anche sostanziali. Masolino, nonostante gli sforzi per creare figure corrette anatomicamente e ben calibrate nello spazio, impostò rapporti tra le figure basati sul ritmo, con volti generici e espressioni vacue. Masaccio invece usò un'illuminazione più violenta (Cacciata dei progenitori), che plasma i corpi e li rende carichi di espressività, attraverso gesti essenziali ma molto eloquenti. Le sue figure emanano un dinamismo e una profondità umana che è ignota a Masolino. Le citazioni colte (come la posa di Eva che richiama una Venere pudica) sono trasfigurate da un severo vaglio del naturale, che le rende vive e carnose, non accademicamente archeologiche: già i contemporanei lodarono nella sua arte "l'ottimo imitatore della natura", piuttosto che il resuscitatore dell'arte antica.

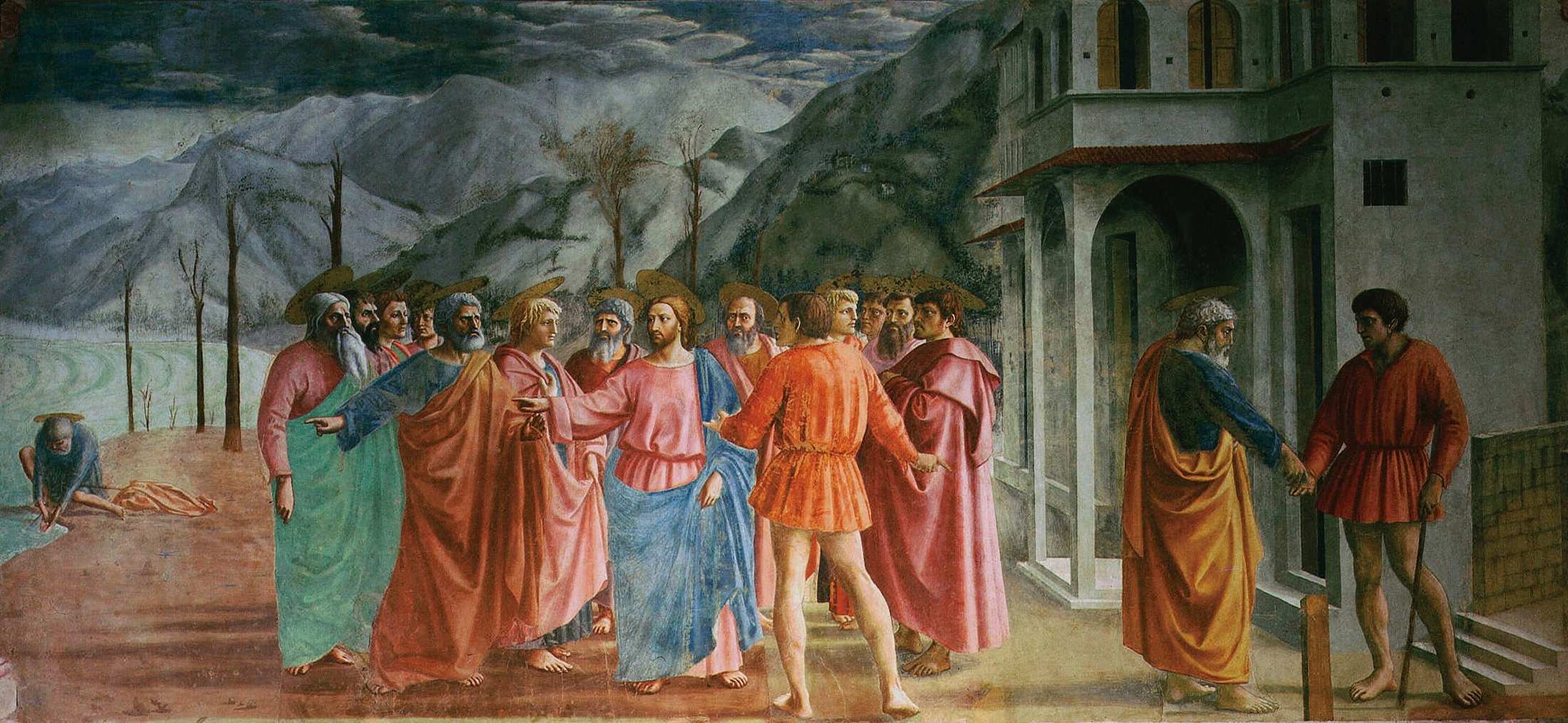
Masaccio, Pagamento del tributo, Cappella Brancacci, Firenze

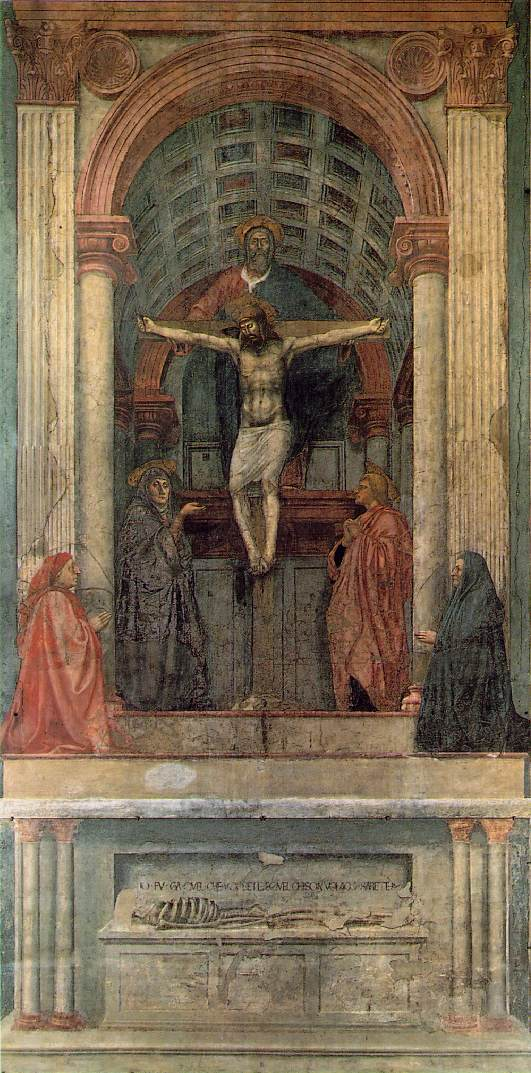
Masaccio, Trinità, Santa Maria Novella, Firenze

Nelle scene più complesse (come la Guarigione dello storpio e resurrezione di Tabita di Masolino e il Pagamento del tributo di Masaccio) Masolino frantuma il proprio linguaggio in più episodi dispersivi come nell'arte medievale, nonostante gli inserti classici, la correttezza prospettica e l'altissima qualità pittorica, con un'attenzione al dettaglio minuto che ricorda l'arte del gotico internazionale; Masaccio invece unifica gli episodi facendoli ruotare attorno alla figura del Cristo tra gli apostoli, dietro la cui testa si trova il punto di fuga di tutta la rappresentazione. Le rispondenze tra i gesti tra l'uno e l'altro gruppo di figure legano potentemente le diverse azioni.
Anche la tecnica pittorica tra i due è molto diversa: Masolino rifiniva accuratamente le forme e i particolari, modellando poi i volumi con luci soffuse e sottilissime pennellate; Masaccio invece lavora in maniera più sintetica, rinunciando alla linea di contorno e costruendo tramite l'apposizione diretta di luci e colori, ottenendo lo straordinario balzo plastico delle figure.
Negli episodi inferiori del San Pietro risana gli infermi con la sua ombra e la Distribuzione dei beni, entrambi di Masaccio, le scene sono calate in ambientazioni urbane che ricordano da vicino le strade della Firenze contemporanea, evitando qualsiasi divagazione aneddotica: ogni elemento ha una precisa funzione, come le montagne innevate che nella Distribuzione testimoniano l'impellente necessita dell'intervento del Santo. Anche le persone sono caratterizzate nella propria individualità, evitando i tipi generici. In ciò si legge anche il senso nuovo della dignità umana, che rende degne di considerazione anche le infermità, la bruttezza, la povertà (San Pietro risana gli infermi con la sua ombra), senza alcun compiacimento verso il grottesco.
Nella Trinità (1426-1428) Masaccio si agganciò strettamente all'opera di Brunelleschi, tanto che oggi si ritiene più che plausibile un diretto intervento dell'architetto nella progettazione della complessa impaginazione dell'opera. La potenza illusionistica della volta a botte nello sfondo, fortemente scorciata, impressionò i contemporanei, che non avevano mai visto niente di simile. Più di un secolo dopo Vasari scriveva ancora "pare che sia bucato quel muro". Lo spazio della Trinità è qualcosa di concerto, che le figure dominano, ed è scandito sul modulo del crocifisso. La collocazione del punto di fuga molto in basso lo fa coincidere con il punto di vista dell'osservatore, coinvolgendolo nella rappresentazione, come sottolineano anche lo sguardo e il gesto di Maria. Il Cristo è l'unica figura sottratta alle regole prospettiche e la sua immutabilità è un implicito omaggio alla sua centralità nella vita umana. Nuova è la rappresentazione dei committenti, verso i quali si rinuncia alle proporzioni gerarchiche, ritrovando una più dignitosa presenza.

#### Gli allievi di Masaccio

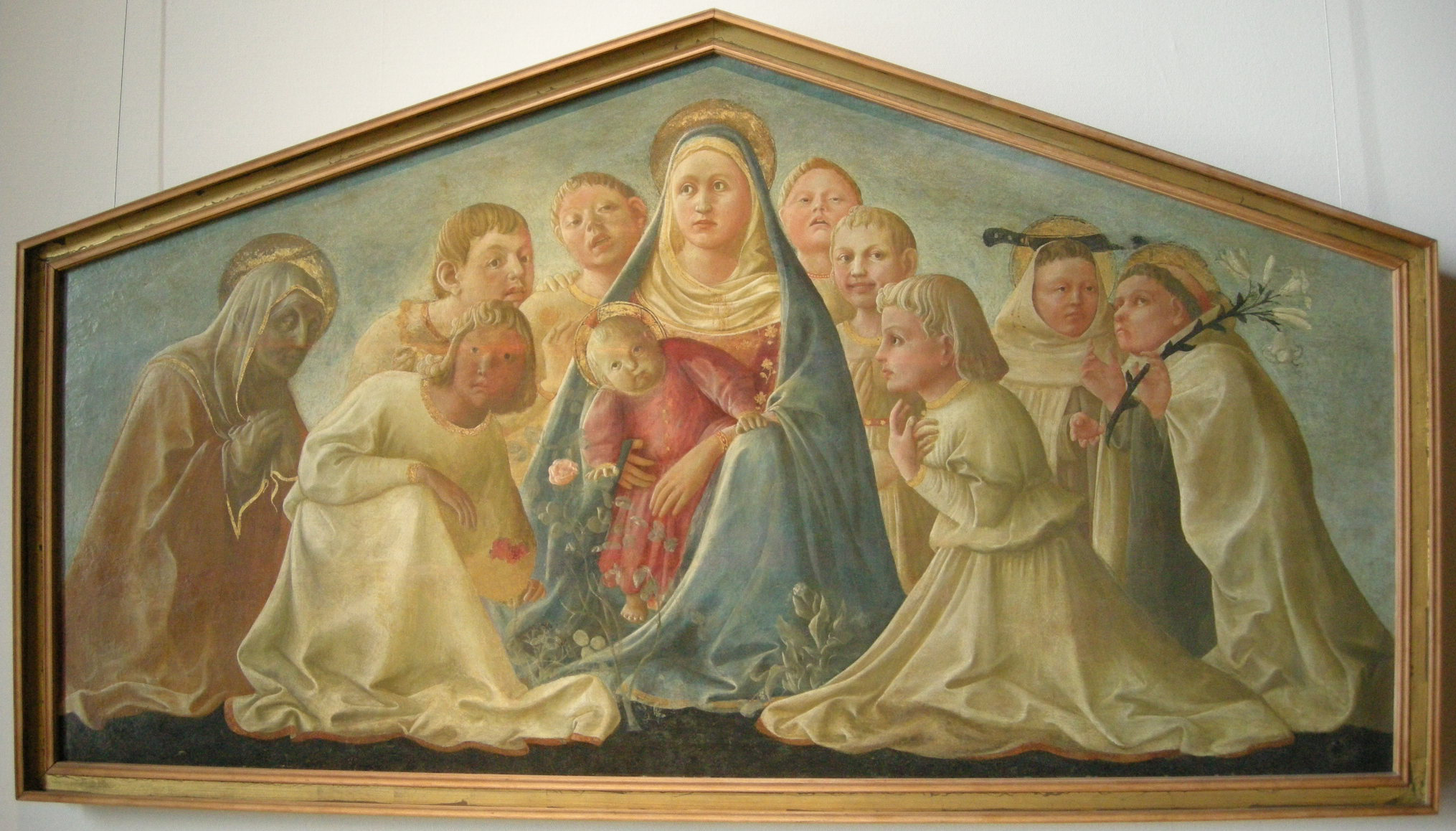
Filippo Lippi, Madonna Trivulzio (1430-1432).

I primi eredi di Masaccio furono alcuni suoi allievi e coloro che subito studiarono e misero a frutto le innovazioni della cappella Brancacci. Tra questi spiccarono precocemente Filippo Lippi e Beato Angelico, che usarono alcune delle caratteristiche masaccesche per sviluppare un proprio stile.
L'Angelico, già allievo di Lorenzo Monaco, aveva presto intrapreso una ricerca di vie diverse dal gotico internazionale. Già nelle prime opere come miniatore creò figure di geometrica purezza, allungate e con vesti semplici dalle pieghe pesanti, con colori accesi e luminosi e collocate in uno spazio misurato. Questi elementi si ritrovano anche nelle prime prove su tavola, come il Trittico di san Pietro martire (1427-1428 circa). L'Angelico fu un artista che seppe mediare tra la ricchezza dell'ornato di Gentile da Fabriano e la solidità fisica e spaziale di Masaccio. Nell'Annunciazione del Prado, di poco posteriore (1430 circa), creò una scena principale elegante e attenta al dettaglio minuto, calata però in un'ambientazione architettonica organizzata con la prospettiva; nelle tavole della predella lavorò con ancora maggiore arditezza, creando piccoli episodi con un disinvolto uso della prospettiva, a tratti virtuosistico, e con un uso della luce che divenne la sua caratteristica distintiva: chiara, cristallina, che modula colori diafani, esalta i volumi e collabora a unificare le scene.
Le novità masaccesche vennero assimilate anche dal suo diretto allievo Filippo Lippi, frate carmelitano. Nelle sue prime opere, come la Madonna Trivulzio, le figure sono dilatate quasi come solidi, con un forte chiaroscuro e un uso deciso del colore. Nel gruppo di angioletti senza ali e nei santi raffigurati come bambini si colgono espressioni vivaci e monellesche, che ricordano le cantorie di Donatello e di Luca della Robbia.
Dagli ulteriori sviluppi di questi due artisti e di Masolino si muoveranno le direttrici della pittura successiva.

### La ricezione delle novità

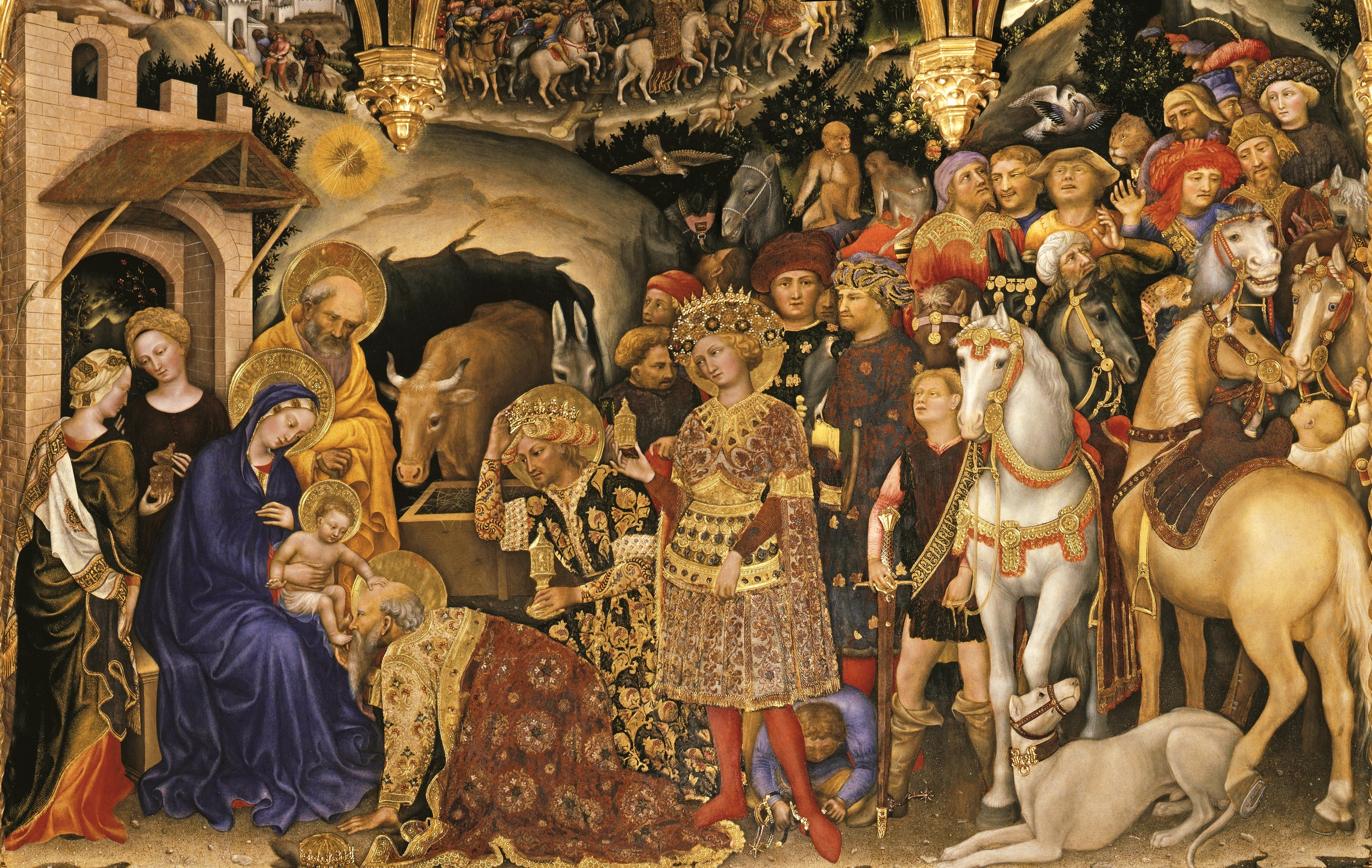
Gentile da Fabriano, Adorazione dei Magi (1423), Firenze.

I tre innovatori dell'arte fiorentina ricevettero in vita grande stima e ammirazione, ed influenzarono a lungo termine la produzione artistica, anche se nessuno di loro venne recepito per intero da altri artisti contemporanei. In ciò ebbe un ruolo anche la committenza, in genere favorevole a soluzioni meno radicali. L'esempio tipico è quello del ricchissimo mercante e umanista Palla Strozzi, che affidò la realizzazione della pala d'altare della sua cappella in Santa Trinita a Gentile da Fabriano, che nel 1423 concluse l'abbagliante Adorazione dei Magi, capolavoro del gotico internazionale in Italia. L'opera è un vibrante accostamento di più episodi dove l'occhio si perde in una miriade di dettagli minuti e scene aneddotiche, secondo un'impostazione derivata dal modello letterario bizantino delle ecfrasis, ovvero le descrizioni/interpretazioni di opere d'arte, che circolavano a Firenze almeno dal 1415.
Analoga popolarità godevano artisti fiabeschi come Lorenzo Monaco o raffinate personalità di confine tra mondo gotico e novità "all'antica", come Lorenzo Ghiberti.
Il quadro che si percepisce dell'epoca è quindi quello di uno scollamento tra le proposte artistiche più radicali e innovative e il mondo umanistico, che relega, almeno nei primi decenni, il gruppo degli innovatori a una posizione piuttosto isolata e in parte incompresa nella stessa Firenze. Lo stesso modello dell'"antico", amato dagli umanisti, offriva spunti eclettici e talvolta opposti, come eclettica era stata l'arte romana. Perciò gli artisti potevano attingere a questo immenso patrimonio scegliendo di volta in volta ciò che meglio rispondeva ai gusti e alla mentalità del momento.

### La sistemazione teorica di Alberti
Dalla metà degli anni trenta del Quattrocento il fervore pionieristico scemava gradualmente, mentre si cercava di dare una sistemazione teorica a ciò che fino ad allora era stato sperimentato. Il protagonista di questo processo fu Leon Battista Alberti, che si stabilì in città solo nel 1434. Essendo figlio di una famiglia di fuorusciti arrivò in città quando la rivoluzione figurativa aveva già avuto luogo e, imbevuto di umanesimo di matrice soprattutto romana, si mise a valutare i risultati ottenuti, attenuando le differenze tra le singole personalità in favore di una visione d'insieme che aveva come denominatore comune la "rinascita". Nel trattato De pictura accomunò nella dedica Brunelleschi, Donatello, Ghiberti, Luca della Robbia e Masaccio.
Alberti cercò i fondamenti oggettivi e il percorso filologico che avevano permesso la rinascita, affrontando tematiche sia tecniche che estetiche. Si dedicò alle tre arti "maggiori" (De pictura del 1436, De re aedificatoria del 1454 e De statua del 1462) ed i suoi testi furono lo strumento fondamentale per la formazione delle nuove generazioni nei decenni successivi, per la diffusione delle idee rinascimentali e, soprattutto, per permettere la trasformazione dell'artista da artigiano medievale a intellettuale moderno.

### Figure di mediazione

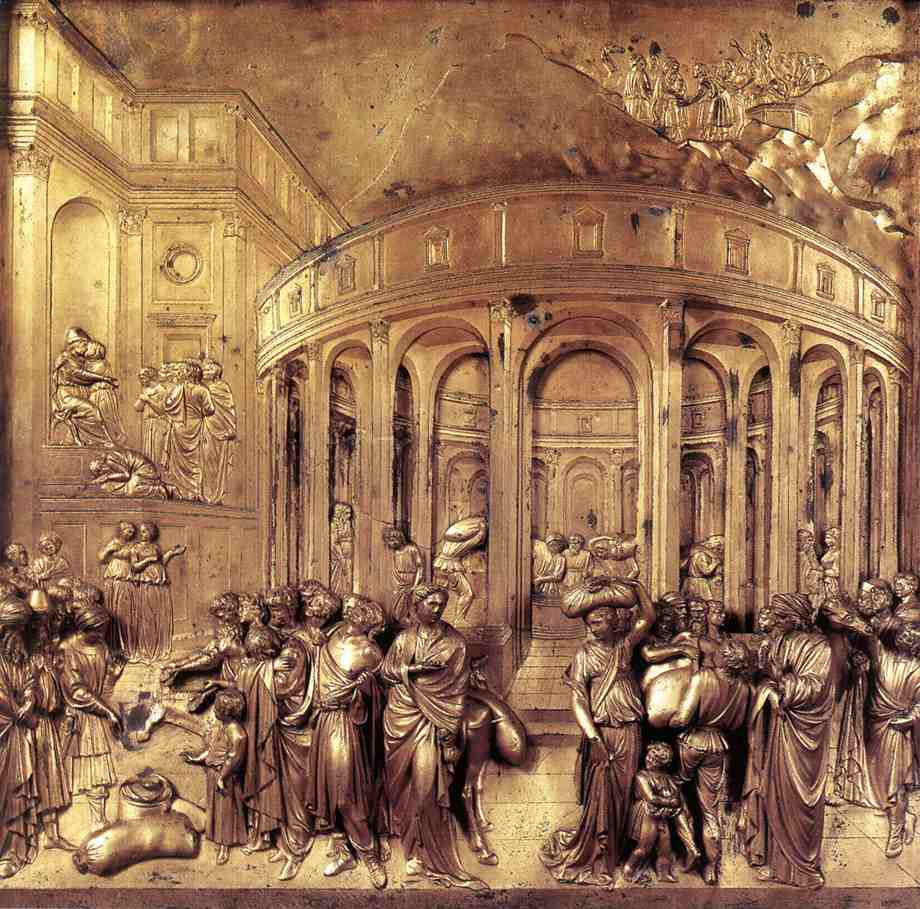
Lorenzo Ghiberti, Storie di Giuseppe, formella della Porta del Paradiso.

La fase successiva, negli anni centrali del secolo, fu all'insegna di una sistemazione più intellettualistica delle precedenti conquiste. Intorno agli anni quaranta del Quattrocento il quadro politico italiano si andava stabilizzando con la Pace di Lodi (1454), che spartì la penisola in cinque stati maggiori. Mentre i ceti politici nelle città andavano accentrando il potere nelle proprie mani, favorendo l'ascesa di singoli personaggi dominanti, dall'altra la borghesia diventa meno attiva, privilegiando gli investimenti agricoli e assumendo modelli di comportamento della vecchia aristocrazia, lontani dagli ideali tradizionali di sobrietà e rifiuto dell'ostentazione. Il linguaggio figurativo di quegli anni si può definire colto, ornato e flessibile.

#### Lorenzo Ghiberti
Ghiberti fu uno dei primi artisti che, assieme a Masolino e Michelozzo, mantennero una valutazione positiva della tradizione precedente, correggendola e riordinandola secondo le novità della cultura umanistica e del rigore prospettico, in modo da aggiornarla senza sovvertirla. Dopo la lunghissima lavorazione della Porta Nord del Battistero, ancora legata all'impostazione della Porta Sud trecentesca di Andrea Pisano, nel 1425 ricevette la commissione per una nuova porta (oggi ad Est), che Michelangelo definì poi "Porta del Paradiso". L'opera è emblematica della posizione "mediatrice" di Ghiberti, poiché fonde un incredibile numero di temi didattico-religiosi, civili, politici e culturali con uno stile apparentemente chiaro e semplice, di grande eleganza formale, che ne decretò la fortuna duratura.

#### Masolino

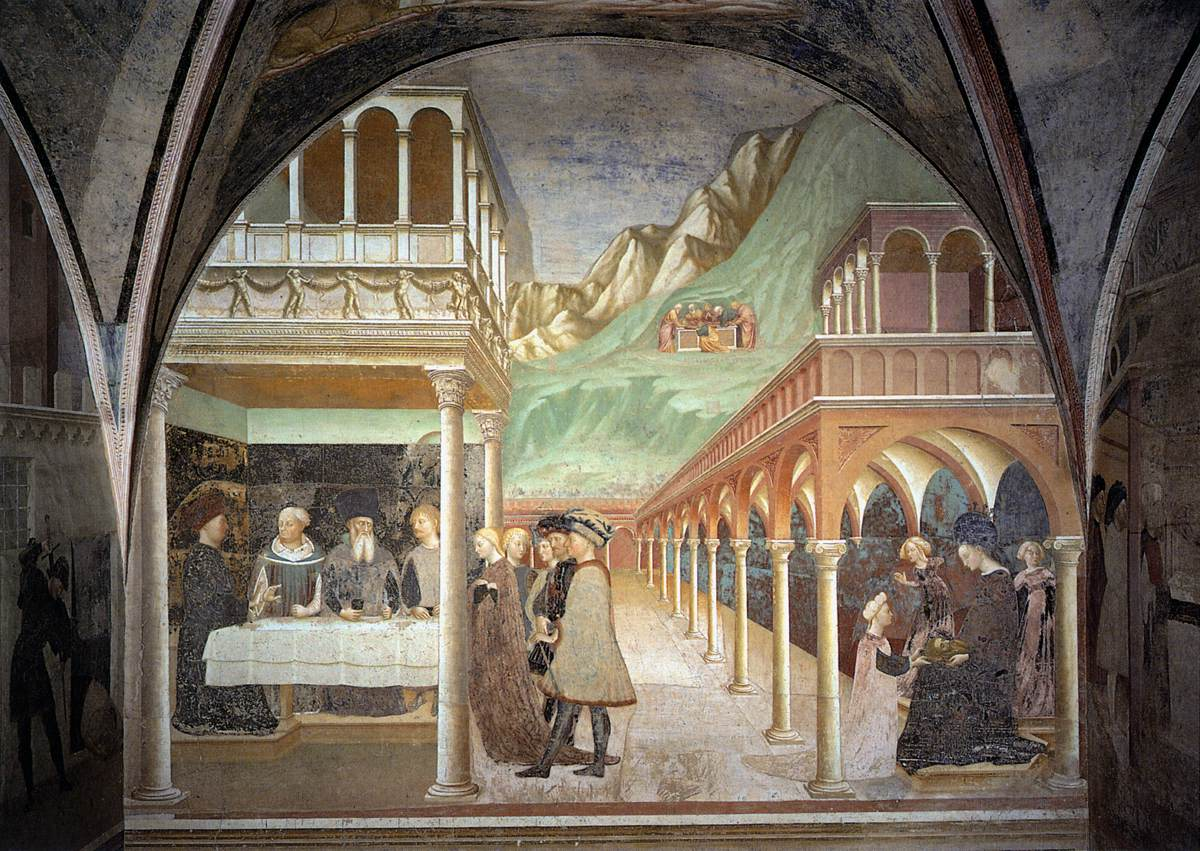
Masolino, Banchetto di Erode, Battistero di Castiglione Olona.

Masolino mediò in pittura tra le dolcezze e l'episodicità del gotico internazionale e la salda spazialità del Rinascimento. Nelle sue opere create dopo la fine del sodalizio con Masaccio sviluppà uno stile facile da assimilare in luoghi dove la cultura gotica era ancora preponderante, come Siena (il Vecchietta fu suo allievo e collaboratore) o l'Italia settentrionale (con gli importanti affreschi di Castiglione Olona).

#### Michelozzo

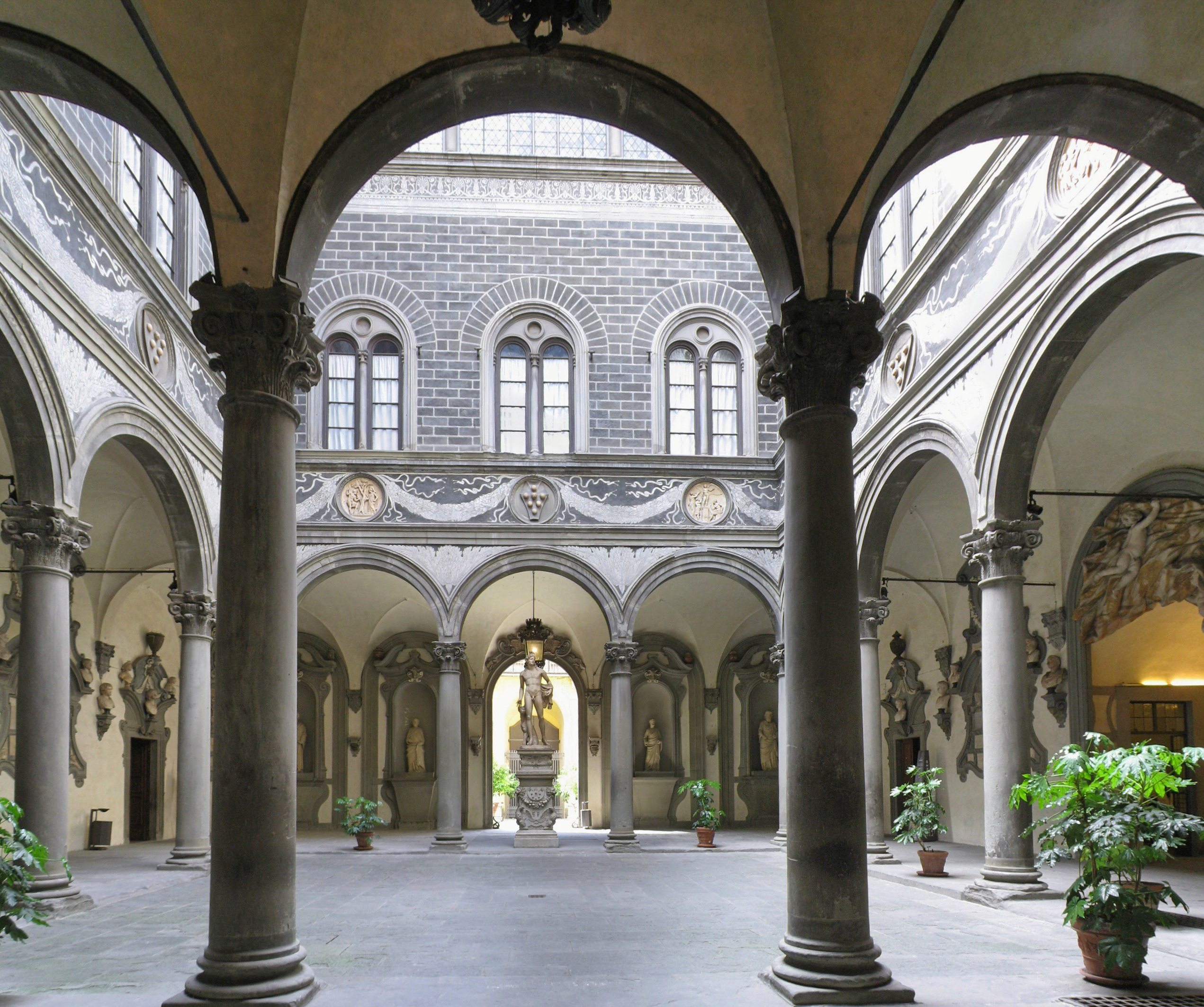
Michelozzo, cortile di Palazzo Medici.

Michelozzo fu scultore e poi architetto, legato indissolubilmente alla committenza di Cosimo il Vecchio, del quale fu l'artefice delle più importanti commissioni pubbliche e private. Su suo incarico sistemò il convento di Bosco ai Frati, nei dintorni di Firenze, e dal 1444 edificò il Palazzo Medici di via Larga. Suo fu anche il progetto per l'innovativo convento di San Marco, dal 1438. Michelozzo era un profondo conoscitore sia dell'opera di Brunelleschi che della tradizione gotica delle grandi basiliche fiorentine, ed usò i mezzi rinascimentali per depurare e arricchire la tradizione passata. Nel palazzo Medici, modello di gran parte dell'edilizia civile fiorentina successiva, e non solo, sfruttò la rusticazione esterna, ripresa dai palazzi pubblici medievali, e creò una residenza più o meno cubica, articolata attorno a un cortile centrale, sul quale si apre l'accesso per il giardino. La decorazione è raffinata e composta con fantasia attingendo dal repertorio classico, con un gusto aperto alle contaminazioni e attento ai giochi prospettici (il cortile ad esempio sembra simmetrico senza esserlo ed ha le colonne angolari più sottili).

#### Paolo Uccello

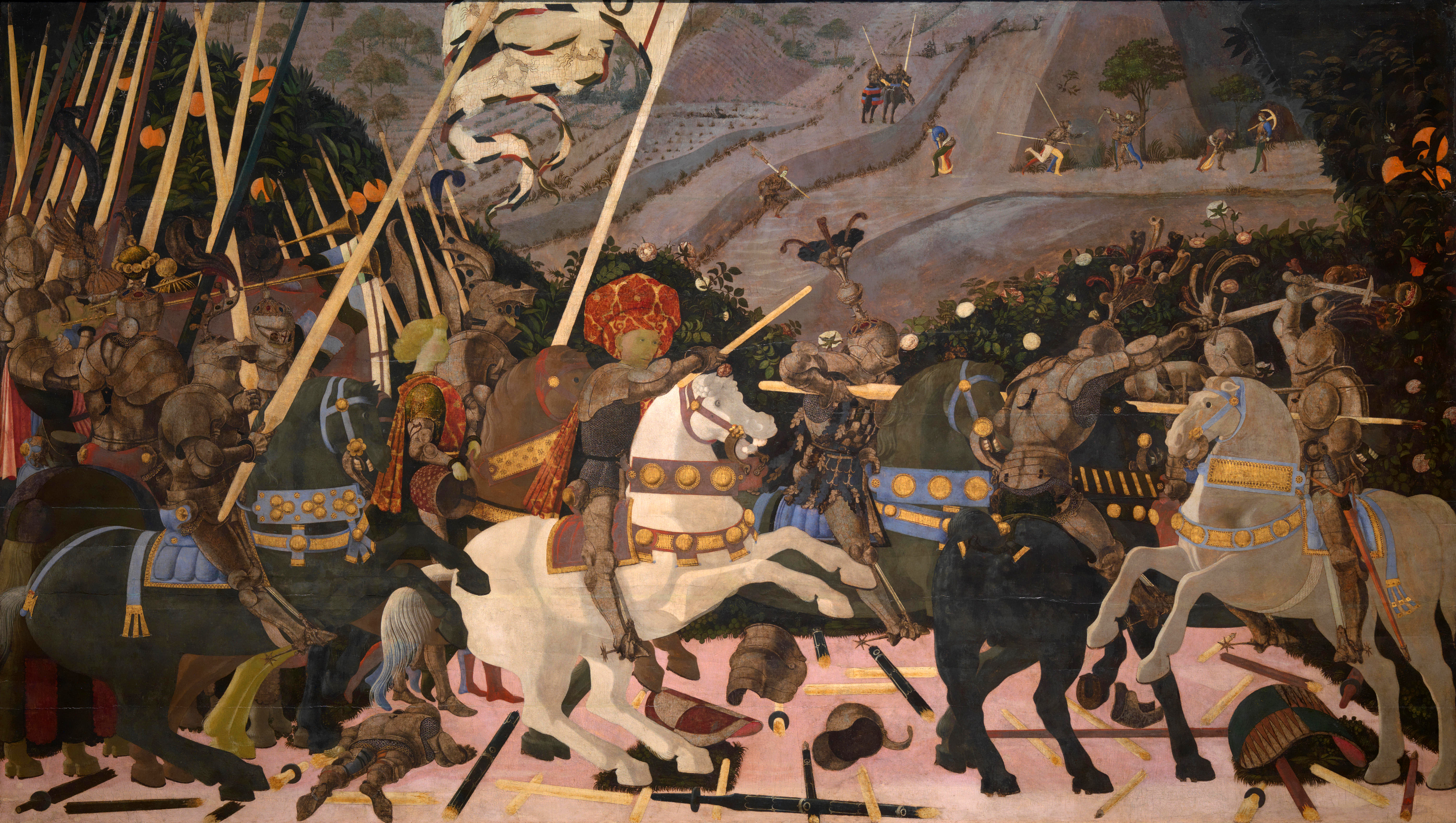
Paolo Uccello, Battaglia di San Romano, National Gallery, Londra.

Secondo quanto racconta Vasari nelle sue Vite, Paolo Uccello «non ebbe altro diletto che d'investigare alcune cose di prospettiva difficili e impossibili», sottolineando il suo tratto più immediatamente distintivo, cioè l'interesse, quasi ossessivo, per la costruzione prospettica. Questa caratteristica, unita con l'adesione al clima fiabesco del gotico internazionale, fa di Paolo Uccello una figura di confine tra i due mondi figurativi, secondo un percorso artistico tra i più autonomi del Quattrocento. L'ardita costruzione prospettica delle sue opere però, a differenza di Masaccio, non serve a dare ordine logico alla composizione, ma piuttosto a creare scenografie fantastiche e visionarie, in spazi indefiniti.
Nelle opere della maturità le figure sono considerate volumi, collocati in funzione di rispondenze matematiche e razionali, dove sono esclusi l'orizzonte naturale e quello dei sentimenti. L'effetto, ben percepibile in opere come la Battaglia di San Romano è quello di una serie di manichini che impersonano una scena con azioni congelate e sospese, ma proprio da questa imperscrutabile fissità nasce il carattere emblematico e onirico della sua pittura.

#### Filarete

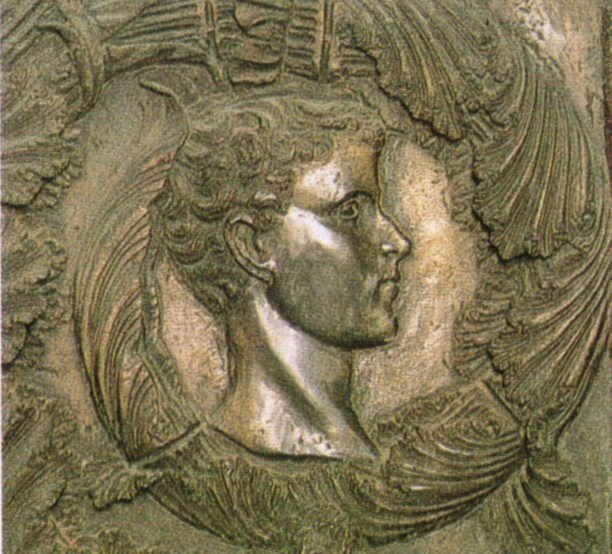
Filarete, Porta di San Pietro, dettaglio.

Filarete era uno degli allievi di Lorenzo Ghiberti durante la fusione della porta Nord del Battistero, per questo gli venne affidato l'importante commissione della fusione della porta di San Pietro da parte di Eugenio IV. Il Filarete fece proprio soprattutto lo studio e la rievocazione dell'antico. Fu uno dei primi artisti a sviluppare una conoscenza del mondo antico fine a sé stessa, dettata cioè da un gusto "antiquario", che mirava a ricreare opere in stile verosimilmente classico. Ma la sua riscoperta non fu filologica, ma piuttosto animata dalla fantasia e dal gusto per la rarità, arrivando a produrre un'evocazione fantastica del passato. Con i suoi soggiorni a Roma e Milano fu un fondamentale diffusore della cultura rinascimentale in Italia.

## Gli anni del primo dominio mediceo (1440-1469)

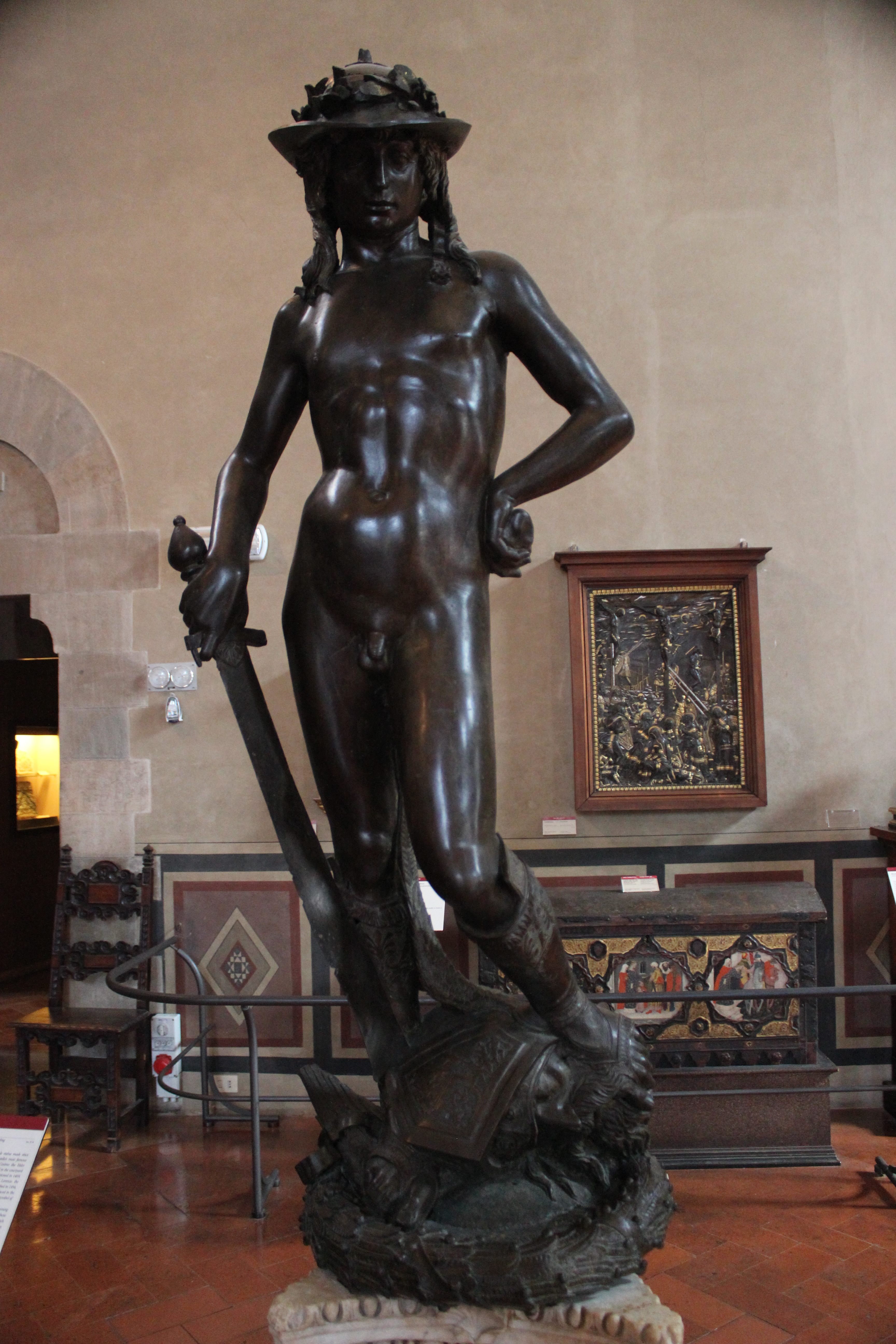
David di Donatello

La successiva generazione di artisti elaborò l'eredità dei primi innovatori e dei loro diretti continuatori, in un clima che registrava un diverso orientamento dei committenti e un nuovo quadro politico.

### Arte sotto Cosimo de' Medici
Con il ritorno di Cosimo de' Medici dall'esilio infatti (1434) la Repubblica era entrata in una fase di continuazione formale ma di profondo mutamento sostanziale, con l'accentramento de facto del potere nelle mani di Cosimo tramite una sottile e prudente strategia di alleanze e controllo delle magistrature tramite uomini di stretta fiducia, che non lo vedeva mai impegnato in prima persona nel governo cittadino. Il suo comportamento si ispirò a modelli stoici ciceroniani, improntati esteriormente alla ricerca del bene comune, alla moderazione, al rifiuto del prestigio personale e dell'ostentazione. Seguendo questo modello commissionò importanti opere di valenza pubblica, come la ristrutturazione della badia Fiesolana, il convento di San Marco o lo stesso palazzo Medici.
Le opere di committenza privata invece erano informate da un gusto diverso, come il David-Mercurio di Donatello (1440-1443 circa), animato da un gusto intellettualistico e raffinato, che soddisfacesse le esigenze di un ambiente colto e raffinato. Tra le citazioni classiche (Antinoo silvano, Prassitele) e gli omaggi ai committenti (il fregio dell'elmo di Golia ripreso da un cammeo antico), lo scultore impresse anche un acuto senso del reale, che evita la caduta nel puro compiacimento estetico: ne sono testimonianza le lievi asimmetrie della posa e l'espressione monellesca, che vivificano i riferimenti culturali in qualcosa di sostanzialmente energico e reale.
La fondazione dell'Accademia neoplatonica dopotutto aveva sancito gli orizzonti intellettuali della cultura sotto Cosimo, sviluppando le discipline umanistiche verso una rievocazione più aulica e ideale del passato classico.

### Arte sotto Piero de' Medici

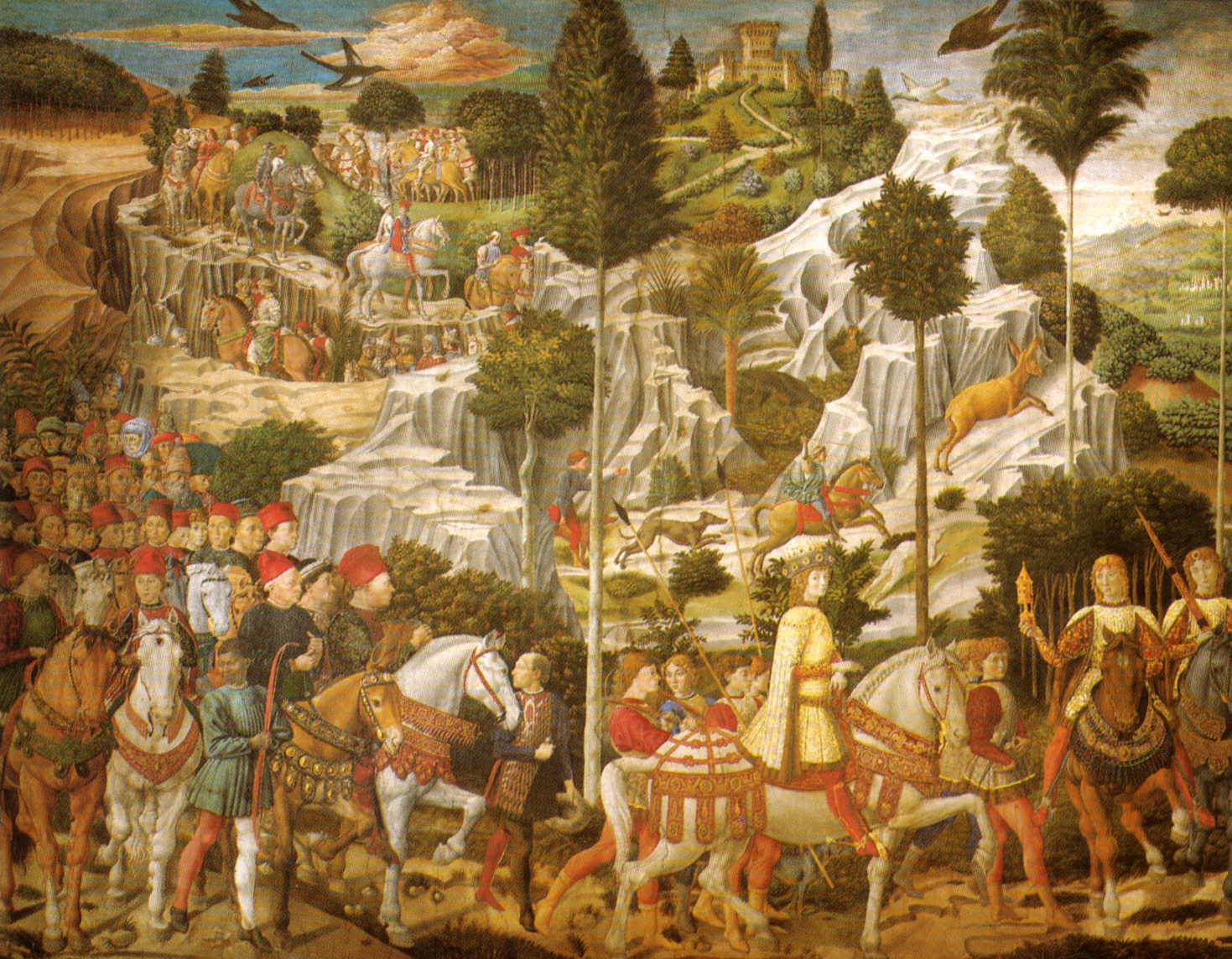
Benozzo Gozzoli, Corteo dei Magi (parete est).

Sotto il figlio di Cosimo, Piero de' Medici, il gusto per l'intellettualismo si accentuò ulteriormente, con un minore accento sulle opere pubbliche in favore di un gusto orientato soprattutto verso le collezioni di oggetti preziosi e spesso minuti (gemme, antichità, arazzi), ricercati sia per il valore intrinseco che il loro status di oggetti rari che dimostravano il prestigio sociale.
Il governo di Piero su Firenze durò appena cinque anni (1464-1469), ma prese un orientamento ben definito, che riprendeva i modi delle raffinate corti aristocratiche, alle quali si ispirò anche, per emulazione, l'aristocrazia cittadina. Opera emblematica di quella stagione sono gli affreschi della Cappella dei Magi di Benozzo Gozzoli, la cappella privata di palazzo Medici (1459), fatta decorare su iniziativa di Piero. Nel fastoso corteo dei Magi i membri della famiglia e i loro sostenitori sono trasfigurati nell'episodio sacro, dove il mito diventa un pretesto per ritrarre la scintillante società borghese dell'epoca.
Gli scultori, nei decenni centrali del secolo si ispirarono spesso ai principi di Copia et Varietas teorizzati dall'Alberti, che prevedevano ripetizioni di modelli analoghi con leggere variazioni ed evoluzioni, in modo da soddisfare il gusto articolato della committenza. Esemplare in questo senso è l'evoluzione dei monumenti funebri, da quello di Leonardo Bruni di Bernardo Rossellino (1446-1450), a quello di Carlo Marsuppini di Desiderio da Settignano (1453-1455) fino al sepolcro di Piero e Giovanni de' Medici di Andrea del Verrocchio (della prima epoca laurenziana, 1472). In queste opere, pur partendo da un modello comune (l'arcosolio) si arriva a risultati via via più raffinati e preziosi.

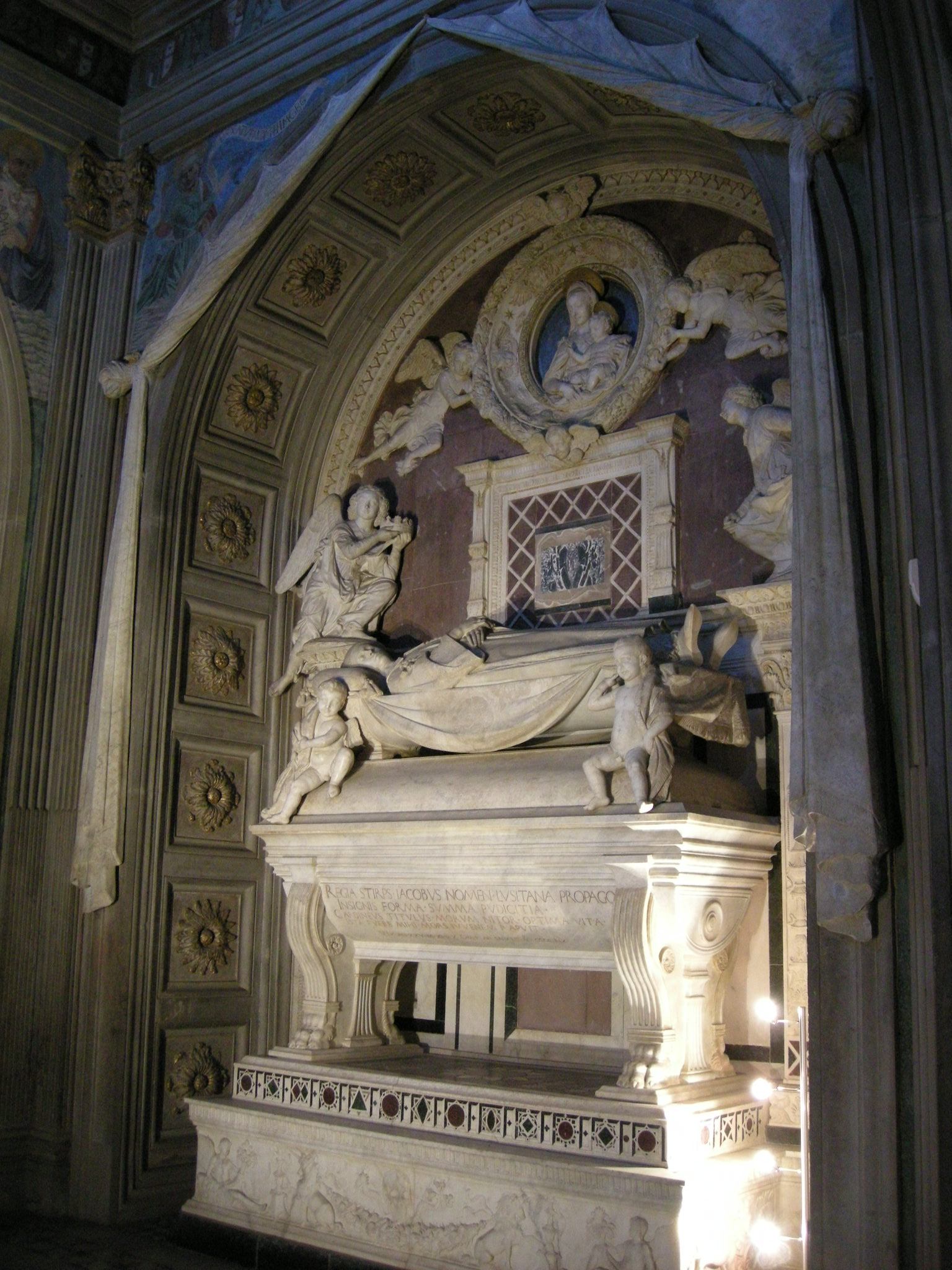
Cappella del Cardinale del Portogallo, tomba del Cardinale.

Una delle opere più significative dei decenni centrali del Quattrocento a Firenze fu comunque la cappella del Cardinale del Portogallo, una raffinata celebrazione di Jacopo di Lusitania, morto a Firenze nel 1458, e della sua casata reale. La cappella è il migliore esempio di quel gusto tipico della Firenze dei decenni centrali, legato alla varietà di materiali, di tecniche, di modi espressivi e di riferimenti culturali, che tutti insieme concorrono a creare un effetto elegante e sottilmente scenografico. L'architettura è a croce greca, con ciascun braccio con una decorazione diversa (basata su pittura o scultura), ma l'insieme è unificato dal fregio continuo con le armi dei reali del Portogallo e dal ricorrere del rivestimento in porfido e serpentino. Nessuna superficie è priva di decorazione: dal pavimento cosmatesco fino alla volta a padiglione con smaglianti terrecotte invetriate di Luca della Robbia.
Il lato focale è quello est, dove si trova la tomba del cardinale scolpita da Antonio e Bernardo Rossellino. Lo spazio è scenografico e sottolineato da una cortina che, ai lati dell'arcone, è scostata come un sipario da due angeli dipinti. Ogni decorazione concorre a mettere in scena il "trionfo ultraterreno" del cardinale. Lo stile generale è caratterizzato dalla ricchezza di figure, atteggiate con naturalezza sciolta, che creano un'elegante animazione, mai sperimentata in monumenti anteriori. Il modellato delle sculture è sensibilissimo e crea effetti illusionistici che sono ormai lontani dalla ricerca razionale che aveva animato gli artisti rinascimentali della prima generazione. Il bassorilievo del basamento contiene una tra le più antiche testimonianze di miti antichi riutilizzati in chiave neoplatonica e cristiana: il tema della tauromachia di ascendenza mitraica sui lati brevi (simbolo di resurrezione e di forza morale), l'auriga sul carro (simbolo platonico della mente che guida l'anima e domina le passioni), gli unicorni che si affrontano (simbolo di verginità) e i geni seduti su teste leonine (forza). Al centro, sopra la ghirlanda, si trova il teschio affiancato dal giglio e dalla palma, simboli della purezza e dell'immortalità dell'anima. Il complesso simbolico allude alle virtù morali del giovane prelato, alla vittoria sulle passioni e all'ascesi.

### I protagonisti

#### Beato Angelico

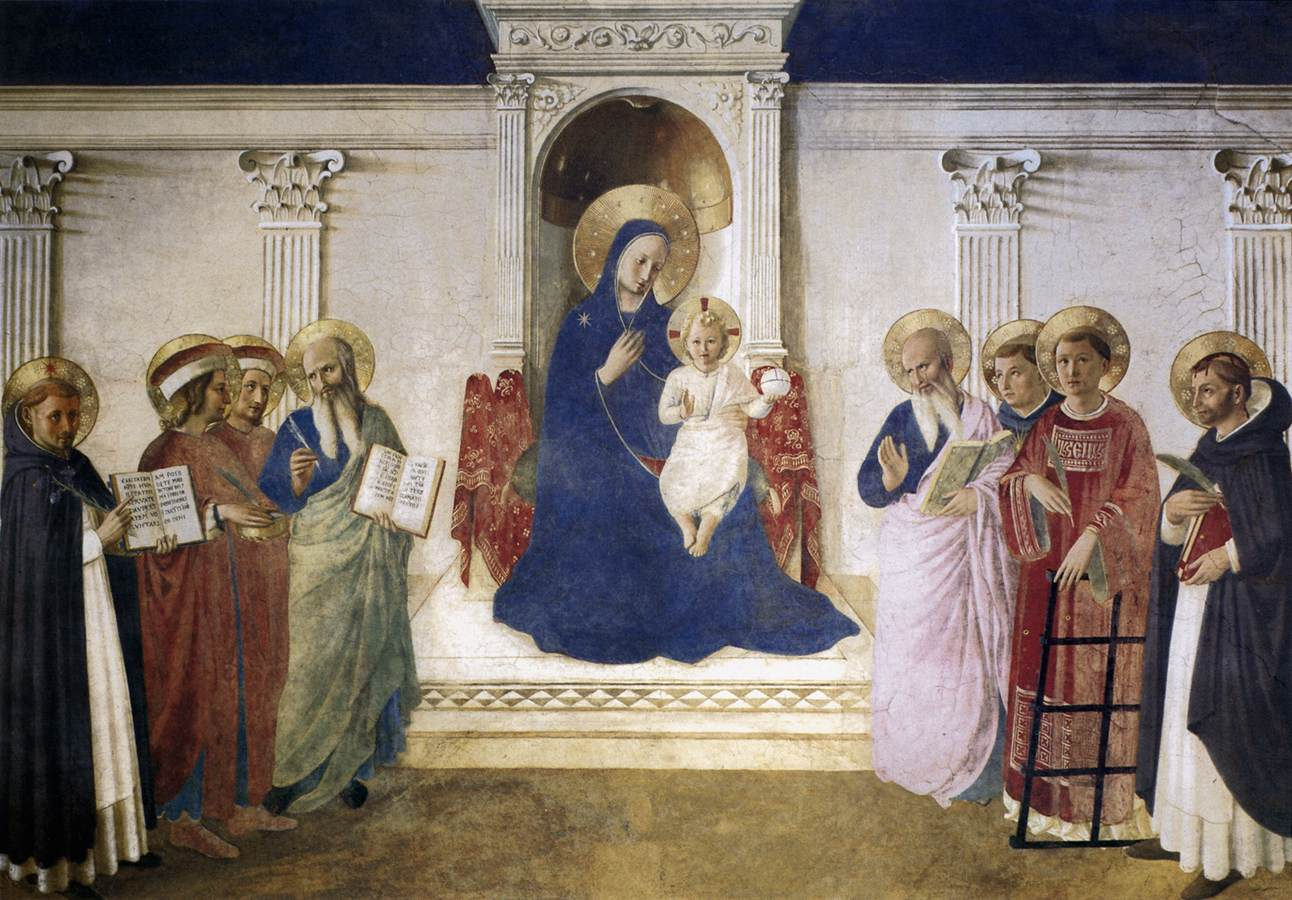
La Madonna delle Ombre.

Beato Angelico fu tra i primissimi continuatori di Masaccio e nella fase matura ebbe un ruolo di primissimo piano nell'arte fiorentina. La sua cultura, derivata dalla tradizione tomista domenicana, lo portò a cercare di saldare le conquiste rinascimentali (soprattutto l'uso della prospettiva e il realismo) con valori del mondo medievale, quali la funzione didattica dell'arte. Nel quarto decennio del XIV secolo la sua produzione si era orientata verso la "pittura di luce" influenzata da Domenico Veneziano, con un uso razionale delle fonti luminose, che ordinano e unificano tutti gli elementi della scena. Tra gli esempi ci sono la pala dell'Incoronazione della Vergine del Louvre e la sua predella, dove i ritmi e le simmetrie tipicamente gotiche sono attualizzati da una virtuosistica composizione spaziale e dal colore lucente, più ricco di lumeggiature che di ombre, che dà volume ed indaga i materiali con sensibilità. Un interesse verso la resa dei fenomeni luminosi portò l'Angelico, nella sua fase matura, ad abbandonare l'illuminazione indistinta e generica in favore di una resa di luci e ombre più attenta a razionale, dove ogni superficie è individuata dal suo "lustro" specifico.
Di fondamentale importanza per la scena artistica fiorentina nei decenni centrali del secolo fu la costruzione e decorazione del convento di San Marco, finanziato da Cosimo de' Medici, che ebbe luogo tra il 1436 e gli anni cinquanta del Quattrocento. L'Angelico e il suo staff furono i protagonisti di un ciclo affrescato che doveva offrire spunti di meditazione e preghiera ai monaci. Le scene destinate alle celle dei monaci mostrano spesso alcuni santi domenicani che fanno da esempio, col loro atteggiamento, al comportamento da assumere di fronte a ciascun episodio: meditazione, compassione, umiltà, prostrazione, ecc. Tra gli affreschi eseguiti per aree comuni del convento spicca per originalità la cosiddetta Madonna delle Ombre (datata ai primi o agli ultimi anni della decorazione), dipinta nello stretto corridoio al primo piano dove la luce proviene da una finestrella in fondo a sinistra; anche nella pittura l'angelico cercò di utilizzare questa medesima fonte di illuminazione, con l'ombra dei capitelli dipinti che si profila lunga sull'intonaco, mentre i santi sulla destra hanno addirittura il riflesso della finestra negli occhi.

#### Domenico Veneziano

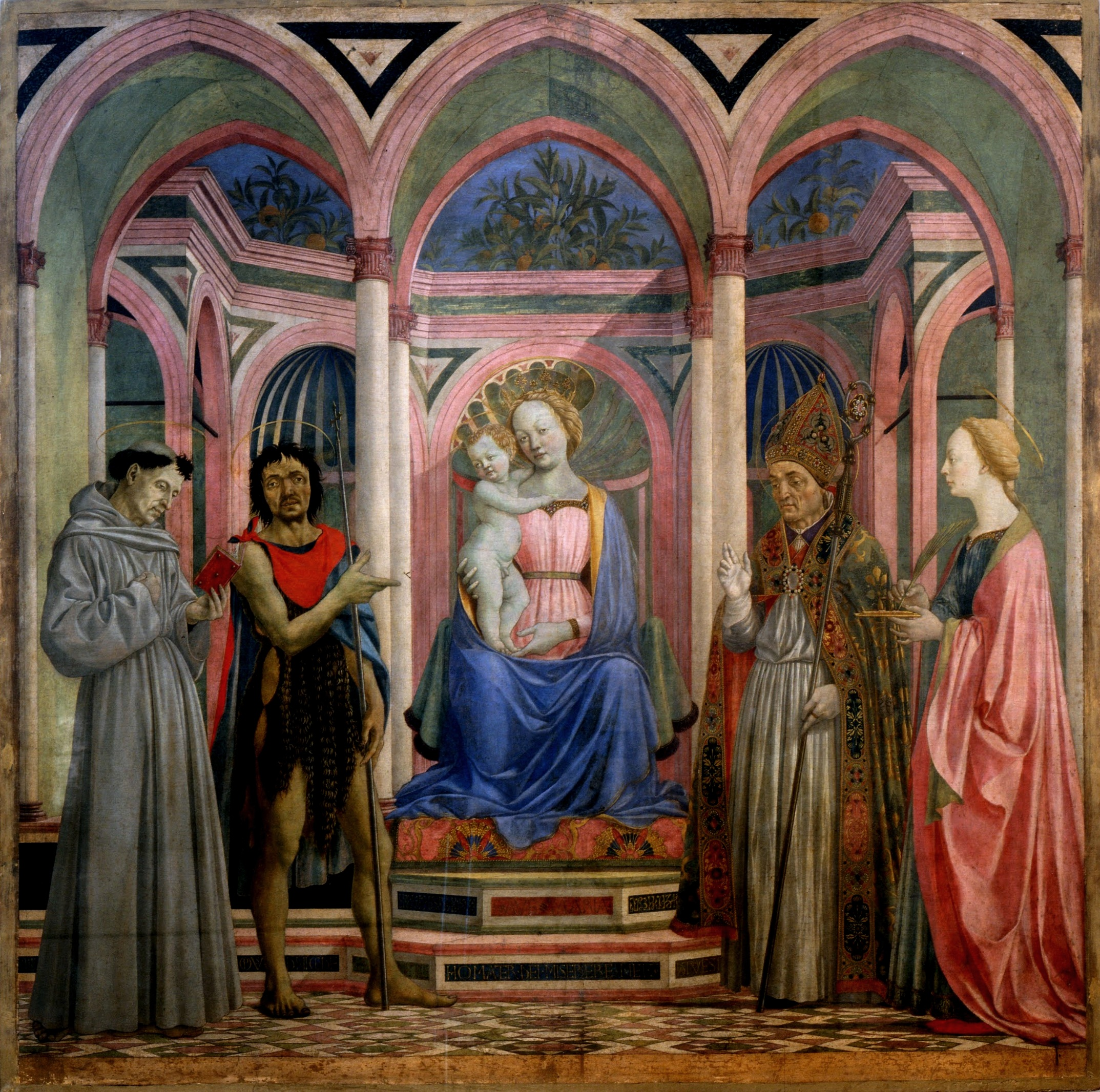
La Pala di Santa Lucia dei Magnoli.

Domenico Veneziano fu uno dei primi artisti fiorentini ad assimilare alcune caratteristiche della pittura nordica, in particolare fiamminga, che all'epoca godeva di una particolare voga e interesse collezionistico, per il virtuosismo che rispondeva al gusto di Varietas allora dominante.
La formazione dell'artista è incerta (Venezia? Ma più probabilmente Firenze stessa), ma acquisì tutti i suggerimenti allora disponibili in Italia. Una prima prova, commissionata da Piero de' Medici, fu il tondo dell'Adorazione dei Magi (1438-1441), dove all'eleganza ed alla sontuosità di marca tardogotica aggiunse un senso concreto dello spazio e del volume, che uniforma la visione dai dettagli minuti in primo piano fino all'aperto paesaggio sullo sfondo. L'opera dovette piacere al committente, infatti negli anni immediatamente successivi Domenico venne arruolato nella decorazione della chiesa di Sant'Egidio, a un perduto ciclo di affreschi nei quali parteciparono anche Andrea del Castagno, Alesso Baldovinetti e il giovane Piero della Francesca, il quale venne decisivamente influenzato dalle ricerche luministiche di Domenico. In questi anni infatti il Veneziano stava sviluppando una pittura accordata sui toni chiarissimi dei colori, che arrivano a sembrare impregnati di luce diafana.
Il capolavoro delle sue ricerche è la Pala di Santa Lucia dei Magnoli (1445-1447), dove dimostrò anche la piena dimestichezza con le regole della prospettiva lineare centrica, impostata in quel caso a tre punti di fuga. L'elemento dominante del dipinto è comunque il gioco della luce che spiove dall'alto definendo i volumi dei personaggi e dell'architettura, e riduce al minimo le suggestioni lineari: il profilo di santa Lucia, ad esempio, si staglia non in forza della linea di contorno, ma grazie al contrasto del suo chiarore sullo sfondo verde.

#### Filippo Lippi

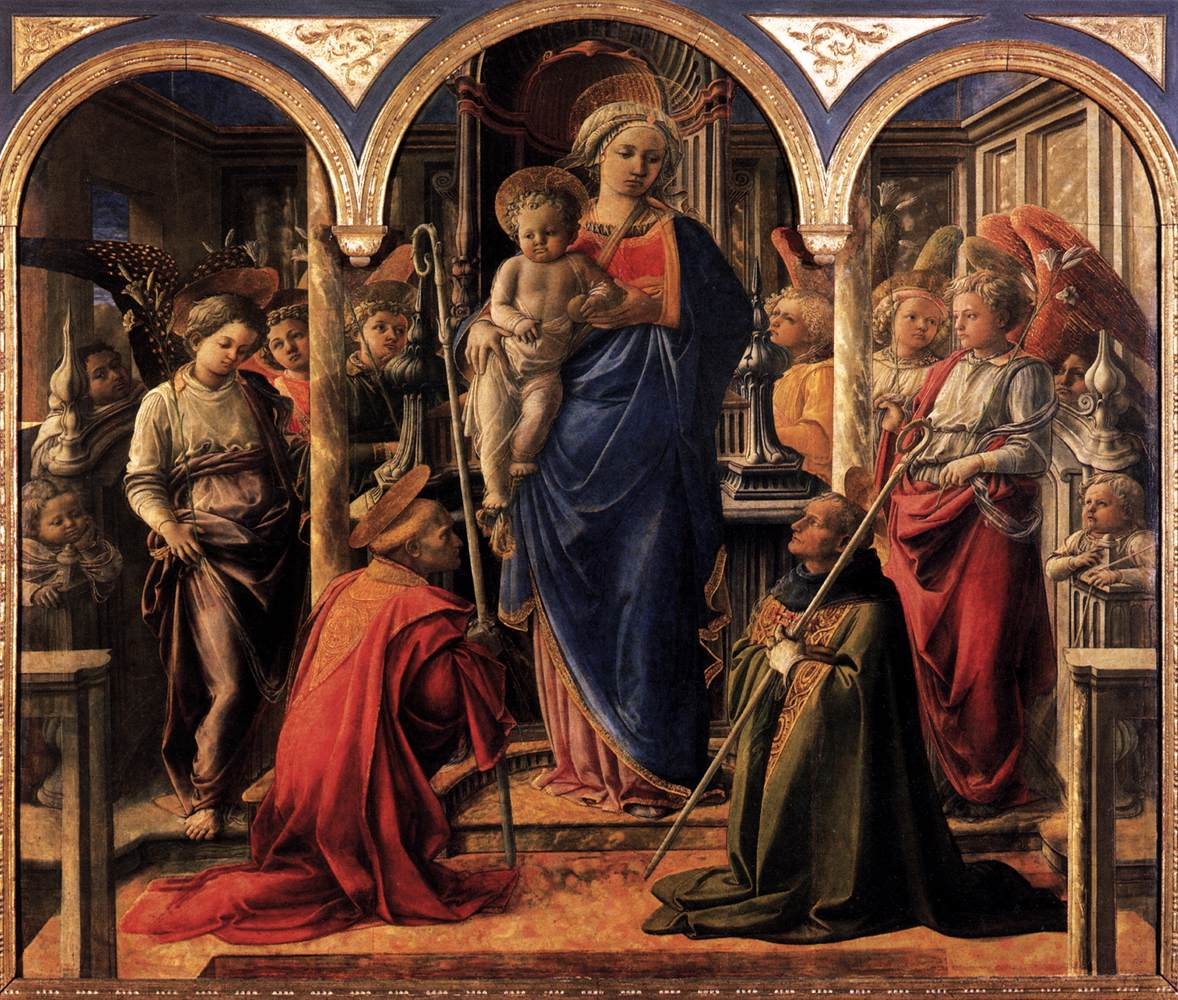
La Pala Barbadori.

Filippo Lippi fu un altro pittore che, dopo gli esordi masacceschi, subì molteplici influssi, tra cui quello fiammingo. Dopo un soggiorno a Padova tornò a Firenze nel 1437 e in quell'anno eseguì la Madonna di Tarquinia, dove usò un risalto plastico masaccesco, un gusto per lo scorcio e per la gestualità tratta dalla vita reale donatelliano e, soprattutto, una nuova attenzione per l'ambientazione e i giochi di luce. Alcuni particolari, come il cartellino appeso alla base del trono, sono inequivocabilmente fiamminghi.
Gradualmente l'arte di fra' Filippo si orientò verso un preponderante gusto verso la linea, come nella Pala Barbadori (1438), dove l'unità della scena è data dall'andamento ritmico dei contorni. La luce non sbalza plasticamente figure create di getto, come in Masaccio, ma sembra avvolgere le figure a partire dal disegno, in un chiaroscuro che restituisce il rilievo in maniera più smorzata.
Un nodo cruciale nella carriera di Lippi furono gli affreschi con le Storie di santo Stefano e san Giovanni Battista nel Duomo di Prato (1452-1464). In queste scene le figure umane e il loro dinamismo dominano la rappresentazione, con scorci profondi delle architetture, costruite con più punti di fuga, che accentuano il senso di moto. Le azioni raccontate sono scorrevoli e attente a restituire la verità umana dei personaggi.
Filippo Lippi ebbe una profonda influenza sugli artisti fiorentini successivi, ponendo l'accento soprattutto sulla ricercatezza delle pose con un predominio virtuosistico del contorno. A questa corrente dominante si contrappose, in maniera minoritaria, quella che ricercava l'armonia tra colori limpidi e volumi puri, facente capo a Domenico Veneziano, che ebbe successo soprattutto in area umbro-marchigiana.

#### Andrea del Castagno

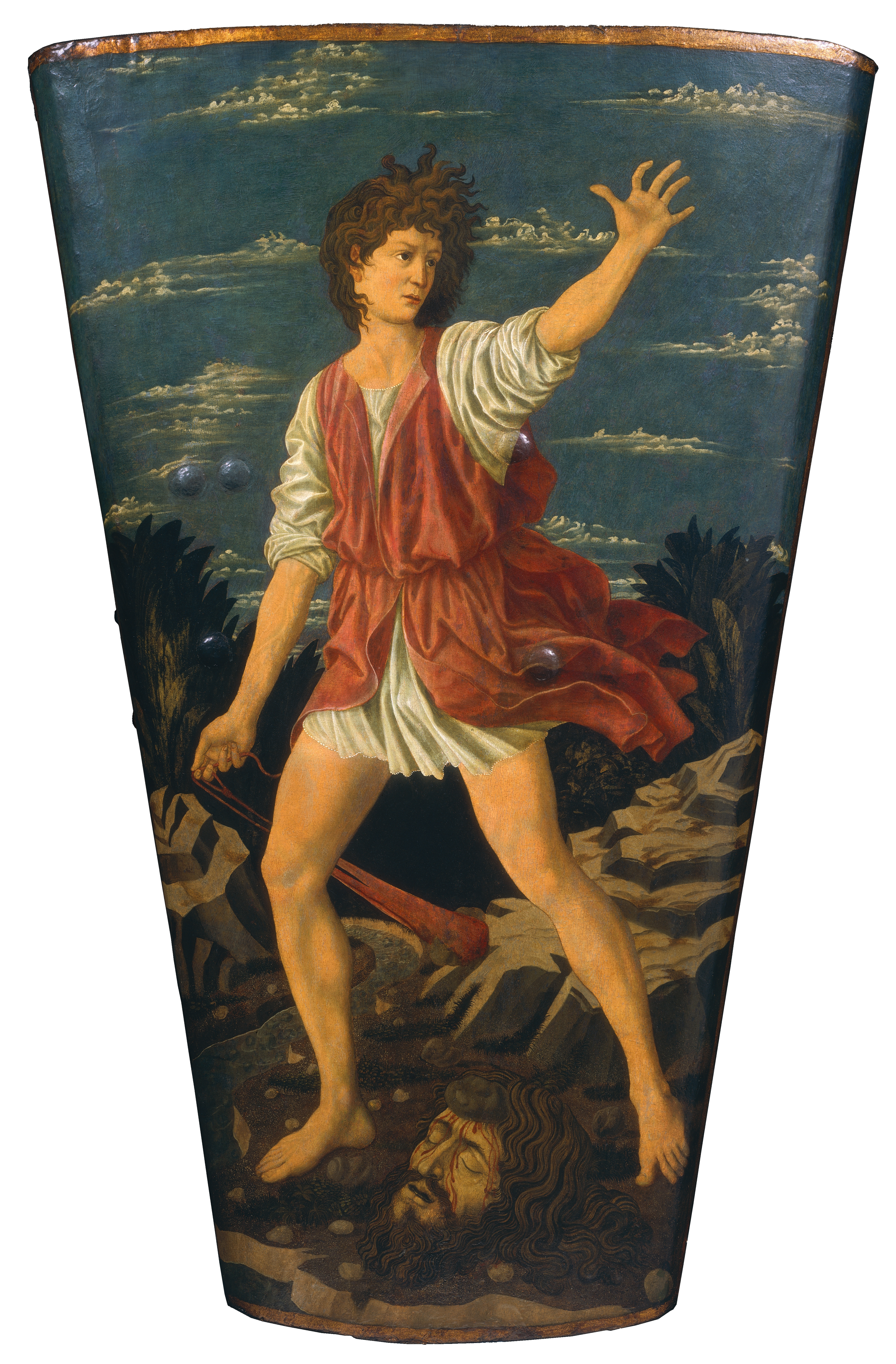
Andrea del Castagno, David, National Gallery of Art, Washington.

Andrea del Castagno sviluppò una pittura rigorosa, ispirata a caratteristiche fino ad allora poco seguite di Masaccio e Donatello, quali il chiaroscuro plastico, accentuato e reso più drammatico dall'uso di tinte più contrastanti, e il realismo delle fisionomie e degli atteggiamenti, talvolta esasperati fino a raggiungere esiti espressionistici.
Opera chiave del suo percorso artistico è il Cenacolo di Sant'Apollonia a Firenze, dove su una solida base prospettica dipinse una solenne Ultima cena, con figure intensamente caratterizzate ed isolate dal netto contorno, rese nel rilievo tramite una cruda illuminazione laterale. La parte superiore del ciclo contiene invece la Deposizione, la Crocifissione e la Resurrezione dove, sebbene molto rovinate, si leggono episodi di grande partecipazione emotiva, che smentiscono l'immagine corrente coniata dal Vasari di un artista incapace di tenerezze, che colo cattivo colorire rendeva le opere "alquanto crudette et aspre".
Anche in opere successive, come la Trinità e santi, accentuò i valori espressivi con uno scorcio spettacolare della croce ed esasperando il realismo delle figure. La sua lezione, poco recepita a Firenze, fu la base per lo sviluppo della scuola ferrarese.

#### Alberti architetto

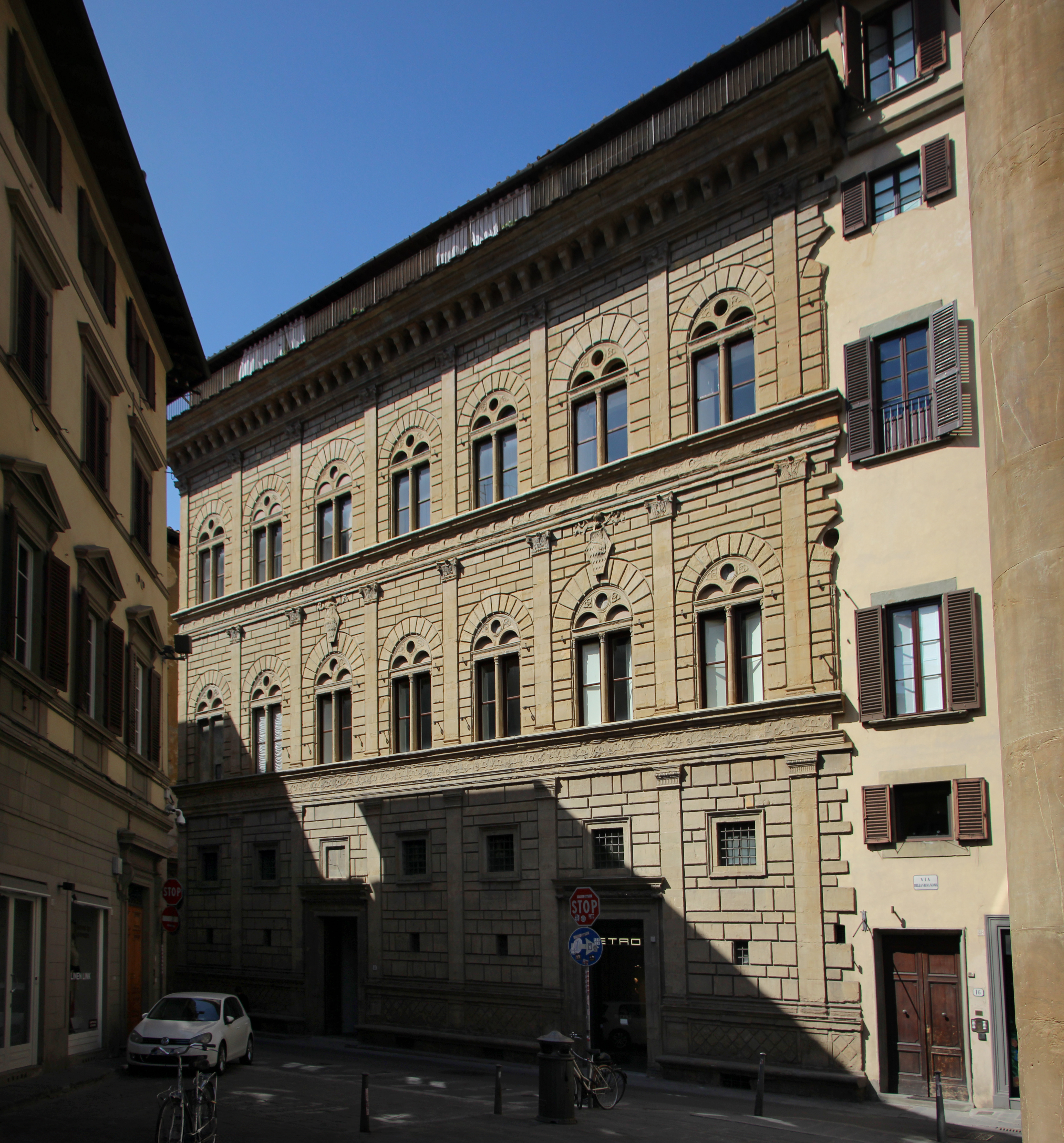
Palazzo Rucellai.

Importante fu la presenza in città di Leon Battista Alberti, che nei decenni centrali lavorò soprattutto come architetto per il ricco mercante Giovanni Rucellai, col quale aveva un legame di amicizia e di affinità intellettuale.
Alberti aveva una concezione dell'architettura come attività puramente intellettuale, che si esauriva nella creazione del progetto, senza bisogno di una presenza costante sul cantiere. Per lui si trattava di una "filosofia pratica", dove mettere a frutto un complesso bagaglio di esperienze letterarie, filosofiche e artistiche, in meditazioni che coinvolgevano l'etica e l'estetica.
Dal 1447 sistemò palazzo Rucellai, poi la facciata di Santa Maria Novella (1456) e infine costruì il tempietto del Santo Sepolcro. Si trattò di interventi sempre parziali, che l'Alberti stesso sminuiva benevolmente come "decoro parietale". A palazzo Rucellai unificò vari edifici preesistenti, concentrandosi soprattutto sulla facciata, che venne composta come una griglia di elementi orizzontali e verticali entro la quale si inseriscono le finestre. Con elementi classici (portali, cornici, ordini sovrapposti nei capitelli) fuse elementi di tradizione medievale, come il bugnato e le bifore. L'effetto generale è vario ed elegante, per il vibrare della luce tra le zone chiare e lisce (lesene) e quelle scure (aperture, solchi del bugnato).
In Santa Maria Novella la facciata era rimasta incompiuta dal 1365, arrivando fino al primo ordine di arcatelle, e con alcuni elementi già definiti quali il rosone. Alberti cercò di integrare la parte antica a quella nuova, mantenendo la decorazione a tarsie marmoree bicrome e lasciando le arcatelle inferiori, inserendovi solo un portale classicheggiante al centro (derivato dal Pantheon), chiuso dal motivo pilastro-colonna ai lati. La zona superiore è separata da quella inferiore da una cornice sulla quale corre una fascia a tarsie quadrate, e un'analoga funzione di raccordo hanno le due volute laterali. L'insieme è basato sui principi della composizione modulare (basata sull'uso del quadrato e dei suoi multipli e sottomultipli), mitigata però da alcune asimmetrie (volute o dovute agli esecutori materiali), quali la collocazione non in asse di alcuni elementi verticali e delle tarsie dell'attico.
Anche nel tempietto del Santo Sepolcro, monumento funebre di Giovanni Rucellai, Alberti usò le tarsie marmoree della tradizione romanica fiorentina, creando una struttura rigorosamente classica con dimensioni basate sul rapporto aureo.
La differenza essenziale tra Brunelleschi e Alberti si colloca soprattutto sul piano geometrico: dove il primo modulava sempre spazi tridimensionali, il secondo organizzava geometricamente le superfici bidimensionali. Un punto in comune è invece la valorizzazione della tradizione locale, attingendo nella storia del singolo edificio e razionalizzando gli elementi preesistenti, in modo da ottenere qualcosa di estremamente moderno ma radicato nello specifico locale.

### Il ritorno di Donatello

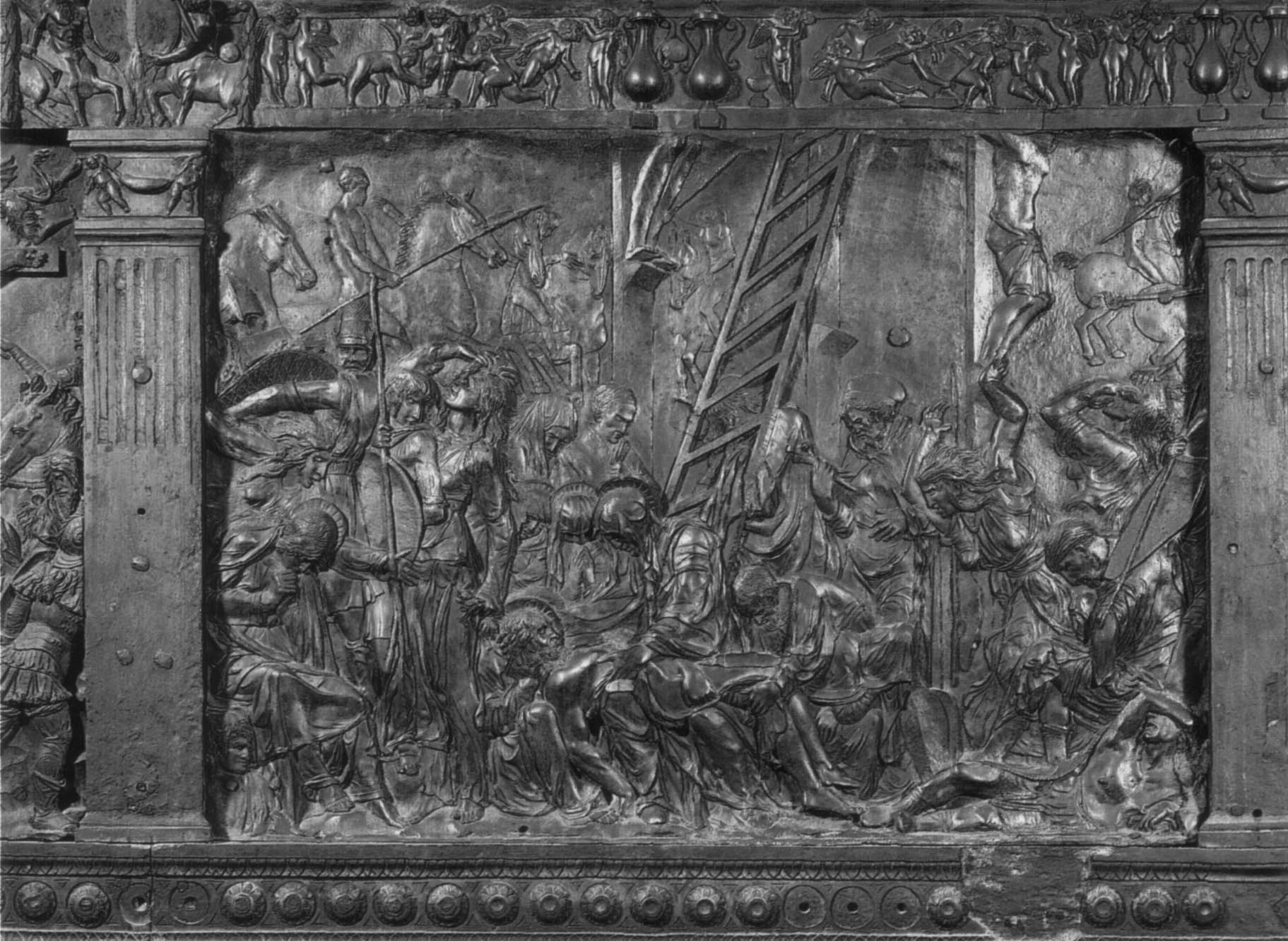
Donatello, Compianto (1460-1466).

Il divario che si era andato nel frattempo creando tra gli artisti del primo umanesimo e quelli di nuova generazione, legati a un gusto più vario e ornato, fu evidente quando Donatello tornò dal decennale soggiorno a Padova nel 1453. La sua straziante Maddalena penitente (1453-1455) non potrebbe essere più diversa da quella coeva di Desiderio da Settignano, molto più composta.
Così Donatello si trovò isolato nella sua stessa città e ricevette l'ultima commissione (i due pulpiti per San Lorenzo) grazie all'intervento diretto di Cosimo de' Medici, che era un suo estimatore di vecchia data. Nel Pulpito della Passione (1460-1466) scene come il Compianto e deposizione mostrano un rifiuto delle regole prospettiche, dell'ordine e dell'armonia, all'insegna di espressionismo ancora più vivo che nei rilievi a Padova. L'occhio fatica a distinguere i protagonisti nella massa palpitante di personaggi, mentre la composizione taglia senza alcuno scrupolo interi brani, come i ladroni sulla croce di cui si vedono solo i piedi, dando l'effetto di una spazio infinitamente indeterminato, che amplifica, con lo squilibrio, il pathos drammatico della scena.

### L'artista e la bottega

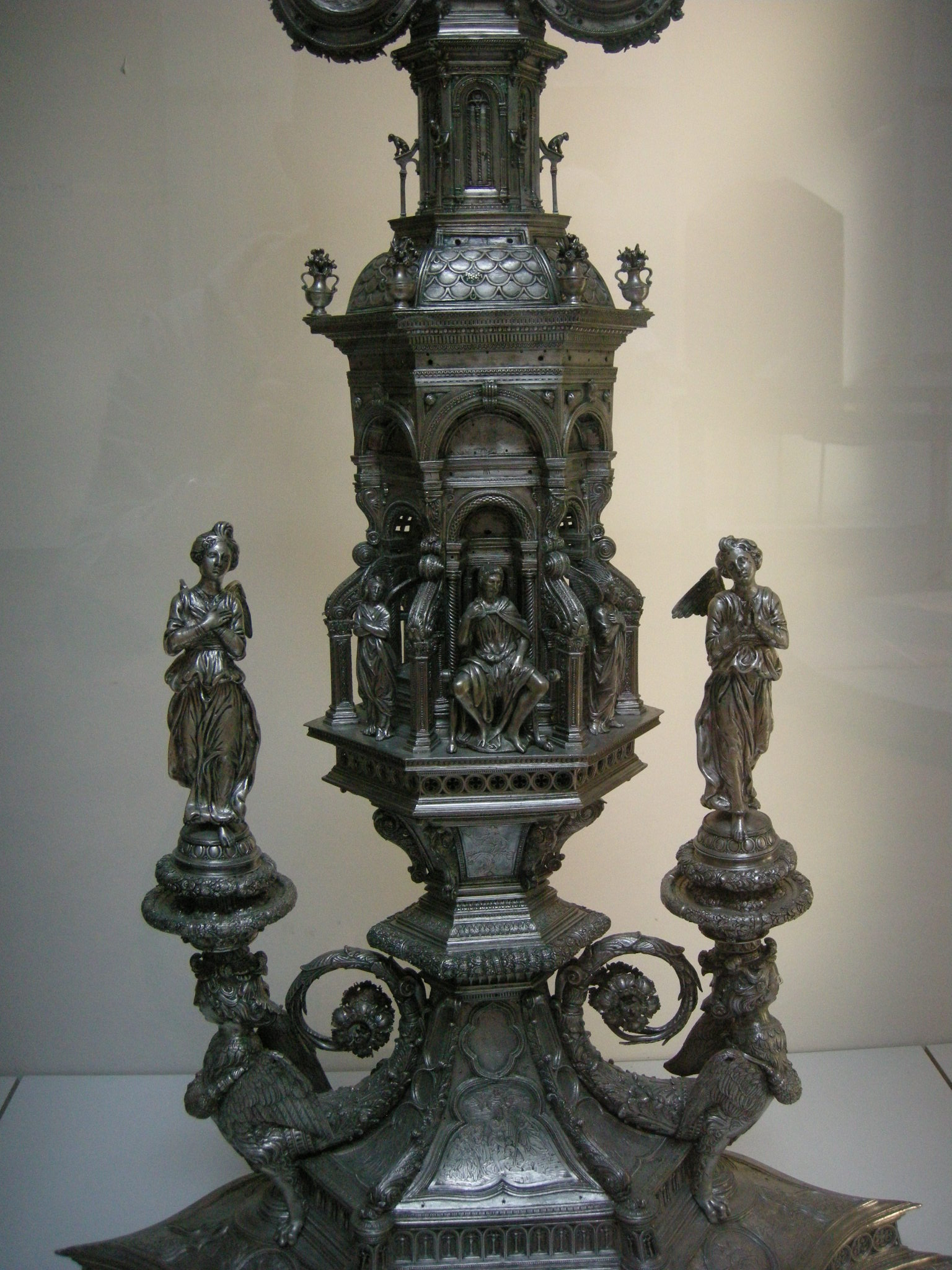
La lanterna del Duomo di Firenze, riutilizzata nella Croce del Tesoro di San Giovanni di Antonio del Pollaiolo.

Il Quattrocento vide, con speciale continuità a Firenze, importanti progressi nello sviluppo della figura dell'"artista", secondo un processo già iniziato nel secolo precedente. Gli artefici aspiravano a sganciarsi dalla figura del lavoratore manuale, che produce oggetti su commissione ("artigiano"), in favore di una concezione più intellettuale e creativa del loro operare, che aspirava a pieno titolo a far parte delle "arti liberali". Un ruolo fondamentale venne svolto dagli scritti teorici di Leon Battista Alberti, che già nel De pictura tracciò la figura di un artista colto, letterato, abile nella tecnica, che padroneggia in prima persona tutte le fasi del lavoro, dall'idea alla traduzione nel manufatto, curando tutti i dettagli. La figura descritta dall'Alberti rappresentava però un traguardo ideale, raggiunto non prima del XVIII secolo, portando tutta una serie di conseguenze (quali la dicotomia tra artista e artigiano, o la distinzione tra Arti Maggiori e Minori) che nel Quattrocento erano ancora sconosciute.
La cellula base della produzione artistica restava infatti la bottega, che era luogo di produzione, commercio e formazione allo stesso tempo. L'iter del maestro iniziava proprio in bottega, dove si entrava giovanissimi (13, 14, 15 anni..) e si iniziava a prender confidenza col mestiere in maniera pratica, partendo da incarichi collaterali (come il riordino e la pulizia degli arnesi) ed assumendo via via maggiore responsabilità e peso nella creazione e realizzazione dei manufatti. Una costante era la pratica del disegno, indipendentemente dalla disciplina artistica prevalente in cui specializzarsi. La preparazione teorica si limitava a poche nozioni fondamentali di matematica e geometria ed era per lo più lasciata alla buona volontà del singolo. Procedimenti complessi, come la prospettiva, erano appresi per via empirica, senza conoscere a fondo i principi teorici che ne stavano alla base.
Le botteghe si occupavano di due tipi fondamentali di produzione:
1. Uno più impegnativo, di opere richieste su contratto di commissione, dove erano stabiliti le caratteristiche dell'oggetto, i materiali, i tempi di esecuzione e le modalità di pagamento. Di solito veniva lasciata ampia libertà sulle questioni di composizione e stile.
2. Un secondo tipo legato a produzioni correnti, di facile smercio (cassoni nuziali, deschi da parto, immagini votive, arredi), che erano prodotti direttamente senza commissione specifica (nella maggior parte dei casi). Non mancavano le produzioni seriali, tramite stampi e calchi, come le Madonne in stucco, in terracotta grezza o invetriata.

Nella seconda categoria di prodotti venivano spesso riprese, semplificandole e volgarizzandole, le innovazioni delle opere più importanti e originali: anche le soluzioni più audacemente innovative, trascorso un certo periodo di tempo, subivano questo processo di assimilazione e diffusione, entrando a far parte del repertorio comune. I travasi e le rivisitazioni anche tra discipline artistiche molto diverse erano frequenti e stimolanti, come ad esempio l'uso come motivo dell'oreficeria di riproduzioni in miniatura della lanterna di Santa Maria del Fiore (ad esempio nella Croce del Tesoro di San Giovanni, al Museo dell'Opera del Duomo di Firenze, e in numerosi altri reliquiari, candelabri e ostensori).

## L'epoca laurenziana (1470-1502)

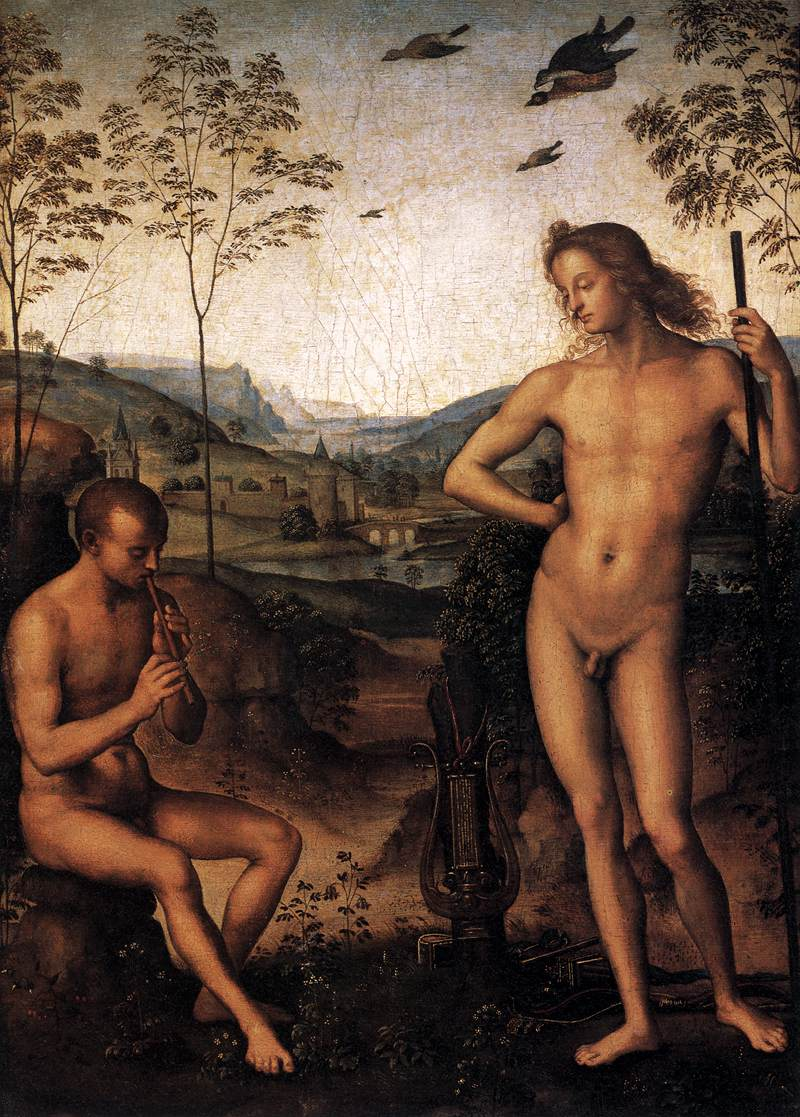
Perugino, Apollo e Dafni (1480-1490 circa).

L'ultimo trentennio del XV secolo vide apparentemente un rallentamento della forza innovativa dei decenni precedenti, con un volgere del gusto a espressioni più varie e ornate rispetto al primo rigore rinascimentale. Interprete della misura tra idealizzazione, naturalismo e virtuosismo fu nella scultura Benedetto da Maiano, autore ad esempio di una serie di busti dalla lavorazione morbida e ricchi di dettagli descrittivi, e nella pittura Domenico Ghirlandaio.
Le Cronache di Benedetto Dei registrarono a Firenze, attorno al 1472, ben quaranta botteghe di pittori, quarantaquattro di orafi, più di cinquanta di "maestri intagliatori" e più di ottanta tra "legnaiuoli di tarsie". Numeri così elevati si spiegano solo con una forte domanda anche esterna, proveniente dagli altri centri della penisola: dagli anni ottanta infatti grandi commissioni di prestigio arrivano ai maggiori maestri fiorentini da fuori città, come la decorazione della Cappella Sistina per un team di pittori o la realizzazione del monumento equestre a Bartolomeo Colleoni a Venezia per Verrocchio.
Per gli artisti della cosiddetta "terza generazione" la prospettiva era ormai un dato acquisito e le ricerche si muovevano ormai verso altri stimoli, quali i problemi dinamici delle masse di figure o la tensione delle linee di contorno. Le figure plastiche e isolate, in un equilibrio perfetto con lo spazio misurabile e immobile, lasciavano ormai spazio a giochi continui di forme in movimento, con maggiore tensione e intensità espressiva.
Grande influenza ebbe nella produzione figurativa la diffusione di idee filosofiche dall'Accademia neoplatonica, in particolare tramite gli scritti di Marsilio Ficino, Cristoforo Landino e Pico della Mirandola. Tra le varie dottrine ebbero particolare peso quelle legate alla ricerca di armonia e bellezza, quali mezzi per il raggiungimento delle varie forme superiori di amore (divino, umano) e quindi della felicità umana. Inoltre fu fondamentale il tentativo di rivalutazione della filosofia classica in chiave religiosa cristiana, che permise una rilettura dei miti antichi quali portatori di arcane verità e testimoni di una sognata armonia ormai perduta. Scene mitologiche iniziarono così a essere commissionate agli artisti, rientrando nel novero dei soggetti delle arti figurative.

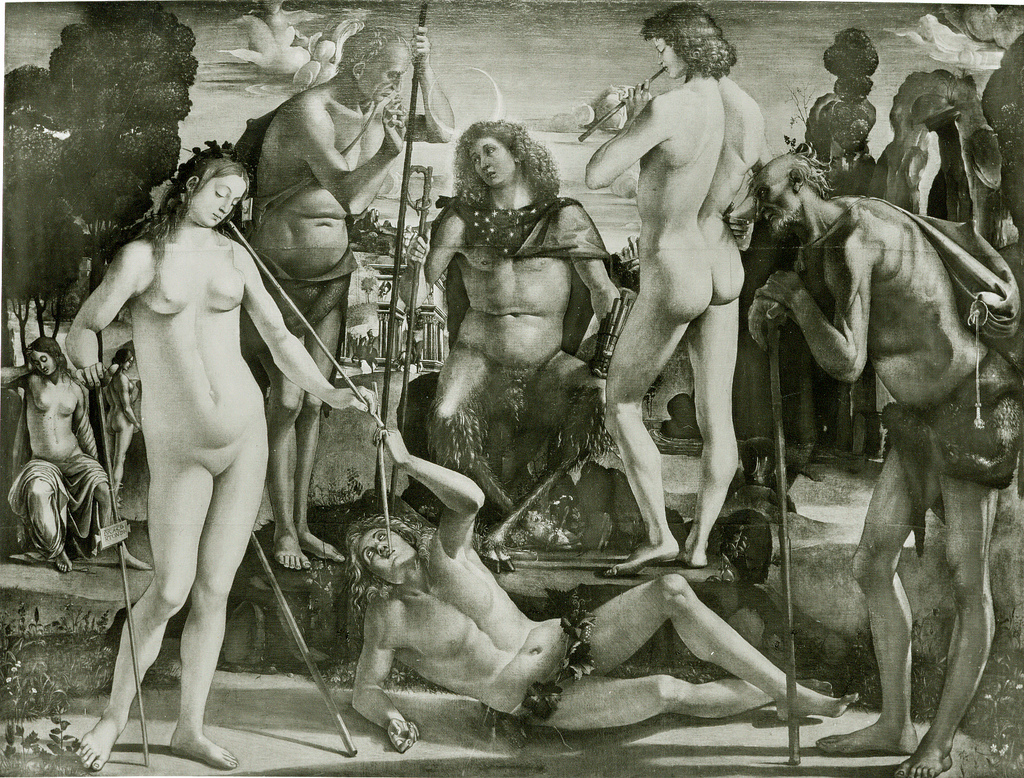
Luca Signorelli, Educazione di Pan (1490 circa).

Il rapporto di Lorenzo il Magnifico con le arti fu diverso da quello del nonno Cosimo, che aveva privilegiato la realizzazione di opere pubbliche. Da un lato per "il Magnifico" l'arte ebbe un altrettanto importante funzione pubblica, ma rivolta piuttosto agli Stati esteri, quale ambasciatrice del prestigio culturale di Firenze, presentata come una "novella Atene": in questo senso promosse una sistematica diffusione sia in campo letterario (con l'invio ad esempio della Raccolta aragonese a Federico d'Aragona, summa della poesia toscana dal Duecento in poi), sia figurativo, tramite la spedizione dei migliori artisti nelle varie corti italiane. Ciò favorì il mito dell'età laurenziana quale epoca "aurea", favorito dal periodo di pace, sebbene precario e attraversato da tensioni sotterranee, che egli seppe garantire nello scacchiere italiano fino alla sua morte; ma fu anche all'origine dell'indebolimento della vivacità artistica cittadina, favorendo il futuro avvento di altri centri (in particolare Roma) quali fucina di novità.
Dall'altro lato Lorenzo, con il suo colto e raffinato mecenatismo, impostò un gusto per oggetti ricchi di significati filosofici, stabilendo spesso un confronto, intenso e quotidiano, con gli artisti della sua cerchia, visti quali sommi creatori di bellezza. Ciò determinò un linguaggio prezioso, estremamente sofisticato ed erudito, in cui i significati allegorici, mitologici, filosofici e letterari venivano legati in maniera complessa, pienamente leggibile solo dall'élite che ne possedeva le chiavi interpretative, tanto che alcuni significati delle opere più emblematiche oggi ci sfuggono. L'arte si distaccò dalla vita reale, pubblica e civile, focalizzandosi su ideali di evasione dall'esistenza quotidiana, in favore di un ideale traguardo di armonia e serenità.
L'encomio del signore era frequente, ma garbato, velato da allusioni colte. Ne è un esempio l'Apollo e Dafni (1483) di Pietro Perugino, in cui Dafni era la versione greca del nome Laurus, cioè Lorenzo. Anche opere come la perduta Educazione di Pan di Luca Signorelli (1490 circa) sottintendono significati strettamente legati alla committenza, come il tema dell'incarnazione del dio Pan, portatore di pace, nella stessa famiglia Medici, come decantavano i poeti di corte.

### Architettura

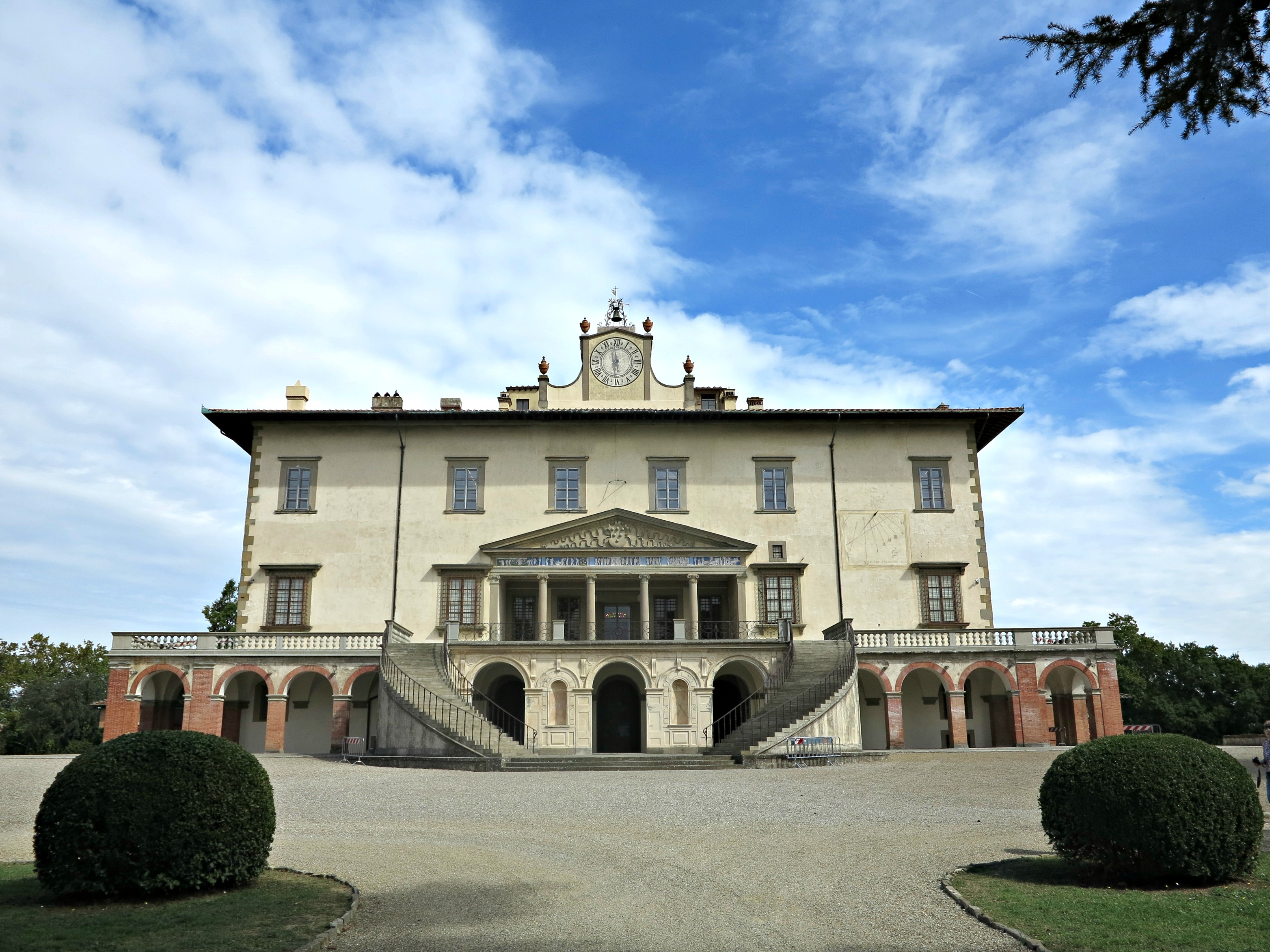
Villa di Poggio a Caiano.

Tra le più importanti realizzazioni architettoniche volute da Lorenzo ci fu la villa di Poggio a Caiano, un'opera privata quindi, commissionata verso il 1480 a Giuliano da Sangallo. In essa il piano nobile si sviluppa con terrazze su tutti i lati a partire da un basamento circondato da una loggia ad arcate continua. Il volume è a base quadrata, su due piani, con un grande salone centrale, di altezza pari a due piani, voltato a botte al posto del tradizionale cortile. Per garantire l'illuminazione al salone i fianchi sono movimentati da una rientranza su ciascuno, che dà alla pianta del primo piano la forma di un'"H" rovesciata. La copertura è un semplice tetto a falde sporgenti, senza cornicione. Originale è in facciata la presenza di un timpano di tempio ionico che dà accesso a una loggetta-vestivolo coperta da volta a botte con lacunari. All'interno le stanze sono disposte simmetricamente attorno al salone, differenziate a seconda della funzione.
Invece di chiudersi su sé stessa nel cortile, la villa è aperta verso il giardino circostante, grazie anche all'intelligente filtro del loggiato, che media gradualmente tra interno ed esterno. Questa caratteristica, assieme al recupero consapevole di tecniche antiche (come la volta a botte) ed all'applicazione di elementi del tempio classico, fece della villa di Poggio a Caiano un vero e proprio modello per la successiva architettura privata delle ville, con sviluppi importanti che ebbero in seguito luogo soprattutto a Roma e nel Veneto.

### I protagonisti

#### Antonio del Pollaiolo

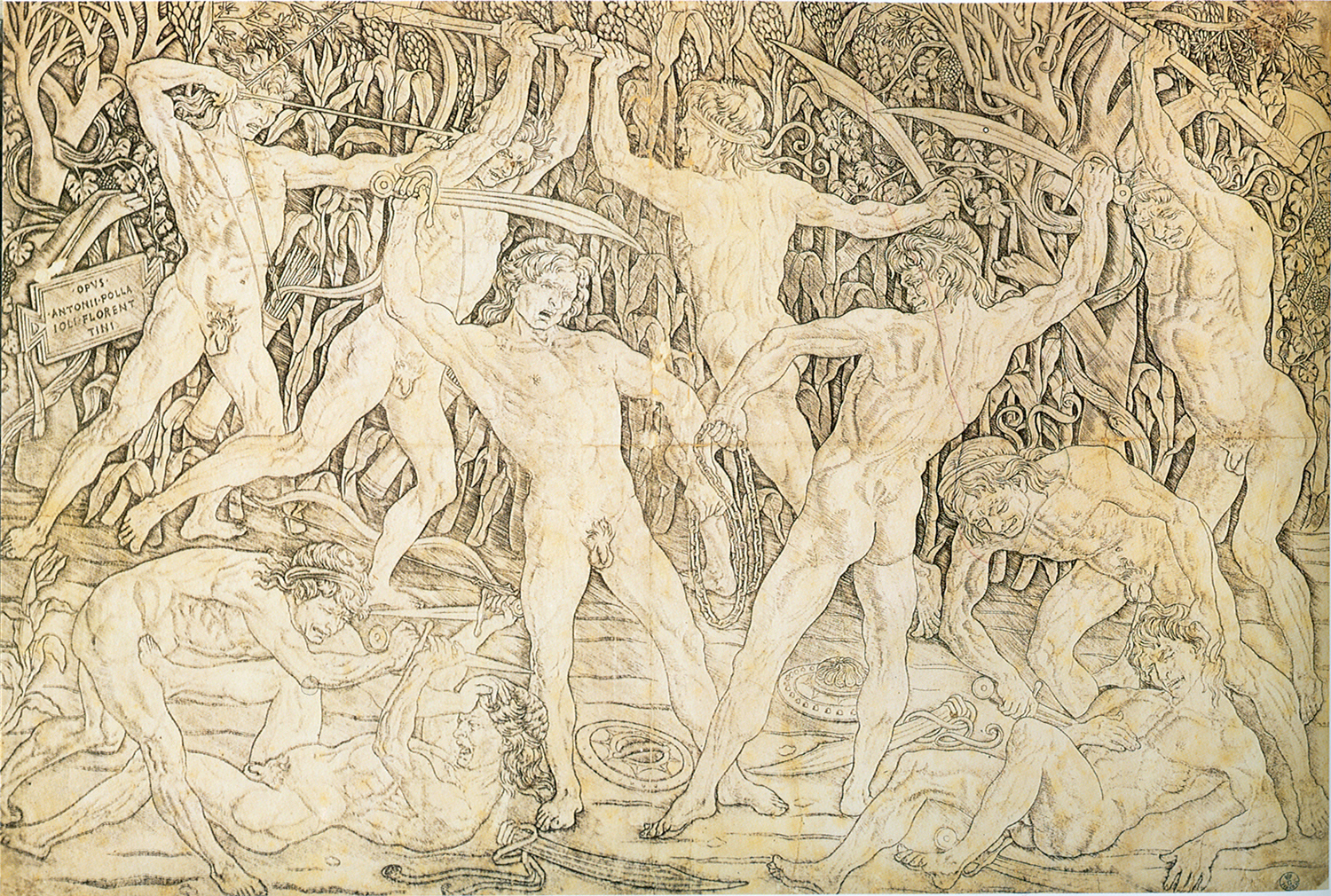
Antonio del Pollaiolo, Battaglia di ignudi (1471-1472).

Le botteghe più prestigiose di Firenze in questo lasso di tempo sono quelle di Verrocchio e dei fratelli del Pollaiolo, Antonio e Piero. In quest'ultima emerge l'attività di Antonio, che spicca tanto nella scultura che nella pittura che nelle arti grafiche. Per Lorenzo de' Medici realizzò ad esempio il bronzetto di tema classico di Ercole e Anteo (1475 circa), dove il motivo mitologico è rappresentato con un gioco di linee spezzate che si incastrano l'una con l'altra, generando tensioni di inaudita violenza. Nelle sue opere le ricerche sull'anatomia umana e sulla resa del movimento si infittiscono e giungono a un'elaborazione nitida anche dei minimi dettagli.
La sua caratteristica principale fu la linea di contorno forte e vibrante, che dà alle figure un aspetto di guizzante tensione di movimento che sembra poter scoppiare da un momento all'altro. Ciò si vede bene nella tavoletta dell'Ercole e Anteo degli Uffizi (1475 circa), nella Danza di nudi di Villa La Gallina (ricca di citazioni classiche) o nella fitta Battaglia di ignudi (1471-1472).
I fratelli del Pollaiolo furono i primi ad usare un'imprimitura oleosa sia nella preparazione dei supporti lignei che nella stesura dei colori, raggiungendo così risultati di brillantezza e levigatezza che ricordavano le opere fiamminghe.

#### Andrea del Verrocchio
Anche Andrea del Verrocchio fu un artista versatile, abile nel disegno e la pittura quanto nella scultura e nell'oreficeria, con un gusto spiccatamente incline al naturalismo e alla ricchezza dell'ornato. Nel corso degli anni settanta del secolo l'artista arrivò a forme di grande eleganza a cui impresse una crescente monumentalità, come nel David, un tema dei precedenti illustri, che venne risolto secondo canoni "cortesi", con l'effigie di un giovane sfuggente e spavaldo, in cui si legge un'inedita attenzione alle sottigliezze psicologiche. L'opera, che sollecita molteplici punti di vista, è caratterizzata da un modellato dolce e da un soffuso psicologismo che influenzò il giovane Leonardo da Vinci, allievo proprio alla bottega di Verrocchio.
La bottega polivalente di Verrocchio divenne infatti una delle più richieste durante gli anni settanta, nonché la più importante fucina di nuovi talenti: da essa uscirono, oltre al celeberrimo caso di Leonardo, Sandro Botticelli, Perugino, Lorenzo di Credi e Domenico Ghirlandaio.

#### Sandro Botticelli, formazione e maturità

Botticelli, Nascita di Venere (1485 circa).

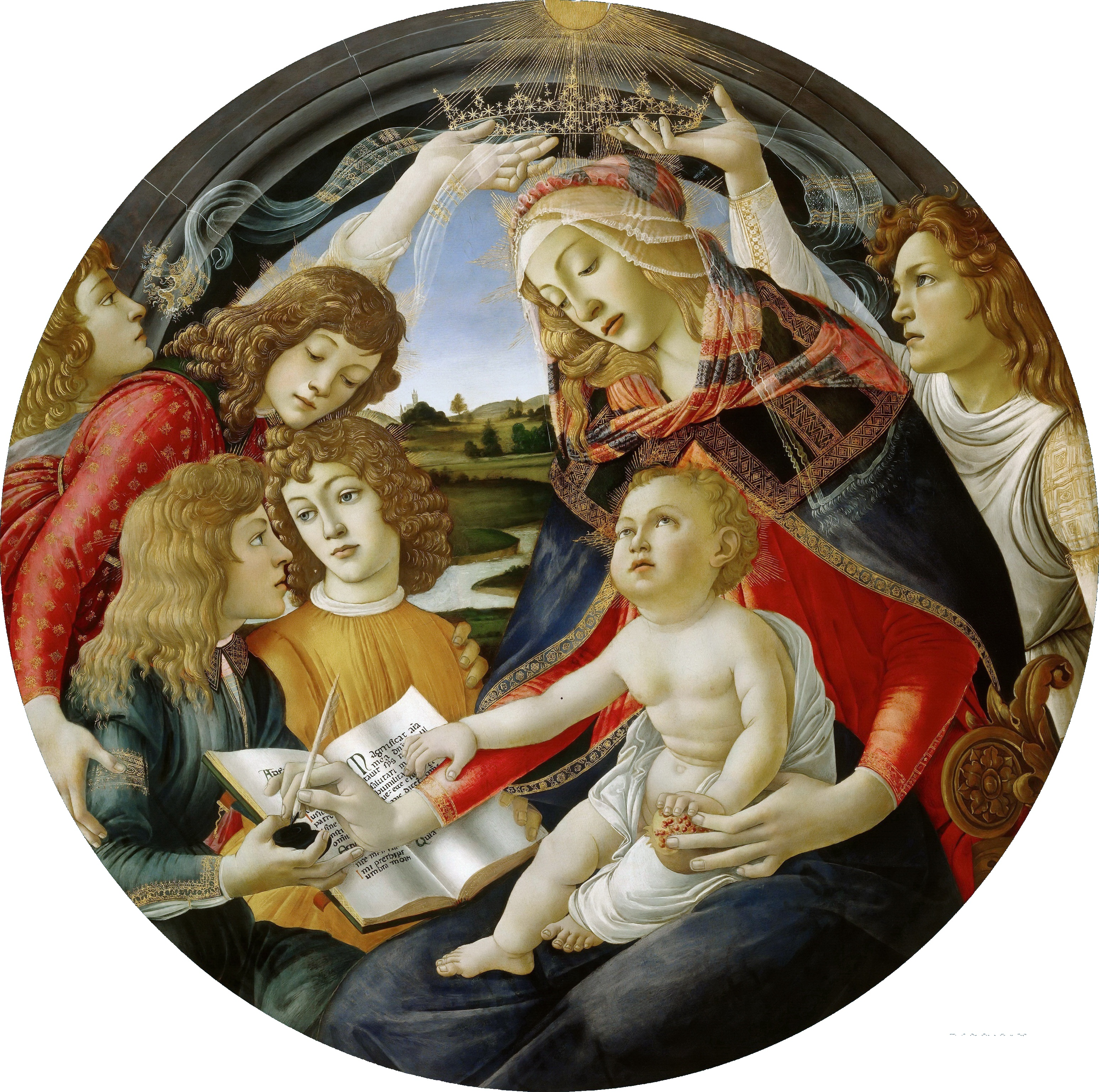
Botticelli, Madonna del Magnificat (1483-1485 circa).

Sandro Botticelli fu forse l'artista maggiormente legato alla corte medicea e al suo ideale di armonia e bellezza. Già nella sua prima opera datata, la Fortezza (1470), mostra un uso raffinato del colore e del chiaroscuro derivato dalla lezione di Filippo Lippi, suo primo maestro, animato però da una solidità e una monumentalità più forti, alla Verrocchio, con una tensione lineare appresa da Antonio del Pollaiolo. Lo stile risultante è personalissimo, con la figura ad esempio che sembra disposta in superficie, piuttosto che seduta sul trono scorciato, animata da un gioco di linee che quasi ne smaterializzano la fisicità. Caratteristica fondamentale dell'arte botticelliana fu infatti il disegno e l'evidenza accordata alla linea di contorno.
Le ricerche di Botticelli lo portarono a elaborare uno stile incisivo e "virile", con un progressivo distacco dal dato naturale. Ad esempio nella Madonna del Magnificat, del 1483-1485, si assiste a un vero e proprio esperimento ottico, con le figure che appaiono come riflesse in uno specchio convesso, con la proporzioni maggiori di quelle al centro, allontanandosi dalla spazialità geometrica e razionale del primo Quattrocento.
La Primavera (1478 circa) fu forse la sua opera più famosa, perfettamente aderente agli ideali laurenziani, dove il mito rispecchia verità morali e lo stile moderno ma ispirato dall'antico. La spazialità è appena allusa con una platea davanti a un boschetto ombroso, dove si dispongono a semicerchio nove figure, da leggere da destra verso sinistra. Il perno è la Venere al centro, con due gruppi bilanciatamente simmetrici ai lati, con ritmi e pause che ricordano un ondeggiamento musicale. Motivo dominante è la cadenza lineare, legata all'attenzione per il dato materico (ad esempio nei finissimi veli delle Grazie), per i volumi morbidi e per la ricerca di un tipo di bellezza ideale e totalizzante.
Analoghe considerazioni sono valide anche per la celeberrima Nascita di Venere (1485 circa), forse facente un pendant con la Primavera, caratterizzata da un'impostazione arcaizzante, con i colori opachi della tempera grassa, una spazialità pressoché inesistente, un chiaroscuro attenuato in favore del massimo risalto alla continuità lineare, che determina il senso di movimento delle figure. Si tratta dei primi elementi di una crisi che si manifestò a Firenze in tutta la sua forza dopo la morte del Magnifico e con l'instaurarsi della repubblica savonaroliana. Fu però una svolta graduale e preannunciata, anche in altri artisti, come Filippino Lippi.

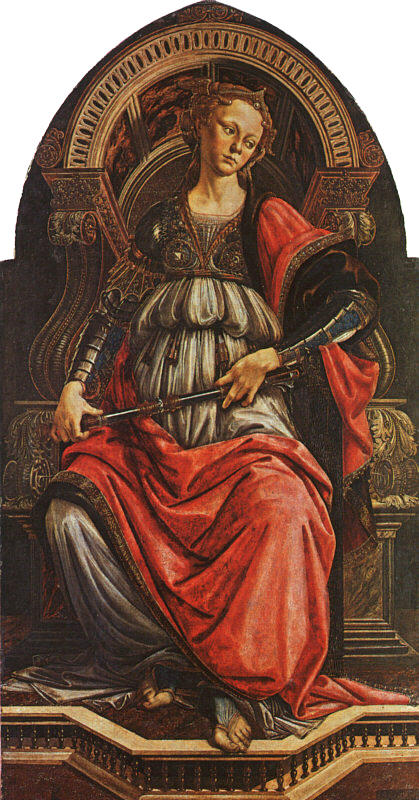
Botticelli, Fortezza (1470).
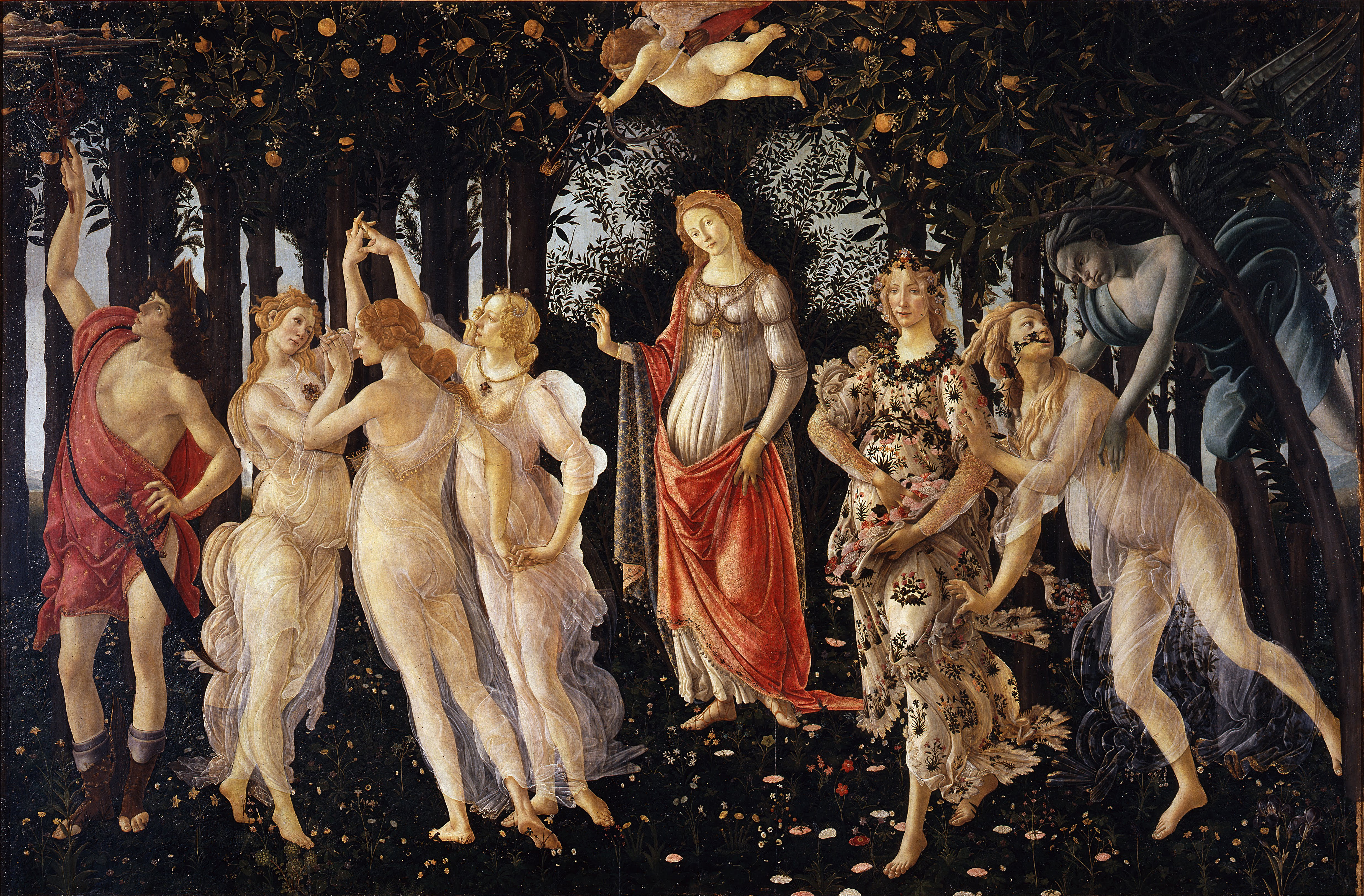
Botticelli, Primavera (1478 circa).

#### Il giovane Leonardo

Leonardo, Ritratto di Ginevra de' Benci (1475 circa).

Verso il 1469 entrò nella bottega di Verrocchio come apprendista il giovane Leonardo da Vinci. Il promettente allievo a partire dagli anni settanta del Quattrocento ricevette una serie di commissioni indipendenti, che mostrano una sua adesione allo stile "finito" del maestro, con una resa dei particolari minuziosa, una stesura pittorica morbida e un'apertura agli influssi fiamminghi: ne sono esempio l'Annunciazione (1472-1475 circa) e la Madonna del Garofano (1475-1480). In quest'ultima in particolare si nota già con evidenza una veloce maturazione dello stile dell'artista, indirizzato a una maggiore fusione tra i vari elementi dell'immagine, con trapassi luminosi e di chiaroscuro più sensibili e fluidi; la Vergine infatti emerge da una stanza in penombra contrastando con un lontano e fantastico paesaggio che appare da due bifore sullo sfondo.
La rapida maturazione dello stile di Leonardo lo mette in un confronto sempre più serrato col suo maestro, tanto che in passato erano state attribuite al giovane Leonardo anche una serie di sculture di Verrocchio. Ne è un esempio la Dama col mazzolino di Verrocchio (1475-1480), in cui la morbida resa del marmo sembra evocare gli effetti di avvolgimento atmosferico di opere pittoriche di Leonardo come il Ritratto di Ginevra de' Benci (1475 circa). I punti di contatto tra queste due opere si estendevano anche a livello iconografico, se si considera che la tavola leonardiana era originariamente più grande, con la presenza delle mani nella parte inferiore delle quali resta forse uno studio su carta nelle collezioni reali del Castello di Windsor.
Il Battesimo di Cristo (1475-1478), opera collaborativa tra i due, segna il punto di contatto più vicina tra i due artisti. Nel 1482 però l'esperienza fiorentina di Leonardo si chiude bruscamente quando, dopo aver avviato un'Adorazione dei Magi, prese le distanze dal gruppo dominante degli artisti chiamati alla Cappella Sistina, trasferendosi a Milano.

#### Domenico Ghirlandaio

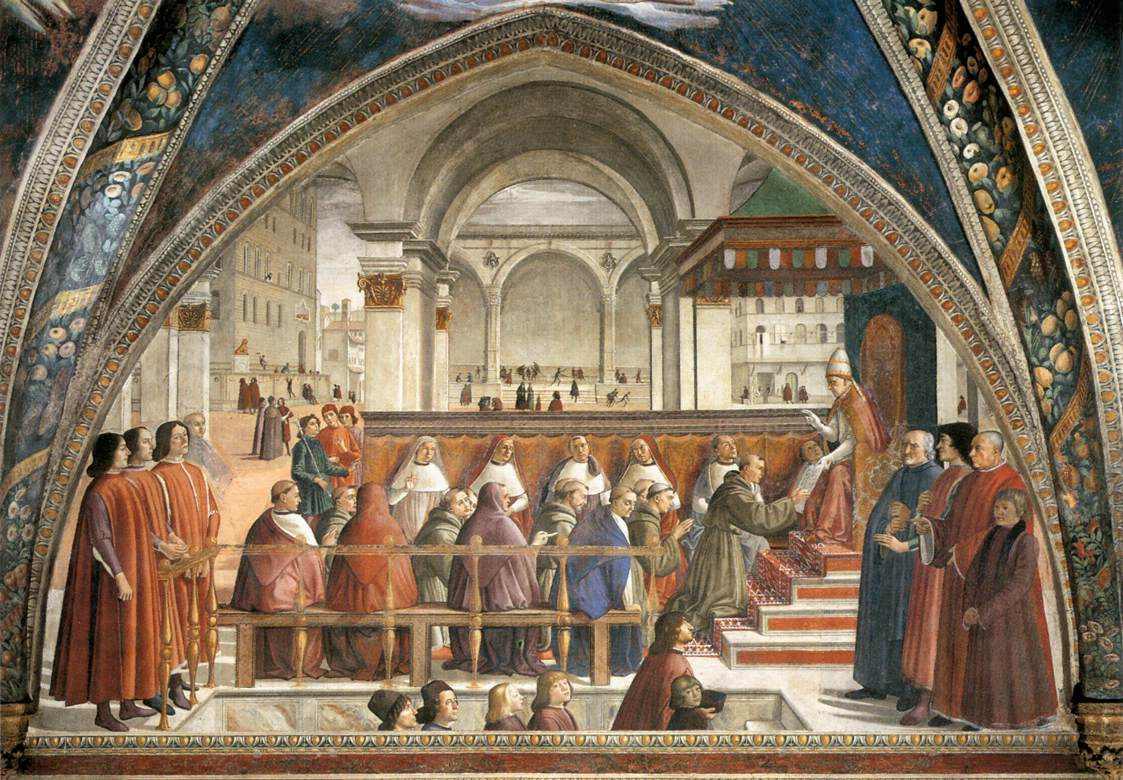
Domenico Ghirlandaio, Conferma della Regola francescana, Cappella Sassetti (1482-1485).

Domenico Ghirlandaio fu con Sandro Botticelli, Cosimo Rosselli e il fiorentino d'adozione Pietro Perugino, tra i protagonisti della missione di "ambasceria artistica" promossa da Lorenzo il Magnifico per riappacificarsi con papa Sisto IV, venendo inviato a Roma per decorare l'ambizioso progetto papale di una nuova cappella pontificia, la Sistina.
Ghirlandaio si era formato, al pari di altri colleghi, nella bottega del Verrocchio, dal quale aveva maturato l'interesse per l'arte fiamminga, che rimase una delle costanti del suo operare. A questa componente aggiunse, fin dalle prime opere, un senso per composizioni serene e bilanciate, maturato dalla tradizione fiorentina, e una notevole capacità disegnativa che si manifestò soprattutto nella creazione di ritratti dalla penetrante individuazione fisionomica e psicologica. Di ritorno da Roma arricchì il proprio repertorio con la riproduzione, sontuosa e di ampio respiro, di monumenti antichi. Tutte queste caratteristiche, unite alla capacità di organizzare, con l'aiuto dei fratelli, una bottega rapida ed efficiente, ne fecero a partire dagli anni ottanta il principale punto di riferimento nella committenza dell'alta borghesia fiorentina. Dal 1482 lavorò alle Storie di san Francesco nella Cappella Sassetti di Santa Trinita, dal 1485 all'enorme Cappella Tornabuoni in Santa Maria Novella.
Il suo talento di narratore, la chiarezza e la piacevolezza del suo linguaggio, la capacità di alternare un tono intimo e raccolto nelle scene domestiche e uno solenne e altisonante nelle scene affollate, furono alla base del suo successo. Non mancano le citazioni colte nelle sue opere, ma il suo pubblico non era in generale quello dei circoli intellettuali neoplatonici, ma la classe alto-borghese, abituata ai traffici commerciali e bancari più che alla letteratura e la filosofia antica, desiderosa vedersi ritratta come compartecipe nelle storie sacra e poco incline alle frivolezze e alle inquietudini che animavano invece altri pittori come Botticelli e Filippino Lippi.

## La crisi savonaroliana

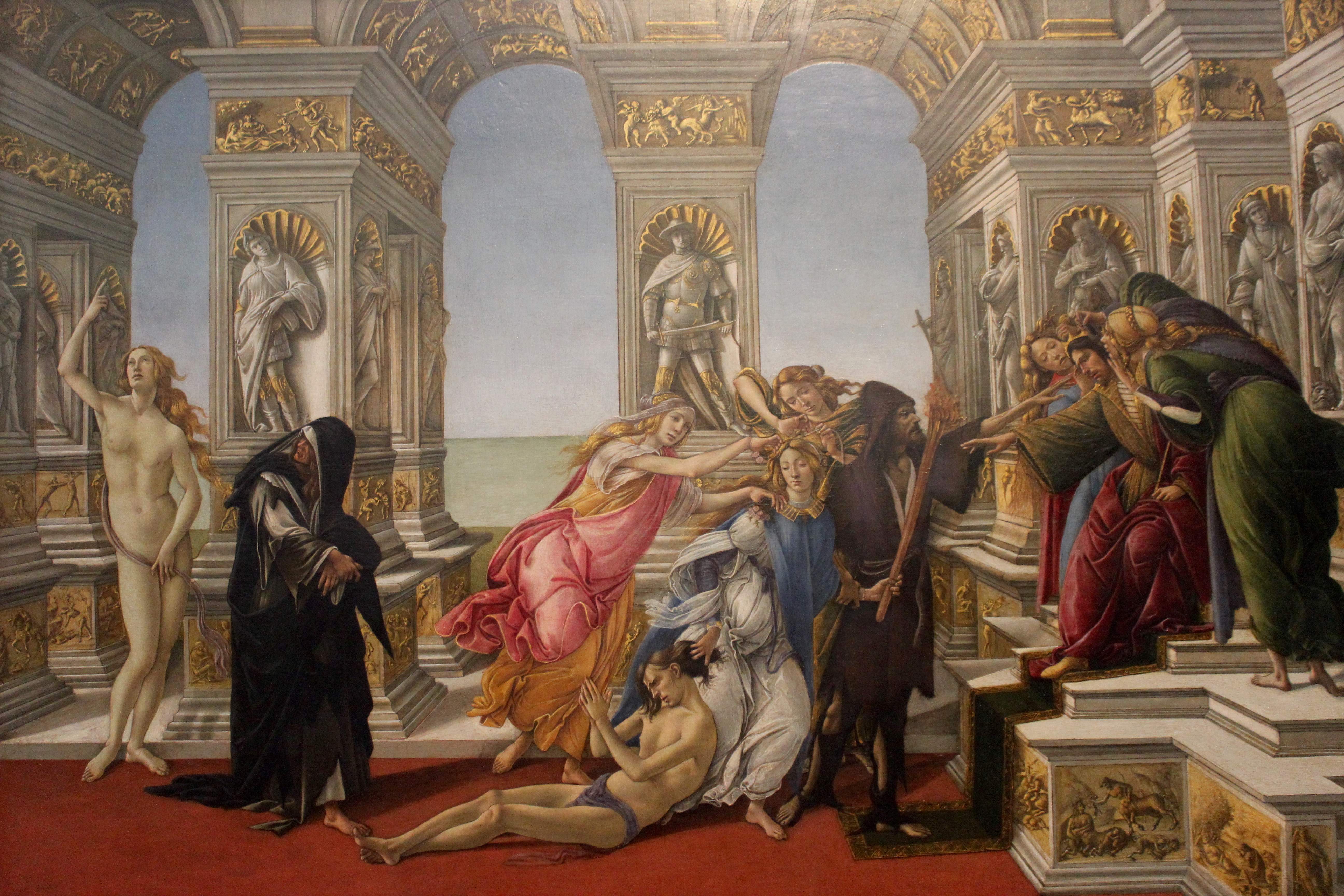
Botticelli, Calunnia (1496).

Con la discesa di Carlo VIII di Francia in Italia nel 1494, gli equilibri che reggevano il fragile sistema diplomatico e politico delle signorie italiane si infranse, portando una prima ondata di instabilità, paura ed incertezza che sarebbe poi continuata nelle lotte tra Francia e Spagna per il dominio della penisola. A Firenze una sommossa cacciò Piero de' Medici, figlio di Lorenzo, instaurando una nuova repubblica guidata spiritualmente dal predicatore Girolamo Savonarola. Dal 1496 il frate condannò apertamente le dottrine neoplatoniche e umanistiche, esortando a una riforma rigorosa dei costumi in senso ascetico. Venne deprecata l'esaltazione dell'uomo e della bellezza, nonché ogni manifestazione di produzione e di collezionismo dell'arte profana, culminando nei tristi falò delle vanità.
L'esecuzione del frate al rogo (23 maggio 1498), per le accuse di eresia mosse dal suo nemico papa Alessandro VI, accrebbero in città il senso di smarrimento e di tragedia incombente, minando per sempre quel sistema di certezze che erano state il principale presupposto dell'arte del primo Rinascimento. I tragici avvenimenti ebbero infatti una duratura eco nella produzione artistica, sia per le nuove richieste della committenza "piagnona", cioè seguace di Savonarola, sia per la crisi religiosa e i ripensamenti innescati nelle più sensibili personalità artistiche, tra cui in particolare Botticelli, Fra Bartolomeo e Michelangelo Buonarroti.

### Il tardo Botticelli

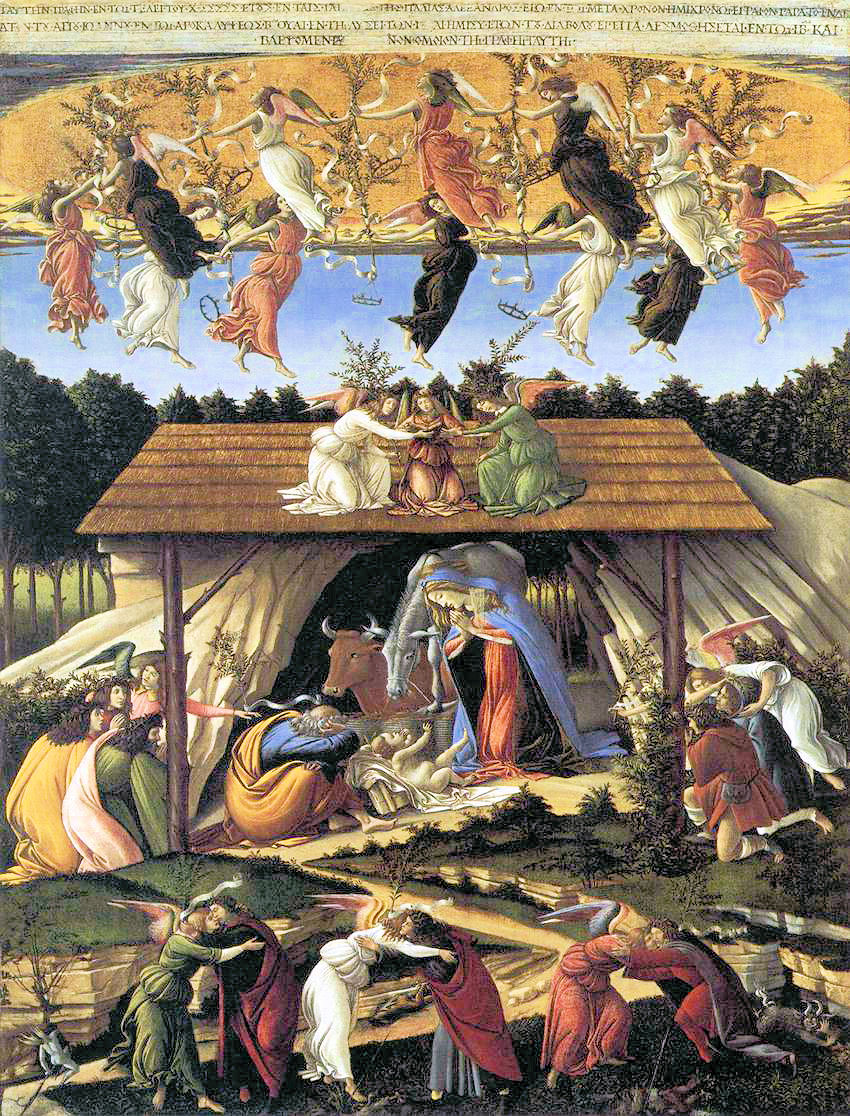
Botticelli, Natività mistica (1501).

Le ultime opere di Sandro Botticelli sono tutte accese da un fervore religioso e da un ripensamento sui principi che avevano guidato la sua attività precedente, arrivando in alcuni casi a un'involuzione e un ripiegamento verso i modi del primo Quattrocento, mettendo a nudo l'ormai drammatica inadeguatezza dei sistemi figurativi tradizionali.
La svolta si percepisce chiaramente ad esempio in un'opera allegorica come la Calunnia (1496). L'opera intende ricreare un dipinto perduto del pittore greco Apelle, descritto da Luciano di Samosata, con cui il pittore si era difeso da un'accusa ingiusta. Entro una loggia monumentale un cattivo giudice è seduto sul trono, consigliato da Ignoranza e Sospetto; davanti a lui sta il Livore (cioè il "rancore"), lo straccione, che tiene per il braccio la Calunnia, donna molto bella e che si fa acconciare i capelli da Insidia e Frode. Essa trascina a terra il Calunniato impotente e con l'altra mano impugna una fiaccola che non fa luce, simbolo della falsa conoscenza. La vecchia sulla sinistra è il Rimorso e l'ultima figura di donna è la Nuda Veritas, con lo sguardo rivolto al cielo, come a indicare l'unica vera fonte di giustizia. La fitta decorazione delle membrature architettoniche e la concitazione dei personaggi accentuano il senso drammatico dell'immagine.
Il tutto sembra voler ricreare una sorta di "tribunale" della storia, in cui la vera accusa sembra essere rivolta proprio al mondo antico, dal quale si constata amaramente l'assenza della giustizia, uno dei valori fondamentali della vita civile.
Esempi della regressione stilistica sono la Pala di San Marco (1488-1490), dove ritorna un arcaizzante fondo oro, oppure la Natività mistica (1501), dove le distanze spaziali si confondono, le proporzioni sono dettate da gerarchie di importanza e le pose sono spesso accentuatamente espressive fino a risultare innaturali.

### Filippino Lippi

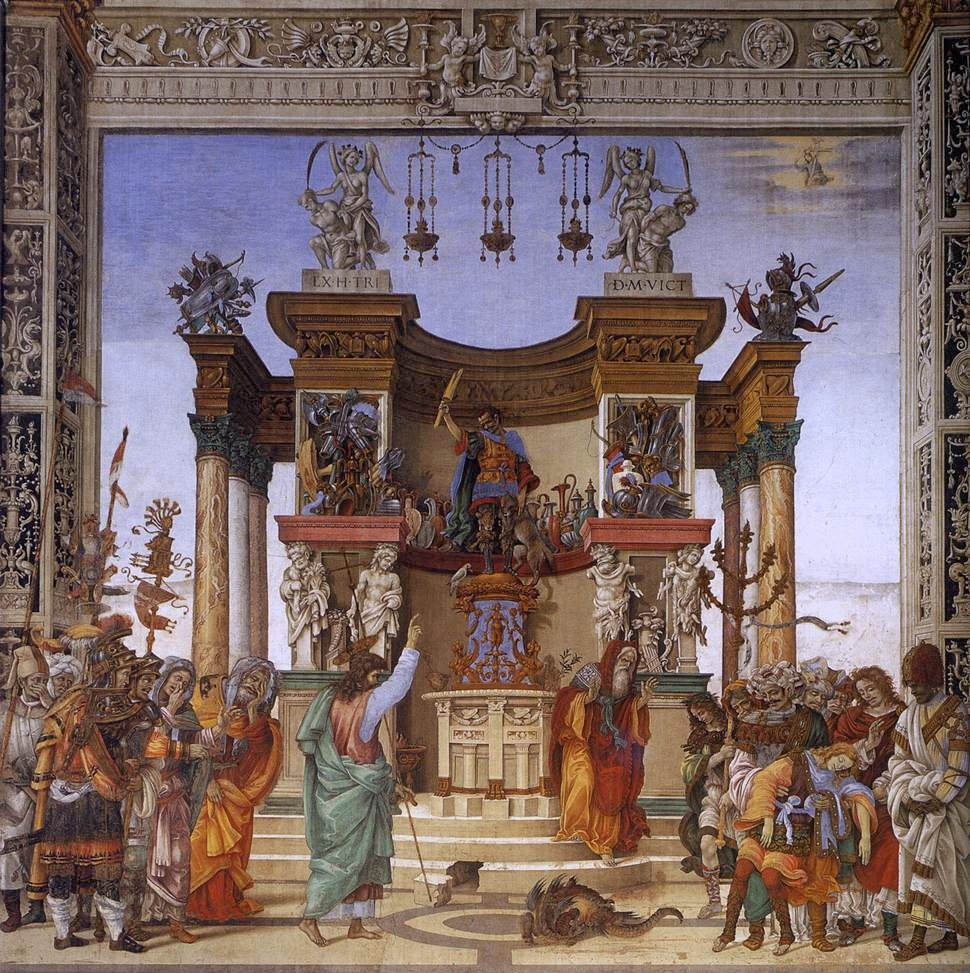
Filippino Lippi, San Filippo scaccia il dragone dal tempio di Hierapolis, dalla Cappella di Filippo Strozzi in Santa Maria Novella (1487-1502).

Filippino Lippi, figlio di Filippo, fu tra i primi artisti a manifestare nel proprio stile un senso di inquietudine. Presente probabilmente alla Sistina accanto a Botticelli, arricchì durante il soggiorno romano il suo repertorio di citazioni di gusto archeologico, ispirate cioè a una volontà di rievocazione precisa del mondo antico.
Appassionato inventore di soluzioni capricciose e originali, con un gusto per la ricca ornamentazione "animata", misteriosa, fantastica e per certi versi da incubo, riversò tutta la sua capacità in alcune tavole in cui si notano le primissime tendenze dell'arte fiorentina verso la deformazione delle figure e l'antinaturalismo (come nell'Apparizione della Vergine a san Bernardo del 1485 circa) e in alcuni cicli affrescati. Tra questi ultimi spiccano la cappella Carafa a Roma e, soprattutto, la cappella di Filippo Strozzi a Firenze, in cui tutte le sue caratteristiche più originali trovarono piena espressione. Ne è un esempio la scena di San Filippo scaccia il dragone da Hierapolis, in cui un altare pagano è così sovraccarico di decorazioni da sembrare un tempio e la statua della divinità di Marte ha un baluginio diabolico e minaccioso nel volto, come se fosse vivo e stesse per schiantare un fulmine contro il santo.

### Il giovane Michelangelo

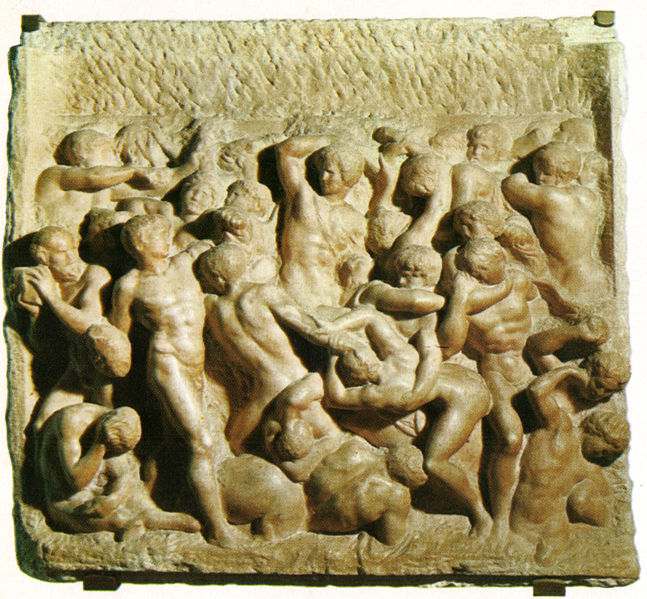
Michelangelo, Battaglia dei centauri (1492 circa)

Già apprendista nella bottega del Ghirlandaio, il giovanissimo Michelangelo Buonarroti aveva mosso i primi passi copiando alcuni maestri alla base del Rinascimento toscano, quali il Giotto della Cappella Peruzzi o il Masaccio della Brancacci. Già in queste prime prove si nota una straordinaria capacità di assimilazione degli elementi stilistici fondamentali dei maestri, con un'insistenza sugli aspetti plastici e monumentali. Entrato sotto la protezione di Lorenzo il Magnifico, studiò i modelli classici messi a disposizione dal Medici nel giardino di San Marco, dove l'artista fu presto consapevole dell'indissolubile unità tra le immagini dei miti e le passioni che le hanno animate, rendendosi presto in grado di far rivivere lo stile classico senza esserne un interprete passivo che copia un repertorio. In questo senso sono da intendere la Battaglia dei centauri (1492 circa), dove il movimento vorticoso e il forte chiaroscuro richiamano i sarcofagi romani e i rilievi di Giovanni Pisano, e il perduto Cupido dormiente, spacciato per opera classica che ingannò a Roma il cardinale Riario, che passata l'arrabbiatura dopo la scoperta della truffa, volle incontrare il promettente artefice dandogli l'occasione di recarsi a Roma, dove produsse i suoi primi capolavori.
Ma accanto a queste opere animate e vigorose, Michelangelo dimostrò anche di saper adottare linguaggi diversi, come nella Madonna della Scala (1490-1492), di tono più raccolto. Ispirata allo stiacciato donatelliano, mostra, oltre a un certo virtuosismo, la capacità di trasmettere un senso di energia bloccata, dato dall'insolita posizione della Vergine e del Bambino che sembrano cercare di dare le spalle allo spettatore.
Negli anni successivi, colpito dalla predicazione savonaroliana, abbandonò per sempre i soggetti profani e caricò spesso le sue opere di profondi significati psicologici e morali.

## L'età dei "geni"

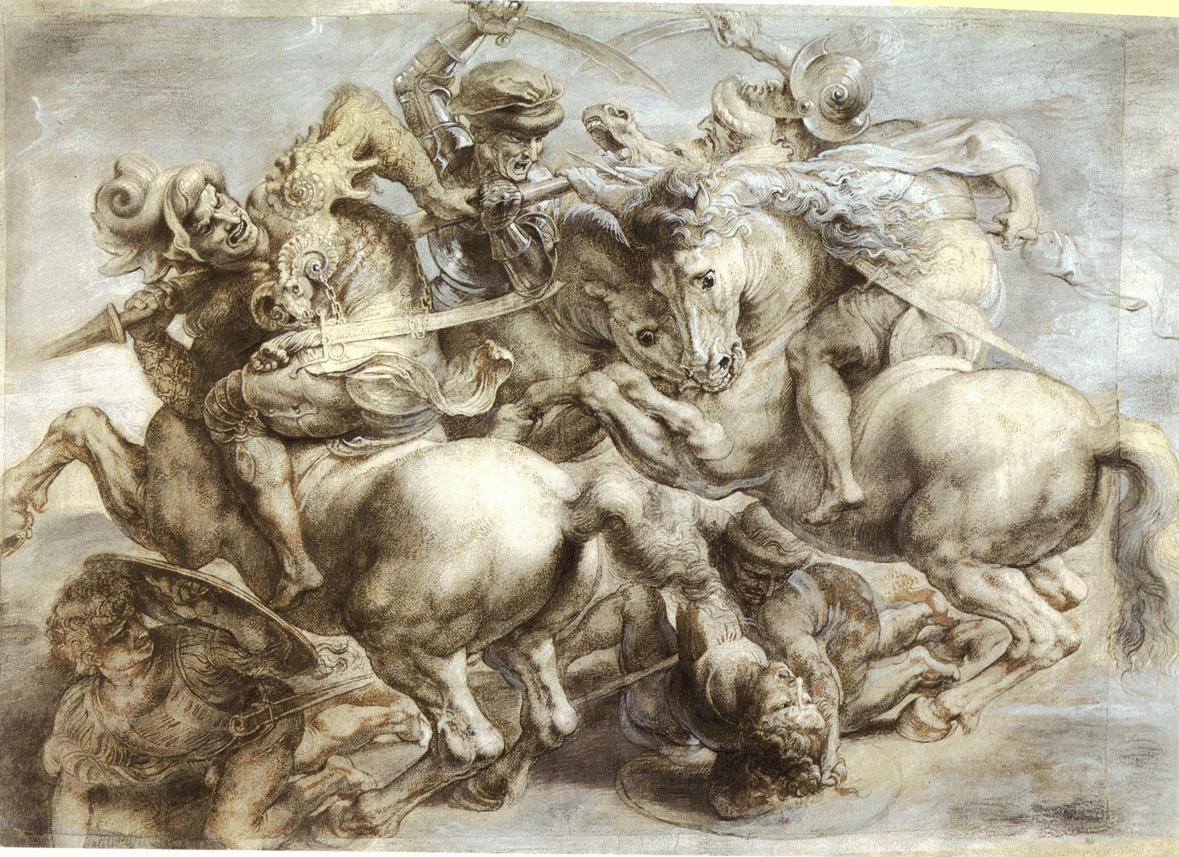
Rubens, copia della Battaglia di Anghiari di Leonardo.

La celebre Gioconda, oggi al Louvre di Parigi.

L'ultima stagione della Repubblica fiorentina, quella del gonfalonierato a vita di Pier Soderini, sebbene non memorabile dal punto di vista politico, segnò un singolare primato in campo artistico, favorendo la ripresa delle committenze pubbliche e private. Grandi artisti venivano richiamati in città con lo scopo di accrescere il prestigio della nuova repubblica, generando un rapido e consistente rinnovo artistico. Protagonisti di questa scena furono Leonardo e Michelangelo, rientrati in città dopo soggiorni più o meno lunghi in altri centri, ai quali si aggiunse più tardi anche il giovane Raffaello, richiamato in città proprio per la curiosità di assistere alle novità in atto.

### Ritorno e partenza di Leonardo
Leonardo tornò a Firenze prima dell'agosto 1500, dopo la caduta di Ludovico il Moro. Qualche mese dopo espose alla Santissima Annunziata un cartone con la Sant'Annadi cui fornì poi una vivace descrizione del Vasari:
(Giorgio Vasari, Le vite de' più eccellenti pittori, scultori e architettori (1568), Vita di Lionardo da Vinci.)
Pare ormai assodato che l'opera non sia il Cartone di sant'Anna oggi a Londra, che è invece un'opera dipinta forse per Luigi XII poco dopo, entro il 1505, e proveniente dalla casa milanese dei conti Arconati; piuttosto dal cartone fiorentino dovette derivare la Sant'Anna, la Vergine e il Bambino con l'agnellino del Louvre, completata comunque molti anni dopo. Le due opere sono comunque vicine all'opera fiorentina. In quella di Londra in particolare le figure sono serrate in un unico blocco e articolate in un ricco intreccio di gesti e sguardi, con un andamento fluido dei panneggi; vicinissime al primo piano, le figure sono monumentali e grandiose, come nel Cenacolo, mentre lo sfumato genera un delicato equilibrio nell'alternanza di ombre e luce. Forte è la componente emozionale, soprattutto nel punto focale dello sguardo di sant'Anna rivolto alla Vergine. L'opera di Parigi invece è più sciolta e naturale, con attitudini aggraziate e con un profondo paesaggio di rocce, che lo sfumato lega alle figure. In ogni caso la lezione di Leonardo ebbe un forte impatto sugli artisti locali, rivelando un nuovo universo formale che apriva nuovi territori inesplorati nel campo della rappresentazione artistica.
Nel 1503 a Leonardo, poco prima che a Michelangelo, venne affidato l'incarico di decorare ad affresco una parte delle grandi pareti del Salone dei Cinquecento in Palazzo Vecchio. All'artista di Vinci venne richiesta una rappresentazione della Battaglia di Anghiari, un fatto d'arme vittorioso per la Repubblica, destinato a fare pendant con la Battaglia di Cascina di Michelangelo.
Leonardo in particolare studiò una nuova tecnica che lo sollevasse dai tempi brevi dell'affresco, recuperando dalla Historia naturalis di Plinio il Vecchio l'encausto. Come per l'Ultima Cena anche questa scelta si rivelò drammaticamente inadatta quando era ormai troppo tardi. La vastità del dipinto non permise infatti di raggiungere coi fuochi una temperatura sufficiente a far essiccare i colori, che colarono sull'intonaco, tendendo ovvero ad affievolirsi, se non a scomparire del tutto. Nel dicembre 1503 l'artista interruppe così il trasferimento del dipinto dal cartone alla parete, frustrato da un nuovo insuccesso.
Tra le migliori copie tratte dal cartone di Leonardo, tutte parziali, c'è quella di Rubens, oggi al Louvre. Perduto anche il cartone, le ultime tracce dell'opera furono probabilmente coperte nel 1557 dagli affreschi del Vasari. Dai disegni autografie dalle copie si può tuttavia valutare quanto la rappresentazione si discostasse dalle precedenti rappresentazioni di battaglie, organizzata come un vortice travolgente con un'inedita ricchezza di moti e attitudini legati allo sconvolgimento della "pazzia bestialissima" della guerra, come la chiamava l'artista.
A quegli stessi anni risale il ritratto universalmente noto come la Gioconda, probabilmente un ritratto di Lisa Gherardini maritata del Giocondo. Opera culmine del percorso di Leonardo è caratterizzata ormai da trapassi luminosi sottilissimi, da un completo avvolgimento atmosferico, con un forte senso inquietante e misterioso che ne ha fatto, nei secoli, l'icona più mitizzata della pittura occidentale. Nel 1508 l'artista ripartiva per Milano e poi per la Francia.

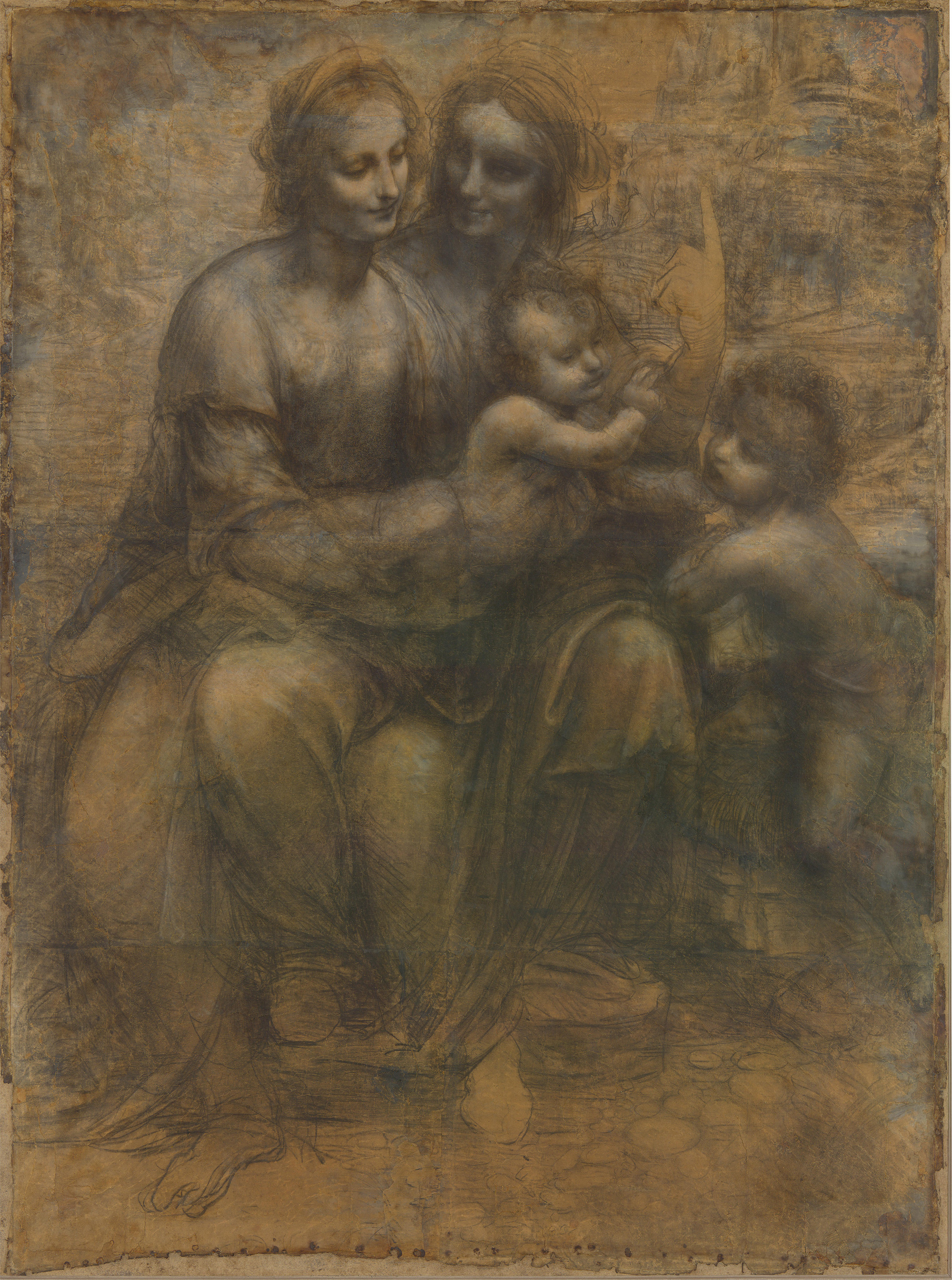
Il Cartone di sant'Anna.
Sant'Anna, la Vergine e il Bambino con l'agnellino.
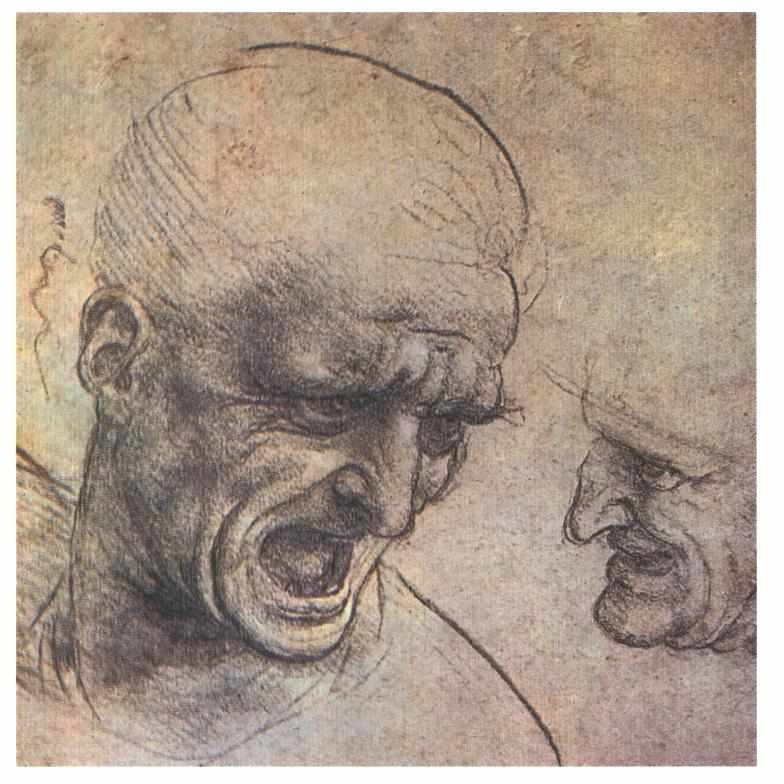
Studio di volti per la Battaglia di Anghiari.

### Rientro di Michelangelo

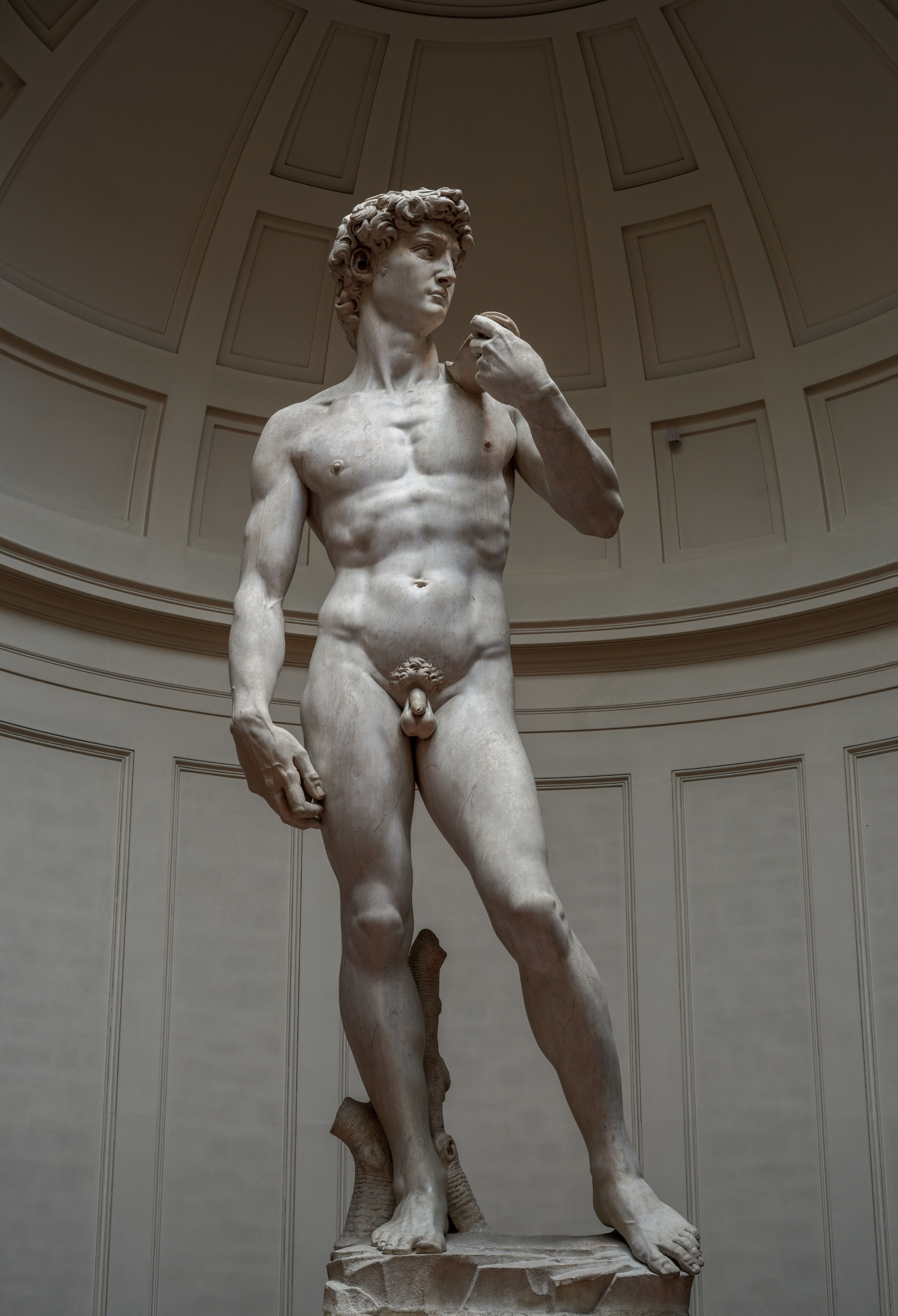
Il David di Michelangelo.

Dopo aver vissuto quattro anni a Roma, nella primavera del 1501 anche Michelangelo tornava a Firenze. Presto i consoli dell'Arte della Lana e gli Operai del Duomo gli affidarono un enorme blocco di marmo per scolpire un David, una sfida esaltante alla quale l'artista lavorò alacremente per tutto il 1503, procedendo alle rifiniture all'inizio dell'anno successivo. Il "colosso", come veniva chiamato all'epoca, fu un trionfo di ostentato virtuosismo anatomico, allontanandosi con forza dall'iconografia tradizionale dell'eroe biblico in senso atletico, con un giovane nel pieno delle forze che si appresta alla battaglia, piuttosto che come un adolescente trasognato e già vincitore. Le membra del David sono tutte in tensione e il volto è concentrato, manifestando quindi la massima concentrazione sia fisica che psicologica. La nudità, la bellezza, il senso di dominio delle passioni per battere il nemico ne fecero presto un simbolo delle virtù della Repubblica, nonché l'incarnazione perfetta dell'ideale fisico e morale dell'uomo del Rinascimento: non a caso l'originaria destinazione sui contrafforti del Duomo venne presto mutata, piazzandola davanti al Palazzo dei Priori.
L'opera sviluppò un forte entusiasmo, che consacrò la fama dell'artista e gli garantì un numero cospicuo di commissioni, tra cui una serie di apostoli per il Duomo (sbozzò solo un San Matteo), una Madonna per una famiglia di mercanti di Bruges e una serie di tondi, scolpiti o dipinti. La sua repentina partenza per Roma nel marzo 1505 lasciò molti di questi progetti incompiuti.
Si nota comunque come anche Michelangelo venne influenzato dal cartone della Sant'Anna di Leonardo, riprendendo il tema anche in alcuni disegni, come uno all'Ashmolean Museum, in cui però moto circolare del gruppo è bloccato da effetti chiaroscurali più profondi, quasi scultorei. Nella Madonna di Bruges si assiste al contrasto tra la fredda compostezza di Maria e il dinamismo del Bambino, che tende a proiettarsi verso lo spettatore, caricandosi anche di significati simbolici. Le loro figure sono inscrivibili entro un'ellissi, di grande purezza e apparente semplicità, che ne esalta la monumentalità pur nelle dimensioni contenute.
Difficile è stabilire in che misura il non finito di alcuni tondi, come il Tondo Pitti e il Tondo Taddei, sia legato alla volontà di emulare lo sfumato atmosferico leonardesco. Una netta reazione a tali suggestioni è dopotutto testimoniata dal Tondo Doni, dipinto, probabilmente, per le nozze di Agnolo Doni con Maddalena Strozzi. Le figure dei protagonisti, la sacra famiglia, sono concatenate in un moto a spirale, con una modellazione dei piani di luce e ombra nettamente distinti, con un'esaltazione del nitore tagliente dei profili e dell'intensità dei colori.
Dal 1504 Michelangelo lavorò anche a un'altra importante commissione pubblica, la decorazione ad affresco del salone dei Cinquecento con una Battaglia di Cascina, da affiancarsi all'opera avviata da Leonardo. L'artista fece in tempo solo a preparare un cartone, che, fortemente ammirato e studiatissimo, finì per restare vittima della sua fama, venendo prima saccheggiato e poi distrutto. Era diventato infatti un imprescindibile modello per lo studio della figura umana in movimento, tanto per gli artisti locali che per i forestieri di passaggio. Vi erano raffigurate numerose figure in atteggiamenti estremamente vivaci e dinamici, con numerosi spunti tratti dall'antico, come farebbero pensare le poche copie superstiti e le varianti studiate nei disegni preparatori.

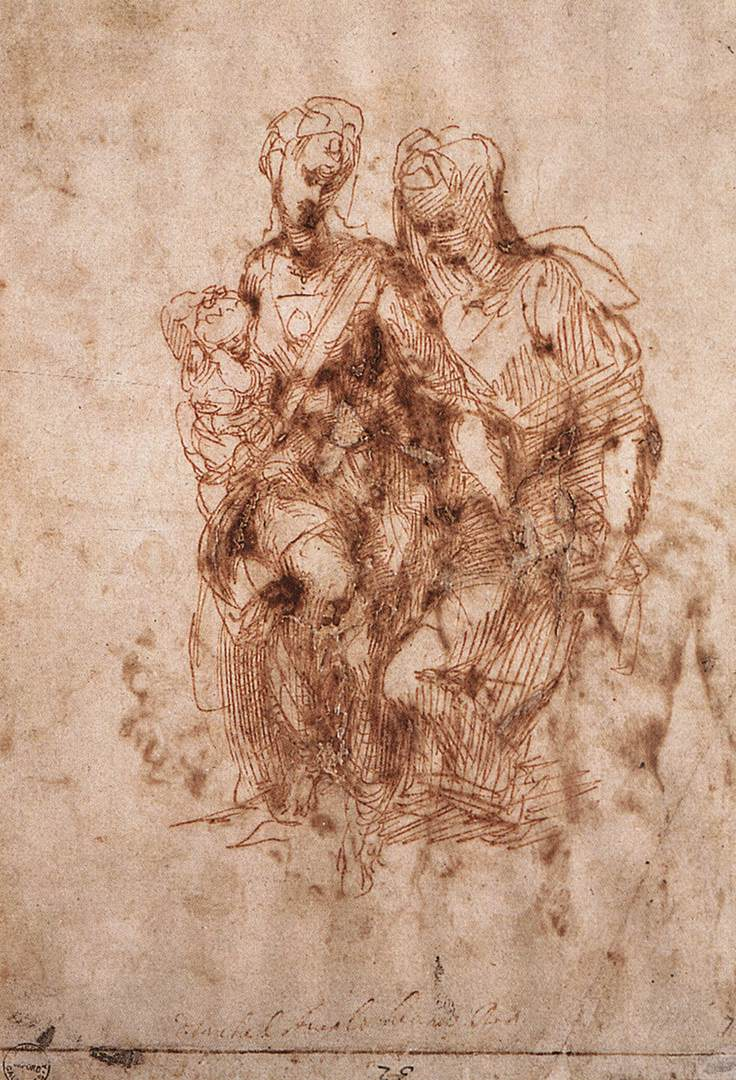
Madonna col Bambino e sant'Anna, Ashmolean Museum.
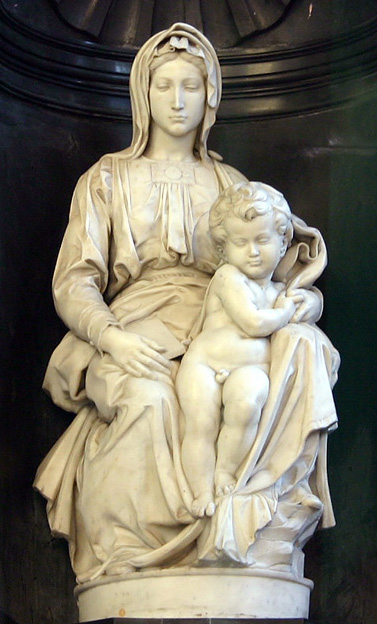
Madonna di Bruges.
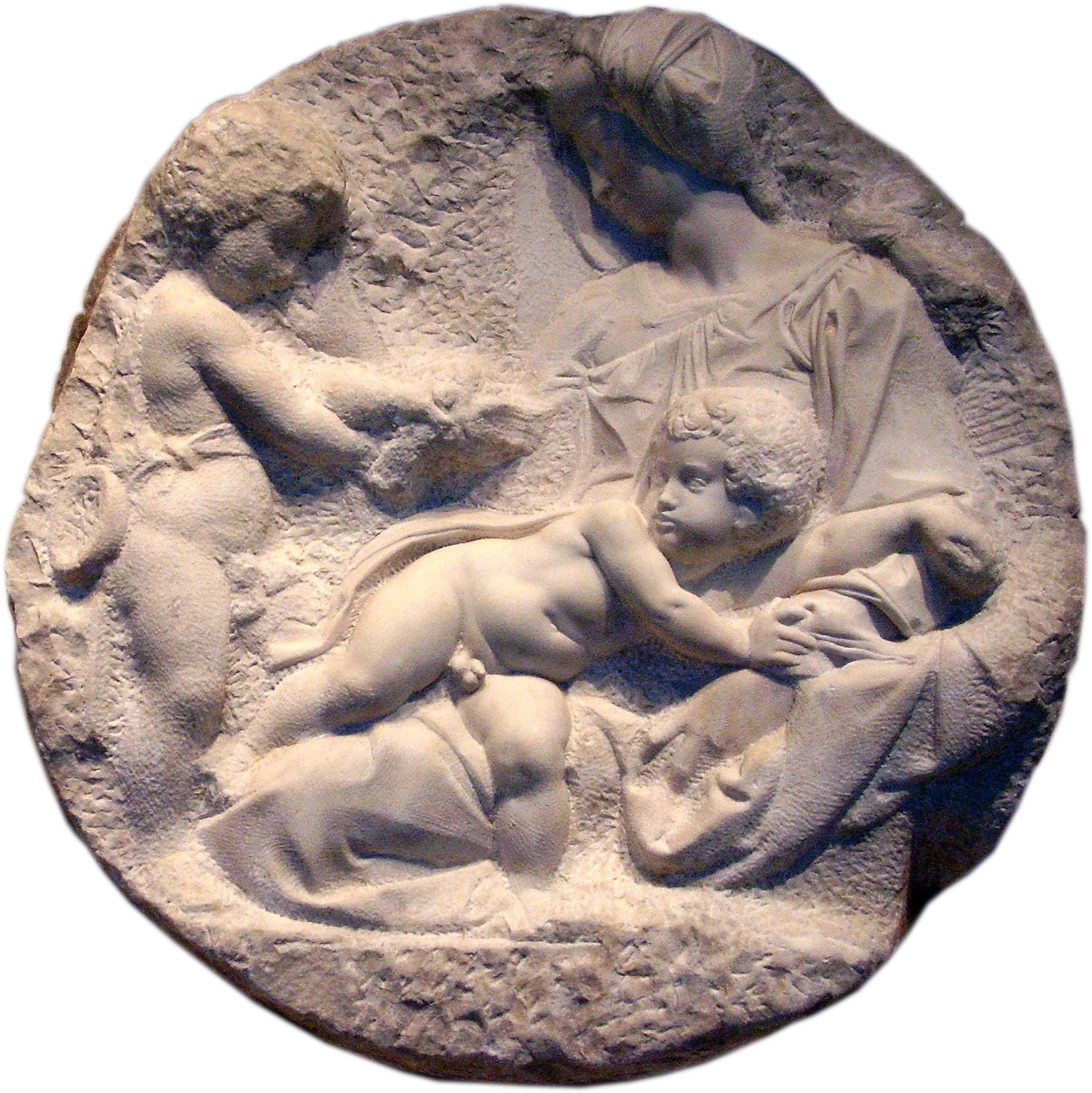
Tondo Taddei.
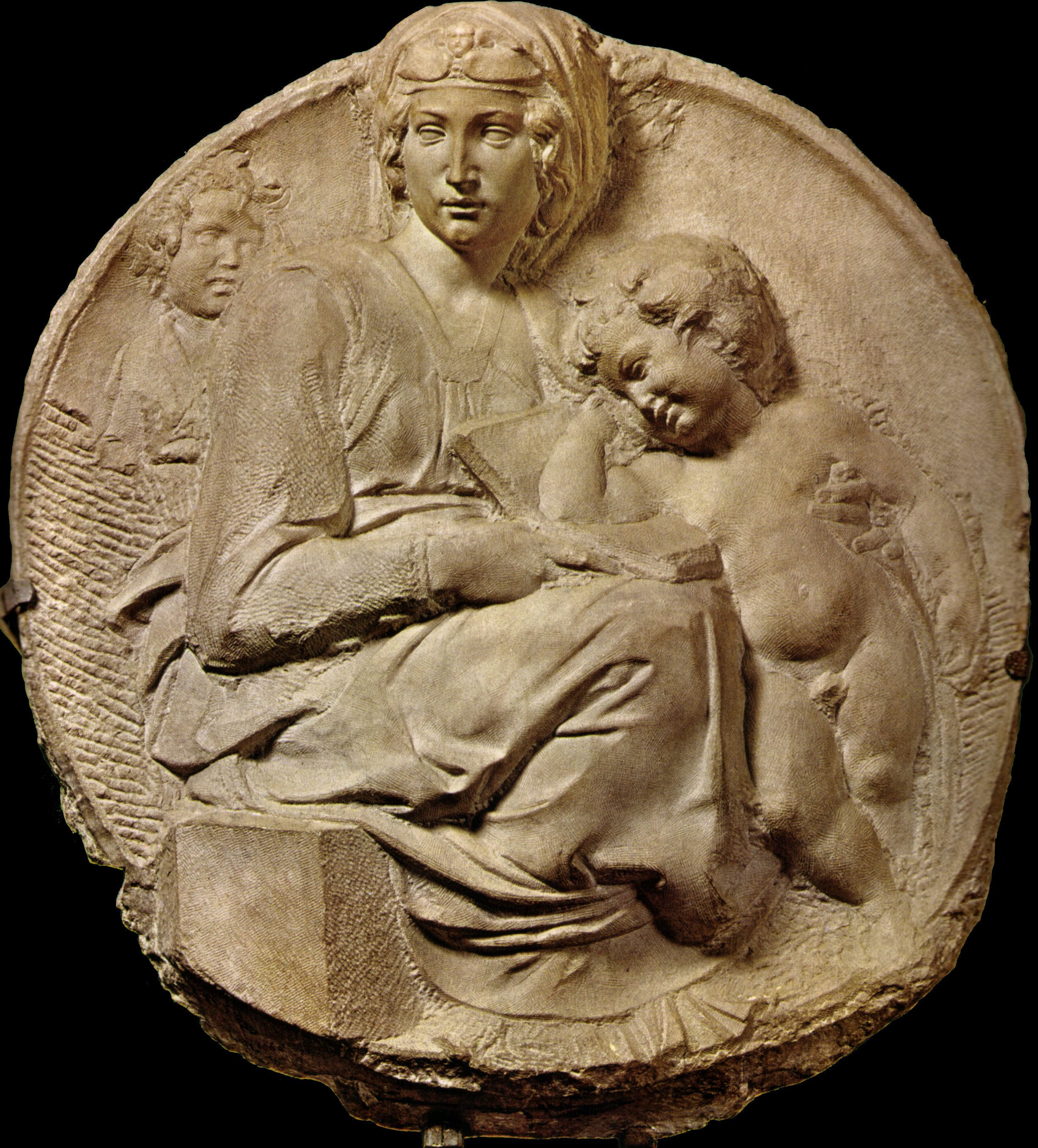
Tondo Pitti.
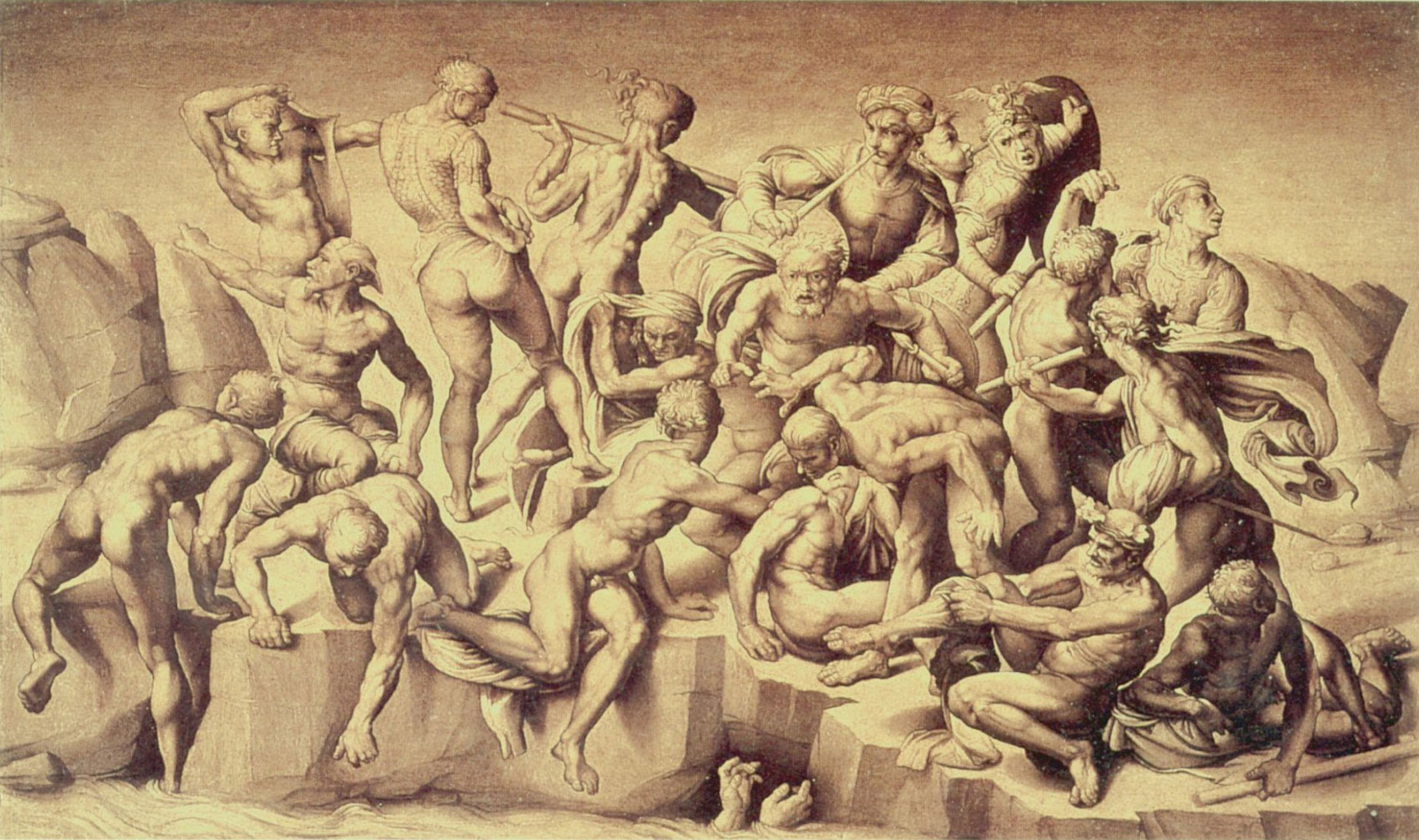
Aristotile da Sangallo, copia della Battaglia di Cascina di Michelangelo.

### Raffaello a Firenze

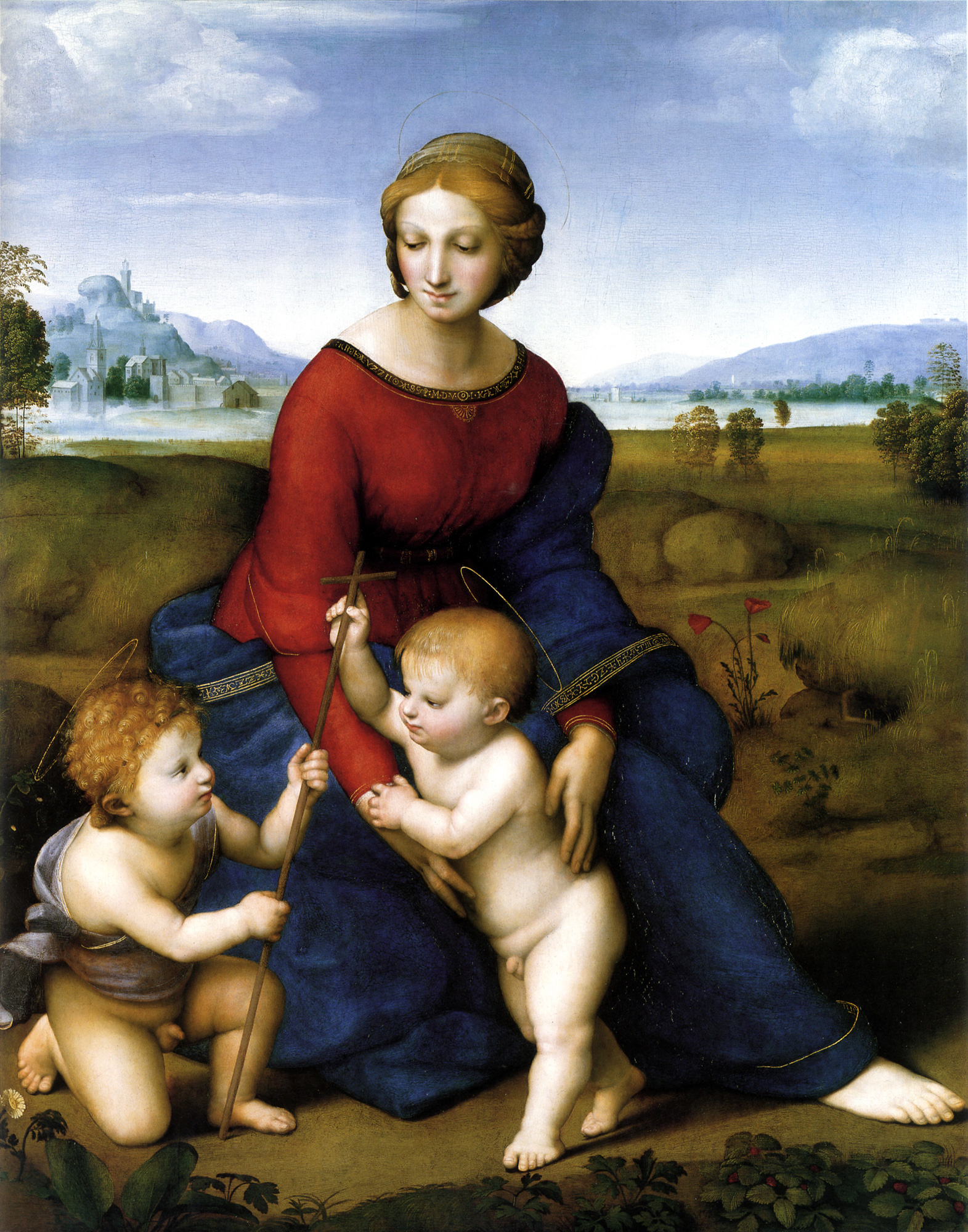
Madonna del Belvedere (1506).

Nel 1504 l'eco delle novità stupefacenti rappresentate dai cartoni di Leonardo e Michelangelo arrivò anche a Siena, dove si trovava Raffaello Sanzio, giovane ma molto promettente artista al lavoro come aiuto di Pinturicchio. Deciso a recarsi a Firenze, si fece preparare una lettera di presentazione per il gonfaloniera da Giovanna Feltria, duchessa di Sora, sorella del duca di Urbino nonché moglie del prefetto di Roma e signore di Senigallia Giovanni Della Rovere. In città Raffaello si dedicò alacremente a scoprire e studiare la tradizione quattrocentesca locale, fino alle più recenti conquiste, dimostrando una straordinaria capacità di assimilazione e rielaborazione, che dopotutto ne aveva già fatto il più dotato seguace di Perugino.
Lavorando soprattutto per committenti privati, sempre più colpiti dalla sua arte, creò numerose tavole di formato medio-piccolo per la devozione privata, soprattutto Madonne e sacre famiglie, e alcuni intensi ritratti. In queste opere variava continuamente sul tema, cercando raggruppamenti e atteggiamenti sempre nuovi, con una particolare attenzione alla naturalezza, all'armonia, al colore ricco e intenso e spesso al paesaggio limpido di derivazione umbra.
Punto di partenza delle sue composizioni era spesso Leonardo, su cui innestava di volta in volta altre suggestioni: la Madonna Pazzi di Donatello nella Madonna Tempi, il Tondo Taddei di Michelangelo nella Piccola Madonna Cowper o nella Madonna Bridgewater, ecc. Da Leonardo Raffaello mutuò i principi della composizione plastico-spaziale, ma evitò di addentrarsi nel complesso di allusioni e implicazioni simboliche, inoltre all'"indefinito" psicologico preferiva sentimenti più spontanei e naturali. Ciò è evidente in ritratti come quello di Maddalena Strozzi, dove l'impostazione a mezza figura nel paesaggio, con le mani conserte, tradisce l'ispirazione dalla Gioconda, ma con risultati quasi antitetici, in cui prevalgono la descrizione dei lineamenti fisici, dell'abbigliamento, dei gioielli, e la luminosità del paesaggio.
Alternando frequenti viaggi in Umbria e ad Urbino, risale a questo periodo anche un'importante opera per Perugia, la Pala Baglioni, dipinta a Firenze e che si rifà indissolubilmente all'ambiente toscano. Vi è rappresentato nella pala centrale la Deposizione nel sepolcro, a cui l'artista arrivò dopo numerosi studi ed elaborazioni a partire dal Compianto sul Cristo morto della chiesa fiorentina di chiesa di Santa Chiara di Perugino. L'artista creò una composizione estremamente monumentale, drammatica e dinamica, in cui si notano ormai evidenti spunti michelangioleschi e dell'antico, in particolare dalla rappresentazione della Morte di Melagro che l'artista aveva potuto vedere durante un probabile viaggio formativo a Roma nel 1506.
Opera conclusiva del periodo fiorentino, del 1507-1508, può considerarsi la Madonna del Baldacchino, una grande pala d'altare con una sacra conversazione organizzata attorno al fulcro del trono della Vergine, con un fondale architettonico grandioso ma tagliato ai margini, in modo da amplificarne la monumentalità. Tale opera fu un imprescindibile modello nel decennio seguente, per artisti quali Andrea del Sarto e Fra' Bartolomeo.

Piccola Madonna Cowper.
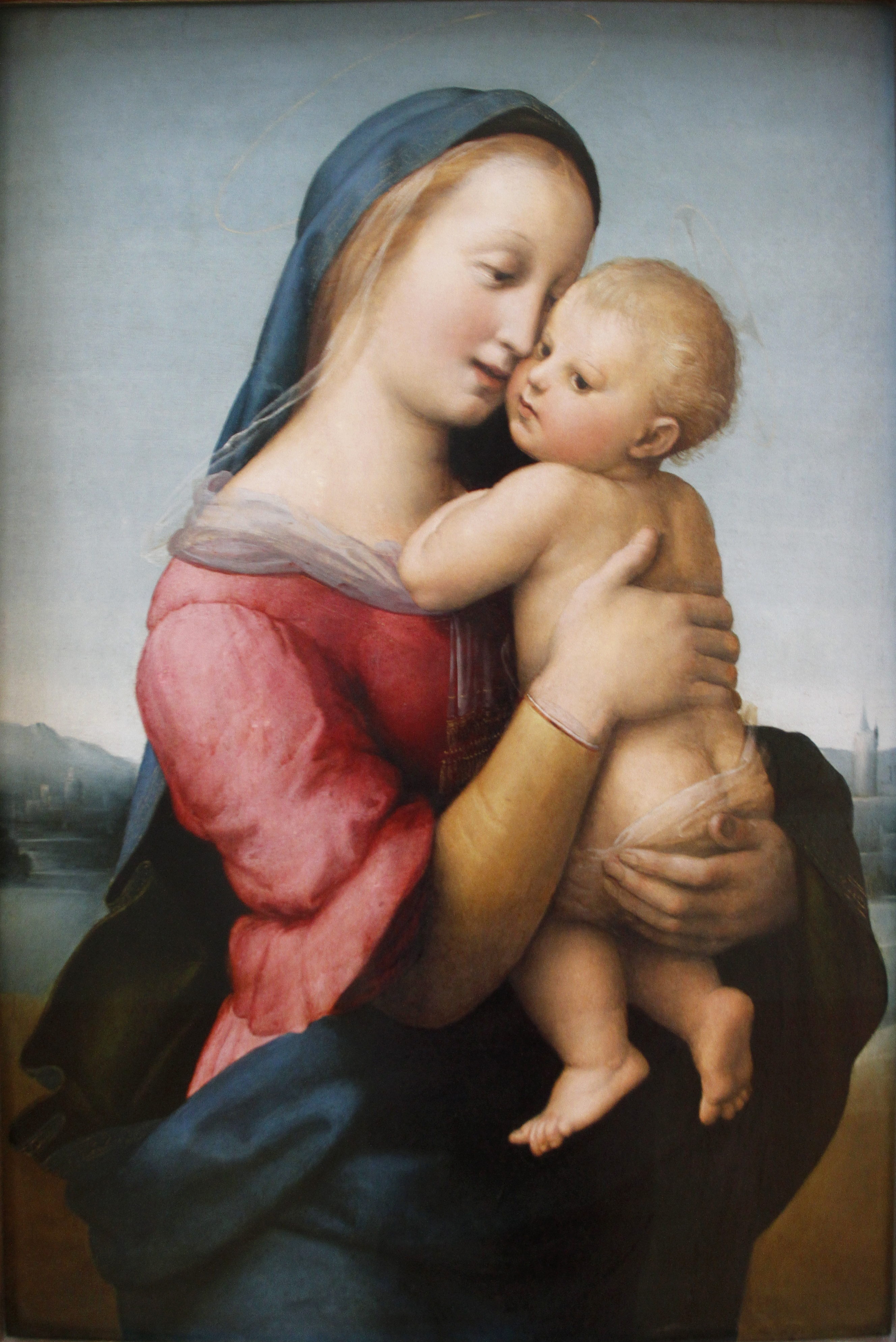
Madonna Tempi.
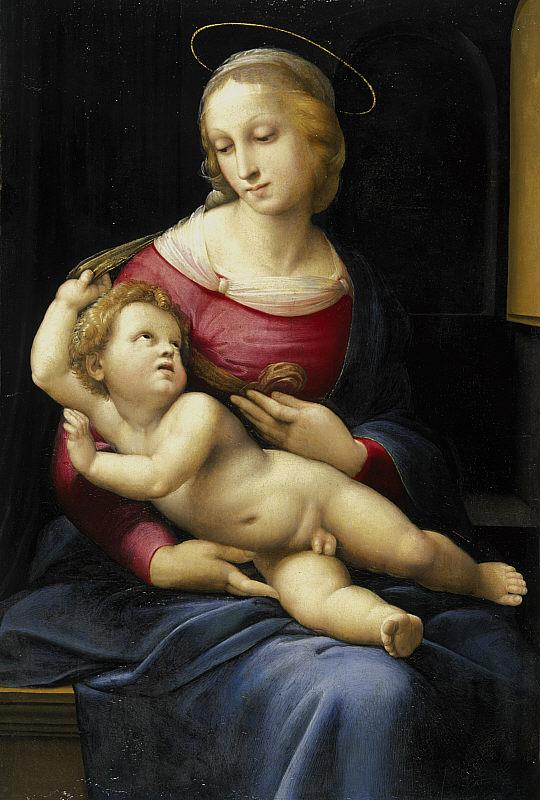
Madonna Bridgewater.
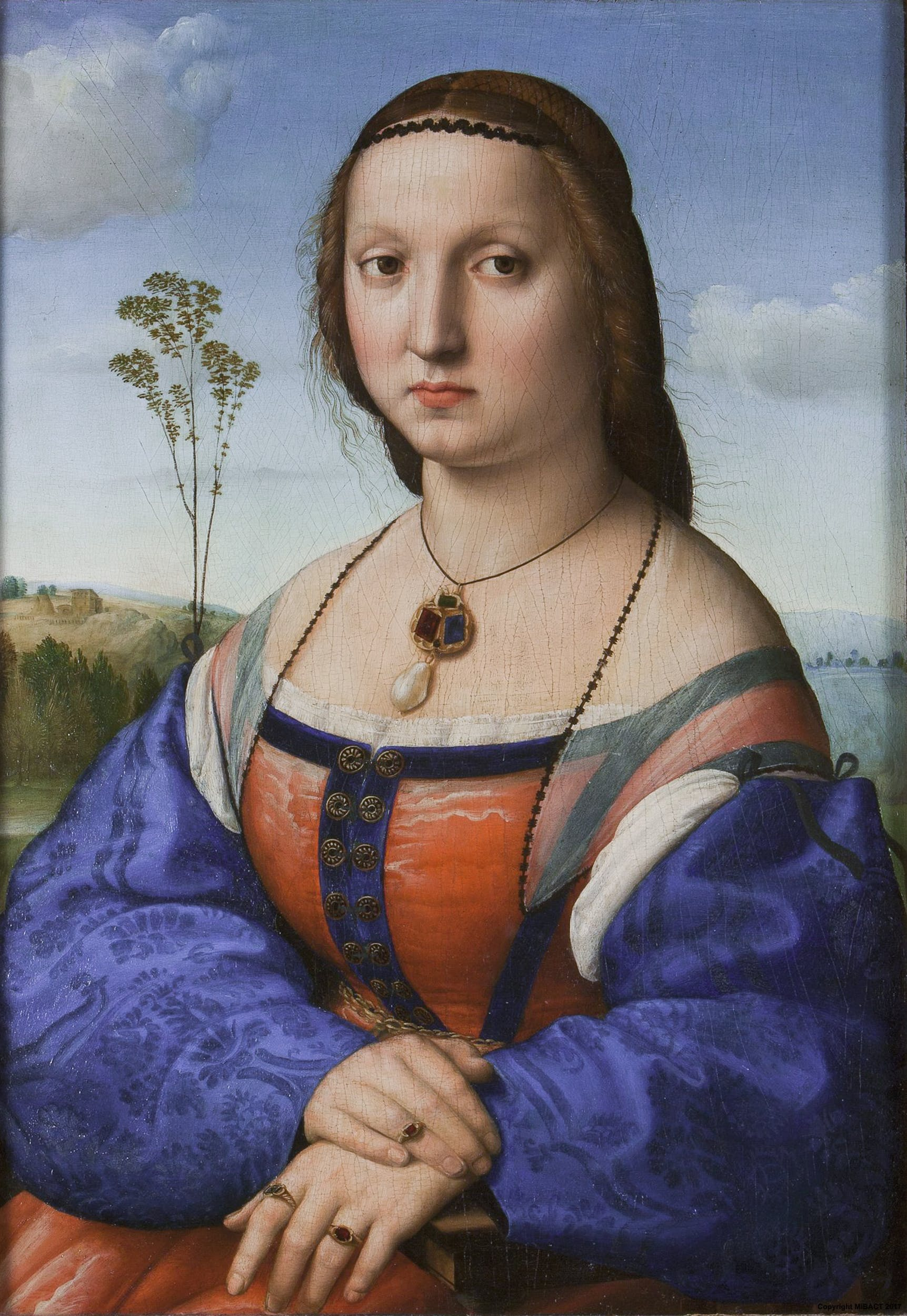
Ritratto di Maddalena Strozzi.
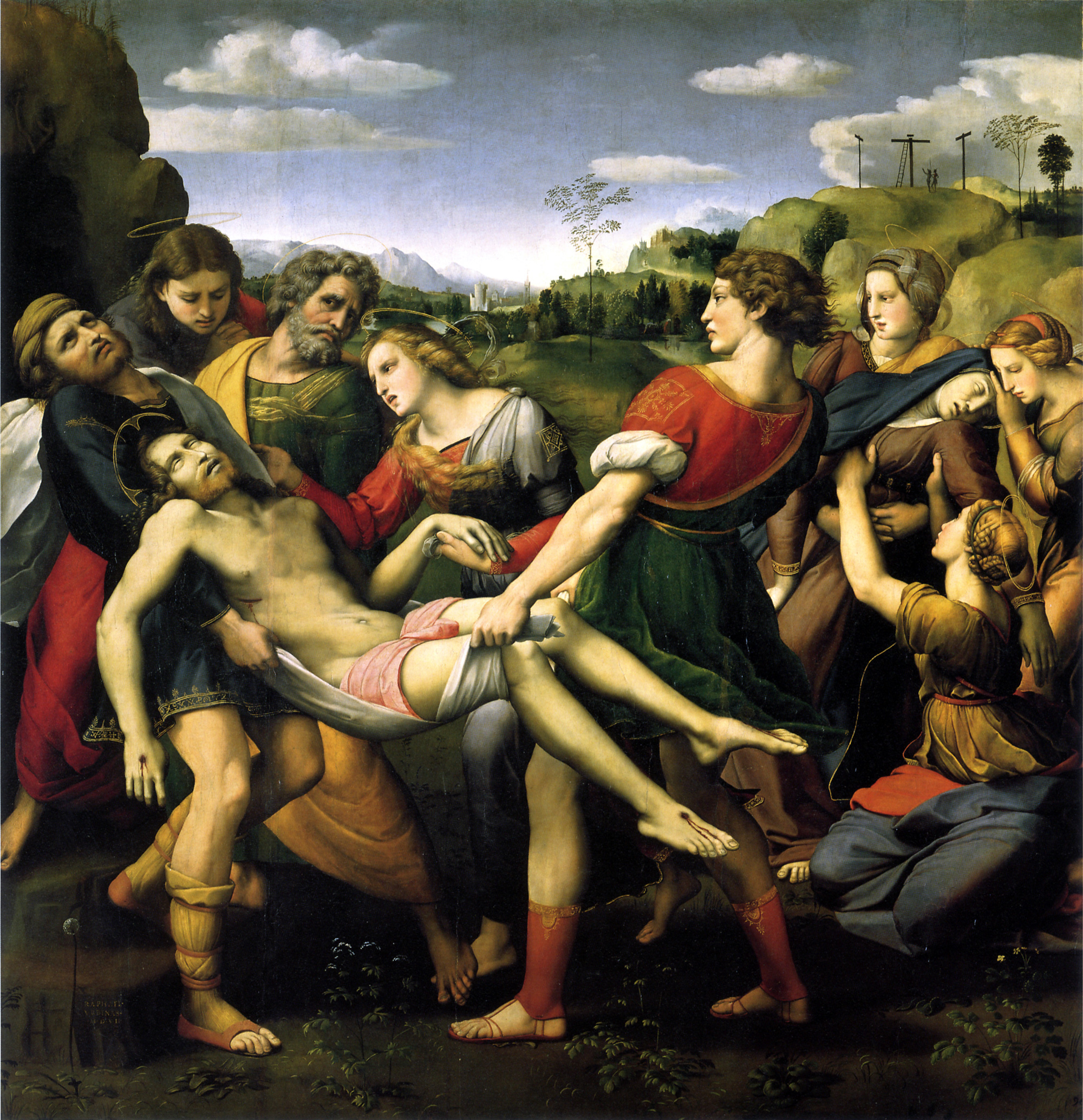
Deposizione Borghese.
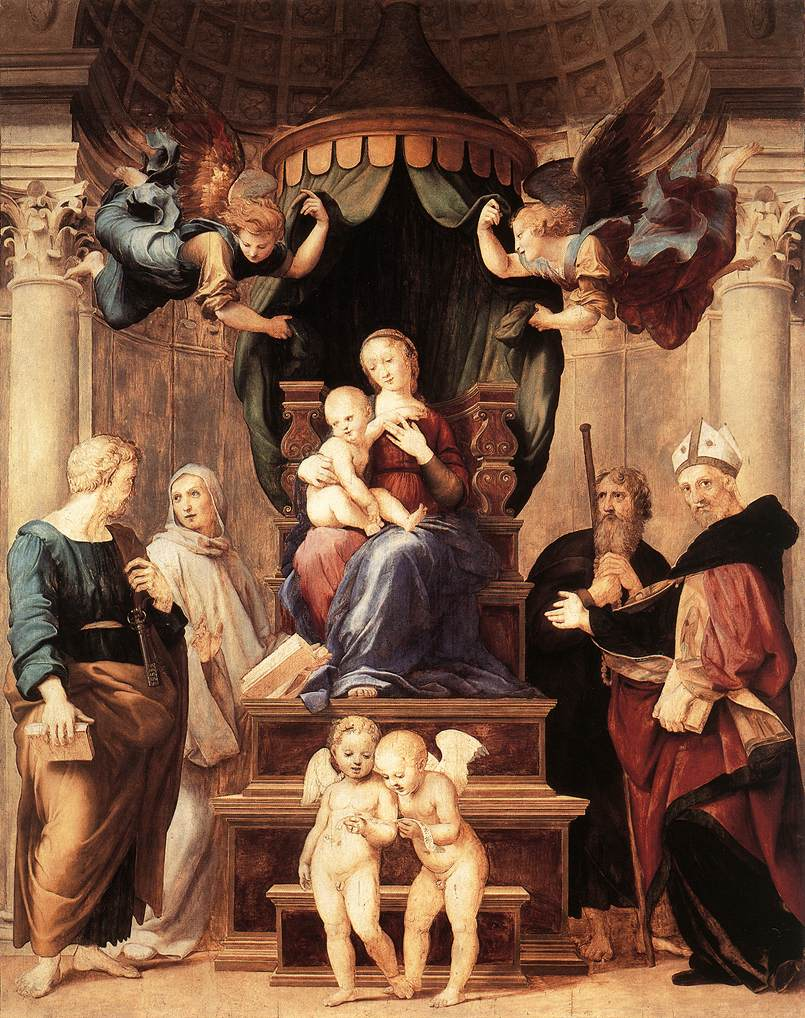
Madonna del Baldacchino.

### Altri artisti
Nella Firenze del primo Cinquecento si muovevano comunque numerosi altri artisti, spesso apportatori di stili e contenuti alternativi che, nonostante l'alto contenuto qualitativo, caddero però talvolta nel vuoto.
Tra questi spicca Piero di Cosimo, l'ultimo grande artista del filone disegnativo dell'arte fiorentina, quello che va da Filippo Lippi a Botticelli e Ghirlandaio. Piero, che deve il suo soprannome al suo maestro Cosimo Rosselli, fu un artista ingegnoso e dotato di estrema fantasia, capace di creare opere singolari e bizzarre. Ne è un esempio celebre la serie delle Storie dell'umanità primitiva, nate come spalliere ed oggi divise tra i maggiori musei del mondo.
In scultura l'unica alternativa a Michelangelo pare quella di Andrea Sansovino, artefice di forme slanciate e vibranti, e poi del suo allievo Jacopo. Altri scultori, per quanto molto attivi e richiesti, non rinnovarono invece il loro repertorio rifacendosi alla tradizione quattrocentesca, come Benedetto da Rovezzano.
In architettura dominano negli edifici sacri gli studi sugli edifici a pianta centrale, portati avanti da Giuliano e Antonio da Sangallo il Vecchio, mentre nell'edilizia privata Baccio d'Agnolo importa modelli classicisti alla romana (palazzo Bartolini Salimbeni), venendo prima intensamente criticato e solo in seguito compreso e imitato.

## La crisi del terzo decennio del XVI secolo
La nuova generazioni di pittori non può prescindere dal confronto con i grandi e le loro opere lasciate in città: Leonardo, Michelangelo e Raffaello fanno necessariamente scuola, ma si registrano anche tendenze a superare il loro esempio, ponendo l'accento su altre caratteristiche, fino quasi ad esasperarle. Si tratta degli albori del manierismo.

### Fra Bartolomeo

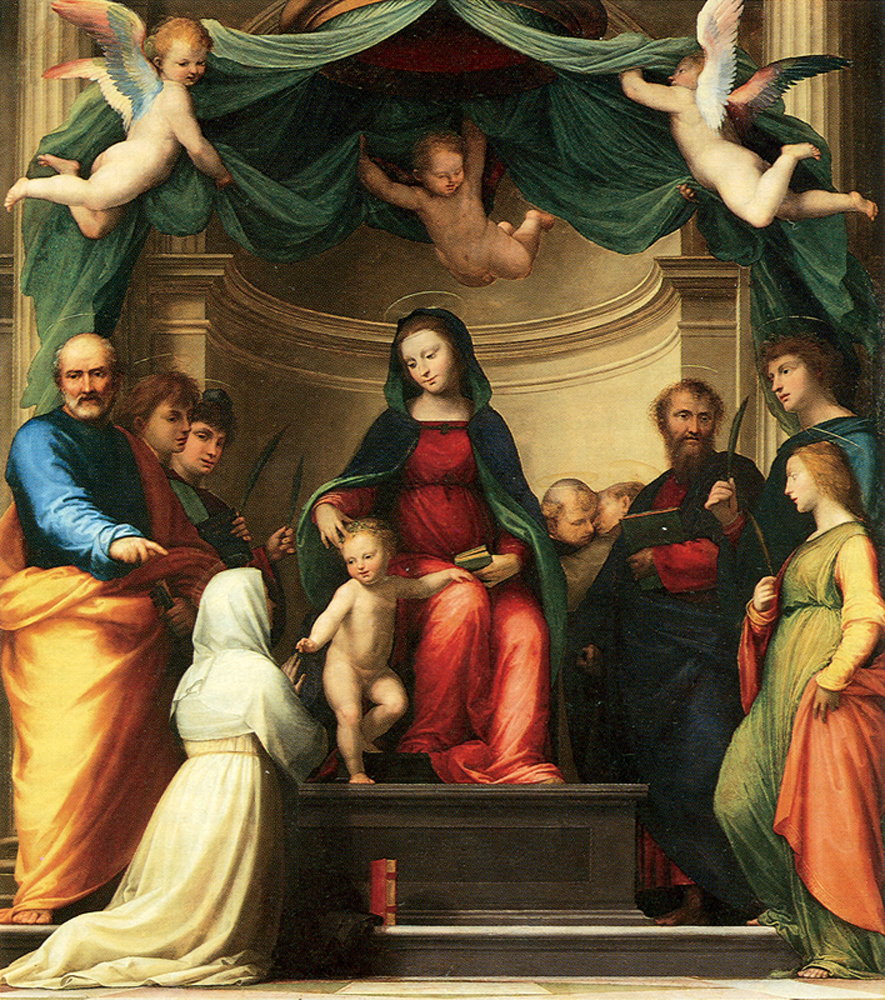
Fra Bartolomeo, Matrimonio mistico di santa Caterina da Siena (1511).

Dopo una pausa di quattro anni, causata dalla presa dei voti per lo sconvolgimento personale legato ai fatti di Savonarola, Fra Bartolomeo riprese a dipingere nel 1504. Inizialmente influenzato da Cosimo Rosselli, suo maestro, e dalla cerchia del Ghirlandaio, si orientò verso una concezione severa ed essenziale delle immagini sacre, aprendosi alle suggestioni dei "grandi", in particolare di Raffaello con il quale aveva stretto una personale amicizia negli anni del suo soggiorno fiorentino.
Un viaggio a Venezia arricchì la sua tavolozza, come si vede da opere come la pala dell'Eterno in gloria tra le sante Maddalena a Caterina da Siena (1508), di austera e composta eloquenza. Nel Matrimonio mistico di santa Caterina da Siena (1511) riprese lo schema della Madonna del Baldacchino di Raffaello, accrescendo la monumentalità delle figure e variando maggiormente le attitudini dei personaggi.
L'opportunità di un viaggio a Roma gli permise di vedere le opere di Michelangelo e Raffaello in Vaticano che, a detta del Vasari, lo lasciarono turbato: da allora il suo stile si ripiegò su sé stesso, diminuendo il vigore e l'entusiasmo innovativo.

### Andrea del Sarto

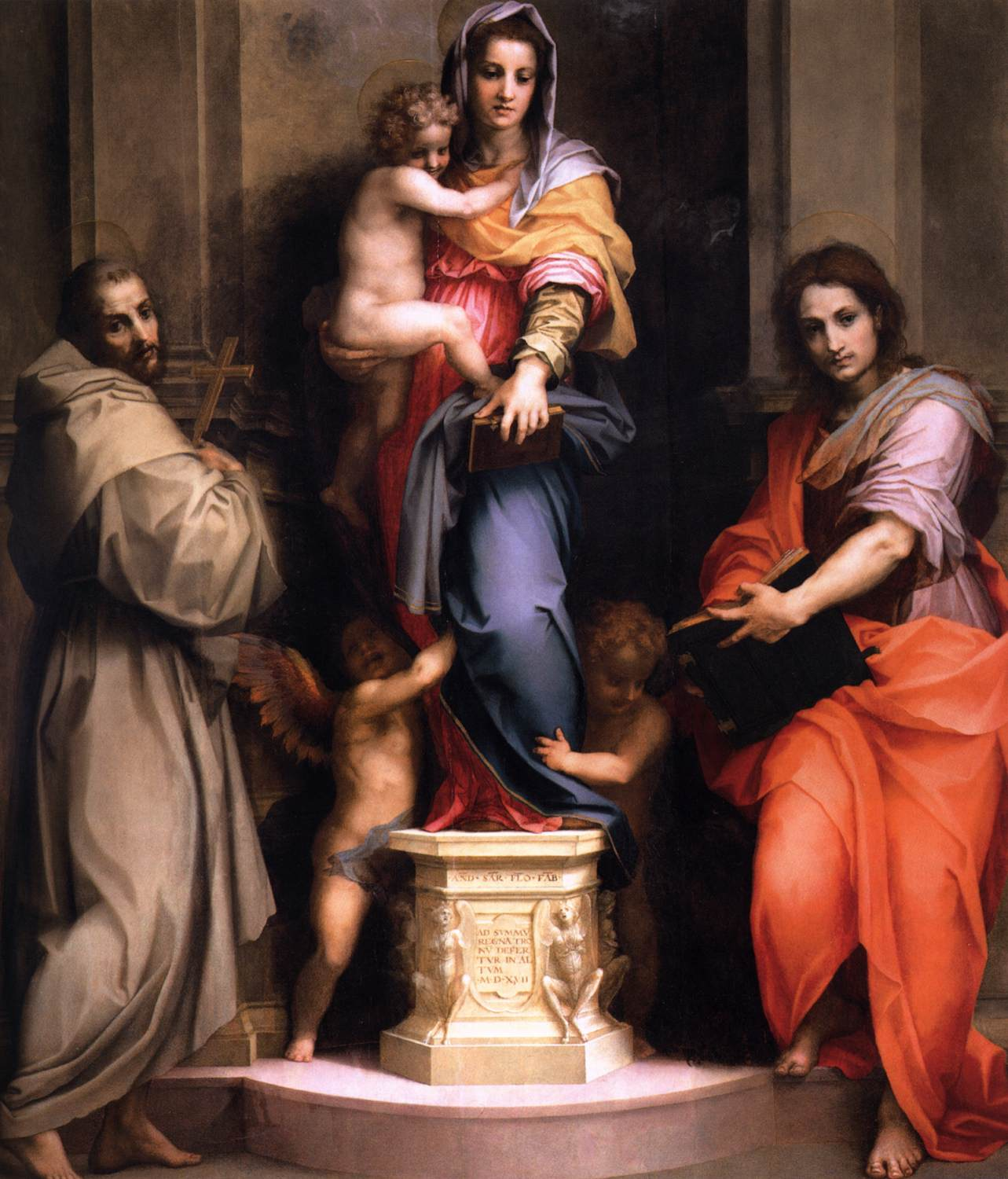
Andrea del Sarto, Madonna delle Arpie (1517).

Anche per Andrea del Sarto il punto di partenza furono le opere dei tre "geni" a Firenze, nonostante la formazione nella bottega di Piero di Cosimo. Sperimentatore di nuove iconografie e di tecniche diverse, diede le sue prime prove di valore nel Chiostrino dei Voti della Santissima Annunziata e nel chiostro dello Scalzo a Firenze, quest'ultimo condotto a monocromo. La modernità del suo linguaggio ne fece presto il punto di riferimento per un gruppo di artisti, coetanei o più giovani, quali il Franciabigio, Pontormo e Rosso Fiorentino, i quali nel corso degli anni dieci formarono una vera e propria scuola detta "dell'Annunziata", in contrapposizione alla scuola "di San Marco" di Fra Bartolomeo e Mariotto Albertinelli, dagli accenti stilistici più solenni e pausati.
La sua eccellente capacità disegnativa gli permise di conciliare anche spunti apparentemente distanti, come lo sfumato leonardesco, il risalto plastico di Michelangelo e il classicismo raffaellesco, all'insegna di un'esecuzione impeccabile e allo stesso tempo molto libera e sciolta nel modellato, che gli vale l'appellativo di pittore "senza errori".
Verso il 1515 prese parte alla decorazione della Camera nuziale Borgherini, con vivaci schemi narrativi, a cui seguì nel 1517 il suo capolavoro, la Madonna delle Arpie, dai colori diafani e della monumentalità sapientemente dosata, senza ricorrere alle forzature anatomiche dei suoi colleghi più giovani.
Nel 1518-1519 si trasferì alla corte di Francesco I di Francia, dove però perse la grande occasione per "nostalghia e trascuratezza", come rilevò Luciano Berti. Tornato a Firenze approfondì il dialogo con Pontormo e col Rosso, affinando le sottigliezze esecutive e il trattamento del colore, che diventa ora scintillante ora trasparente, con accostamenti audaci e dissonanti. Con la Madonna in gloria con quattro santi per Poppi, del 1530, chiuse la sua carriera, anticipando motivi devozionali della seconda metà del secolo.

### Pontormo

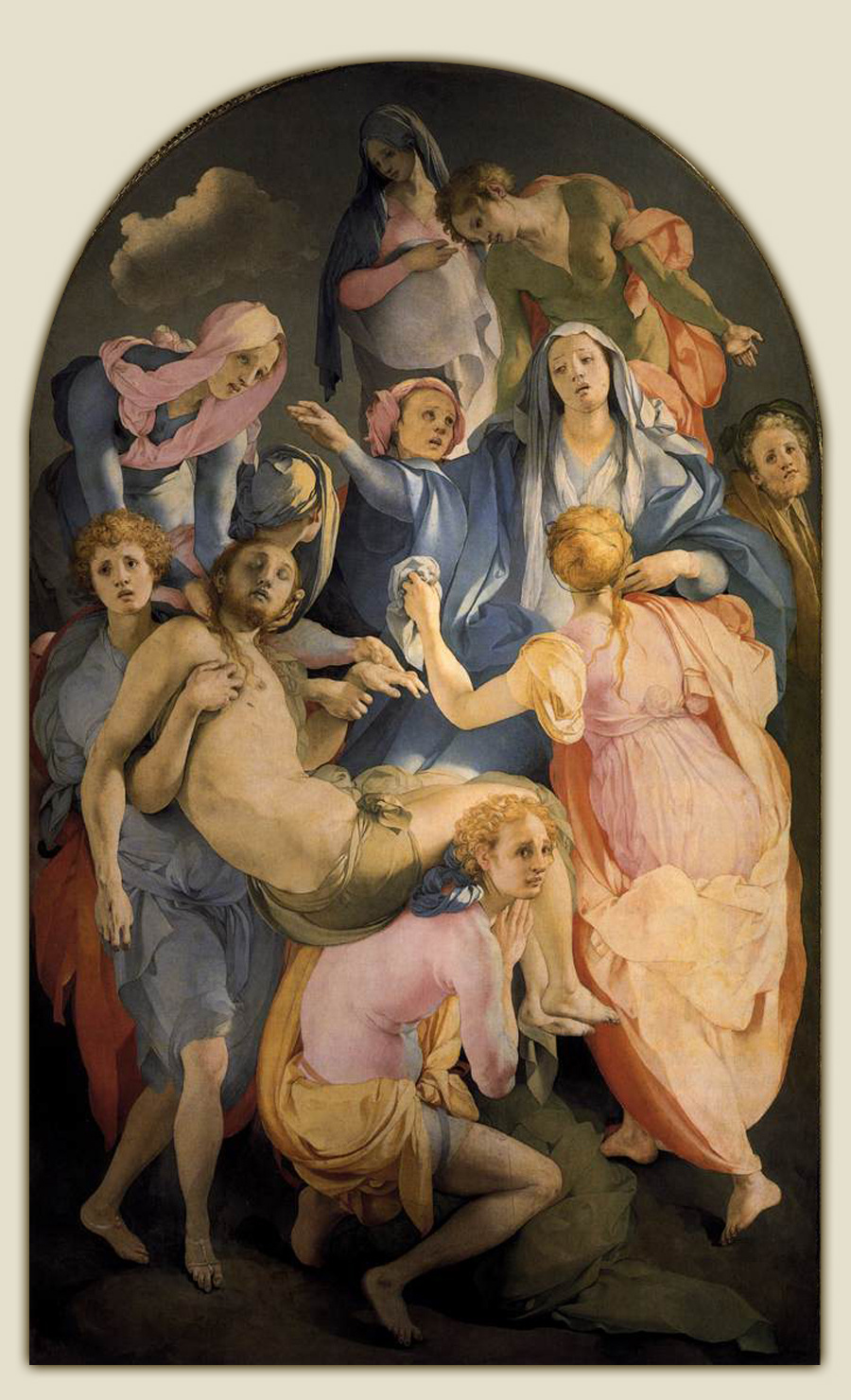
Pontormo, Deposizione (1526-1528).

A differenza di Andrea del Sarto, il suo allievo Pontormo avviò una sistematica opera di rinnovamento degli schemi compositivi della tradizione, quasi spregiudicato, come si vede nelle sue tavole per la Camera nuziale Borgherini: molto più complessa che nei colleghi è infatti l'organizzazione spaziale e narrativa degli episodi, come Giuseppe in Egitto. Ancora più innovativa è la Pala Pucci (1518), dove la struttura tipica della sacra conversazione è sconvolta, con la disposizione delle figure lungo linee diagonali, con espressioni caricate che continuano la ricerca degli "affetti" avviata da Leonardo.
Grande disegnatore, studiava a fondo i suoi soggetti, rendendo l'opera innanzitutto un lavoro cerebrale, filtrata in forme dalle bellezza sospesa e cristallizzata.
Nel 1521 realizzò una scena bucolica dalla classica idealizzazione nella lunetta di Vertumno e Pomona nella villa medicea di Poggio a Caiano e dal 1522 al 1525 fu attivo alla Certosa, dove fu autore di una serie di lunette ispirate alle incisioni di Albrecht Dürer. La scelta del modello nordico, per quanto ormai popolarissimo in tutta l'Italia settentrionale, assumeva in questo caso anche un significato di polemica rottura con la tradizione rinascimentale fiorentina, nonché un velato apprezzamento alle nuove idee di riforma che provenivano dalla Germania, come non mancò di criticare il "controriformato" Giorgio Vasari.
Un'insanabile frattura col passato si registra nella decorazione della Cappella Capponi in Santa Felicita a Firenze, specialmente nella pala con il Trasporto di Cristo al sepolcro (1526-1528): priva di riferimenti ambientali, mostra, con una tavolozza di tonalità diafane e smaltate, undici personaggi stretti in uno spazio ambiguo, dove ai gesti enfatici e alle espressioni tese si unisce l'effetto fluttuante e senza peso di molte figure. Il risultato è un finissimo intellettualismo, enigmatico e sottilmente ricercato. Effetti simili sono confermati nella Visitazione di Carmignano, di poco successiva (1528-1529).
La sua complessa personalità, soprattutto durante l'impresa dei perduti affreschi nell'abside di San Lorenzo, in cui il confronto con Michelangelo e la volontà di superarlo divennero quasi un'ossessione, si fece sempre più introversa e tormentata, arrivando a farne il prototipo dell'artista malinconico e solitario.

### Rosso Fiorentino

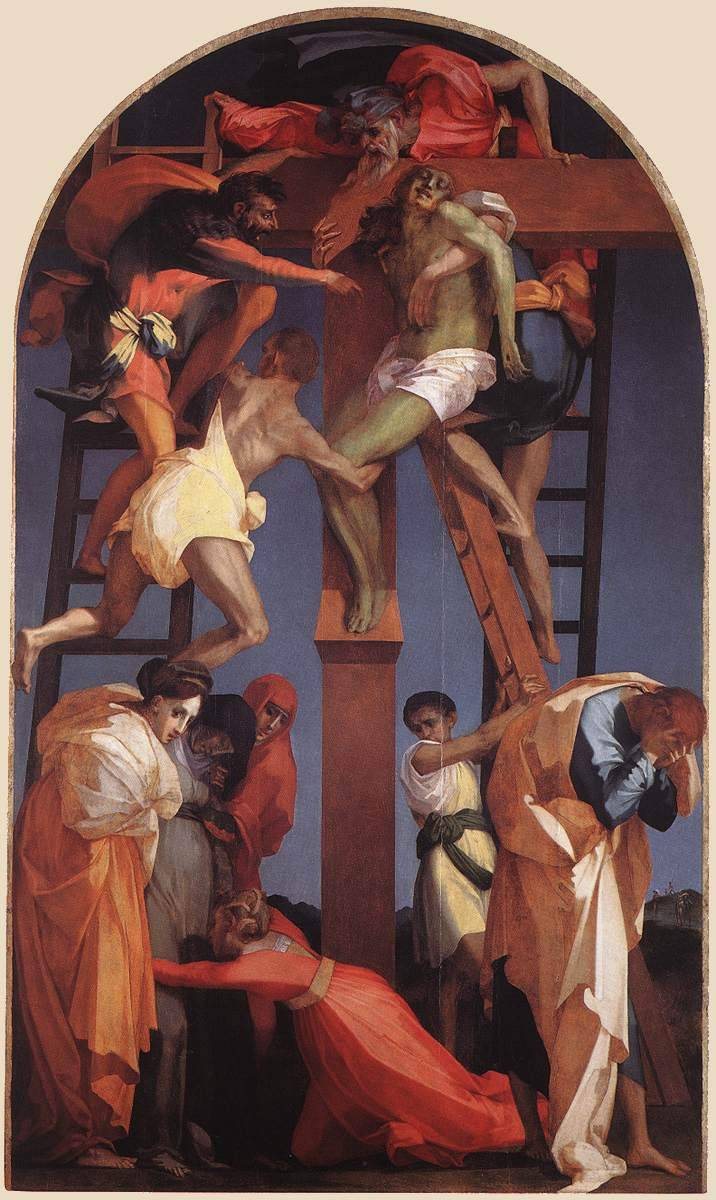
Rosso Fiorentino, Deposizione dalla croce (1521).

Pure allievo di Andrea del Sarto, Rosso Fiorentino condivise il percorso artistico formativo col quasi coetaneo Pontormo, finché nel 1523 lasciò Firenze per Roma. Partecipe di tutte le innovazioni di quegli anni, intraprese anche lui un profondo rinnovamento della tradizione, indirizzandosi verso un originale recupero della deformazione espressiva, quasi caricaturale, riprendendo accenni che si trovano nelle opere di Filippino Lippi e Piero di Cosimo. Il suo capolavoro è la Deposizione dalla croce nella Pinacoteca civica di Volterra (1521), dove in un impianto compositivo giocato su un intreccio di linee quasi paradossale (come la duplice direzione delle scale appoggiate alla croce) numerosi personaggi dalle espressioni forzate compiono gesti convulsi e concitati.

### Michelangelo a San Lorenzo
Nel 1515 la solenne visita di papa Leone X (Giovanni de' Medici, figlio di Lorenzo il Magnifico) nella sua città natale segnò il ripristino della piena signoria medicea dopo la parentesi repubblicana, la penultima. La realizzazione di grandi apparati effimeri vide la partecipazione dei migliori artisti attivi in città, tra i quali Jacopo Sansovino e Andrea del Sarto, ai quali spetta la realizzazione di una facciata effimera per l'incompiuta cattedrale. Tale impresa colpì il pontefice che, poco dopo, bandì un concorso per realizzare un'altra facciata incompiuta, quella della chiesa patrocinata dai Medici, San Lorenzo. Raccolti alcuni progetti (tra gli altri di Giuliano da Sangallo, Raffaello, Jacopo e Andrea Sansovino), il papa scelse infine quello di Michelangelo, caratterizzato da un prospetto rettangolare non in relazione con la forma a salienti del profilo delle navate della chiesa, che si riallacciava più ai modelli profani finora costruite, piuttosto che chiesastici. Il progetto, che prevedeva anche un vasto apparato scultoreo sia in marmo che in bronzo, venne messo in opera a fine del 1517, ma una serie di scelte e di eventi (legati soprattutto a problemi con le cave scelte per l'approvvigionamento lapideo) ne rallentarono i lavori e fecero al contempo lievitare i costi.

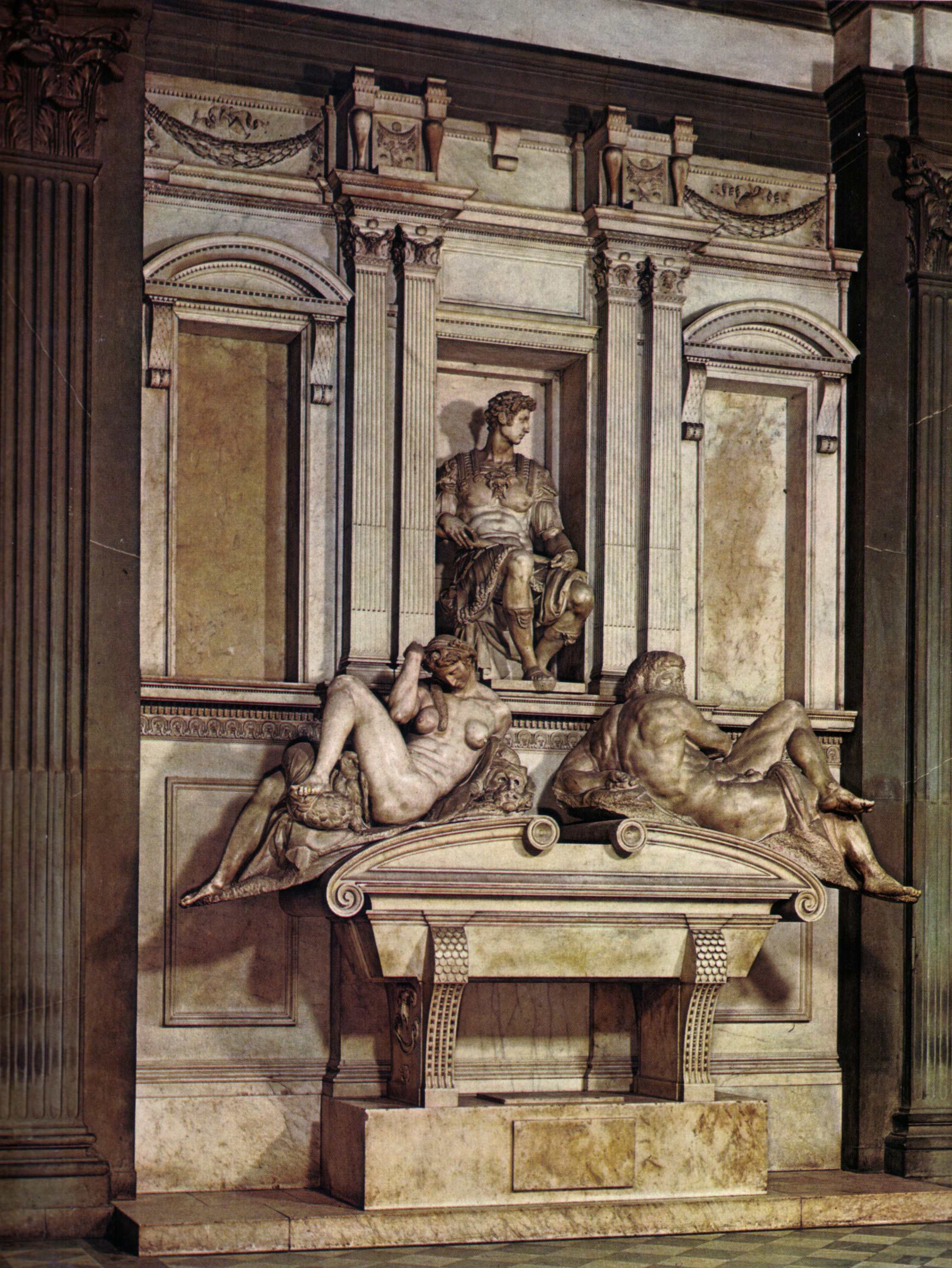
La tomba di Giuliano, duca di Nemours.

Nel 1519 scomparve però tragicamente Lorenzo, duca d'Urbino, nipote del papa, sulle cui spalle gravavano le speranze del successo dinastico dei Medici in Italia centrale, soprattutto dopo la scomparsa dell'altro rampollo Giuliano, duca di Nemour. Tali eventi luttuosi spinsero il pontefice a promuovere piuttosto un'altra impresa nel complesso laurenziano, ovvero la creazione di una cappella funebre, nota come Sagrestia Nuova, di cui venne incaricato sempre Michelangelo. Già nel 1520 una lettera dell'artista, assieme al rammarico per l'insabbiarsi della grande impresa della facciata, ricorda come gli studi per la cappella funeraria fossero già stati avviati. Di forma analoga e simmetrica alla corrispondente Sagrestia Vecchia di Brunelleschi, fatta un secolo prima sempre per i Medici, la nuova cappella era destinata ad ospitare sia le tombe dei due duchi, che dei due "magnifici" Lorenzo e Giuliano, rispettivamente padre e zio del papa. In un primo momento Michelangelo presentò un progetto a pianta centrale, che rielaborava lo schema della prima idea per la tomba di Giulio II; una certa ristrettezza di spazi fece poi propendere verso una soluzione coi monumenti funebri appoggiati alle pareti. Architettonicamente lo schema delle pareti si discosta dal modello brunelleschiano per l'inserimento delle finestre in uno spazio intermedio tra la parete inferiore e i lunettoni al di sotto della cupola, e con un ricordo a membrature più fitte e articolate con maggiore libertà, all'insegna di un vibrante slancio verticale, che si conclude nella cupoletta cassettonata di ispirazione classica, al posto della volta a ombrello. Le tombe, più che addossate, si rapportano dinamicamente con le pareti, con le statue accolte da nicchie riprendono la forma delle edicole sopra le porte e delle finestre.
Una prima sospensione dei lavori si ebbe alla morte del papa (1521), e di nuovo, nonostante la ripresa con l'elezione di Clemente VII, al secolo Giulio de' Medici, un secondo arresto con il sacco di Roma (1527) e l'ultima instaurazione repubblicana a Firenze, che vide profondamente coinvolto lo stesso artista. Con l'assedio di Firenze a la ripresa della città da parte dei Medici (1530), Michelangelo fu costretto a riprendere il progetto per i contestati committenti, e vi si dedicò con impeto quasi frenetico fino alla sua definitiva partenza per Roma, nel 1534. Realizzò così le statue dei due duchi, volutamente classiche e ideali, senza interesse al dato ritrattistico, e le quattro Allegorie del Tempo, figure distese della Notte, del Giorno, del Crepuscolo e dell'Aurora, complementari per tema e per posa, oltre alla Madonna Medici. Il tema generale è quello della sopravvivenza della dinastia Medicea rispetto al trascorrere del tempo e al conforto offerto dalla religione (la Madonna) a cui sono rivolti in eterno gli sguardi dei due duchi. Mai realizzati furono le statue fluviali di corredo, i rilievi bronzei e gli affreschi che probabilmente dovevano decorare le lunette.
Dal 1524 i lavori alla sagrestia si intrecciano con quelli di un altro grande progetto a San lorenzo, quello della biblioteca Medicea Laurenziana, commissionata da Clemente VII. La sala lettura, riprendendo quella di Michelozzo in San Marco, ha uno sviluppo longitudinale e una cospicua finestratura su entrambi i lati, senza tuttavia ricorrere alla divisione in navate. anche qui le membrature delle pareti e il disegno speculare di soffitto e pavimento creano una ritmata scansione geometrica dello spazio. Ciò contrasta con i violenti contrasti plastici e il forte slancio verticale del vestibolo.
Le architetture di Michelangelo in San Lorenzo ebbero un'enorme influenza sulla cultura artistica dell'epoca perché, come ricordò anche Vasari, introdussero il tema delle "licenze" nel linguaggio architettonico classico.